# Liste der Wappen in Kärnten

Kärnten
Kärnten (Schild)

## Bezirk Feldkirchen

Feldkirchen in Kärnten

Albeck
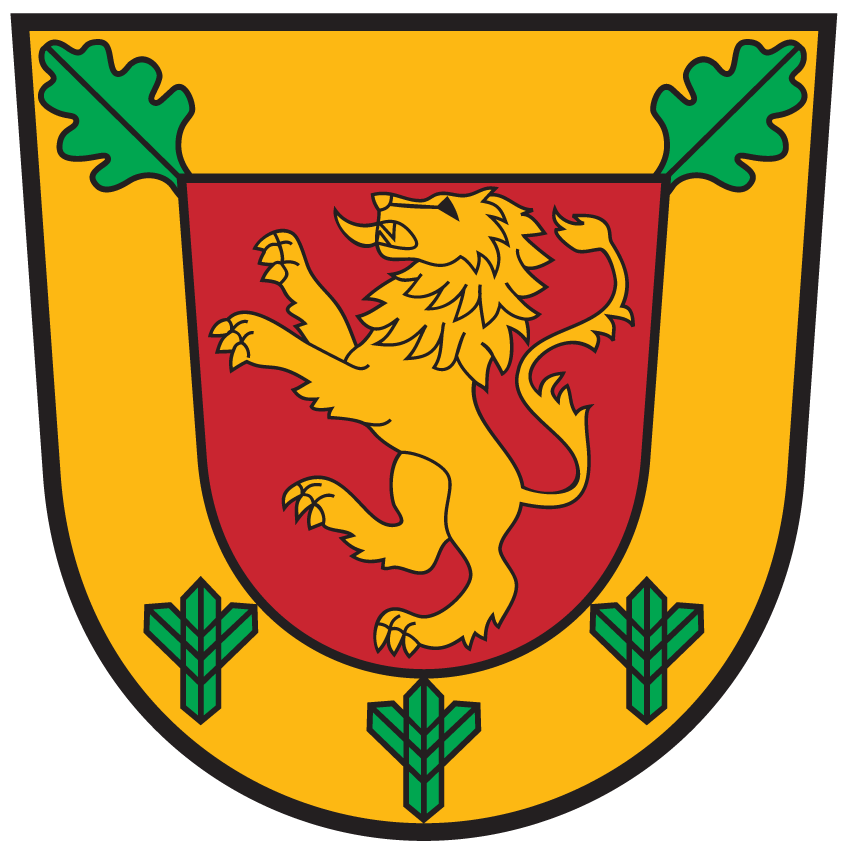
Glanegg
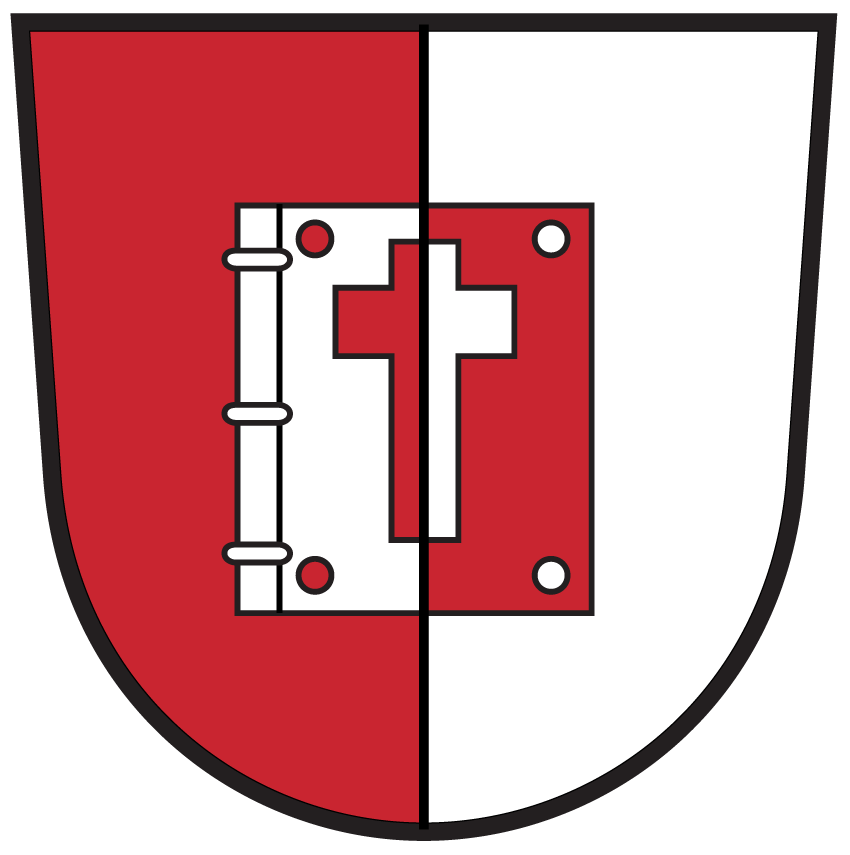
Gnesau
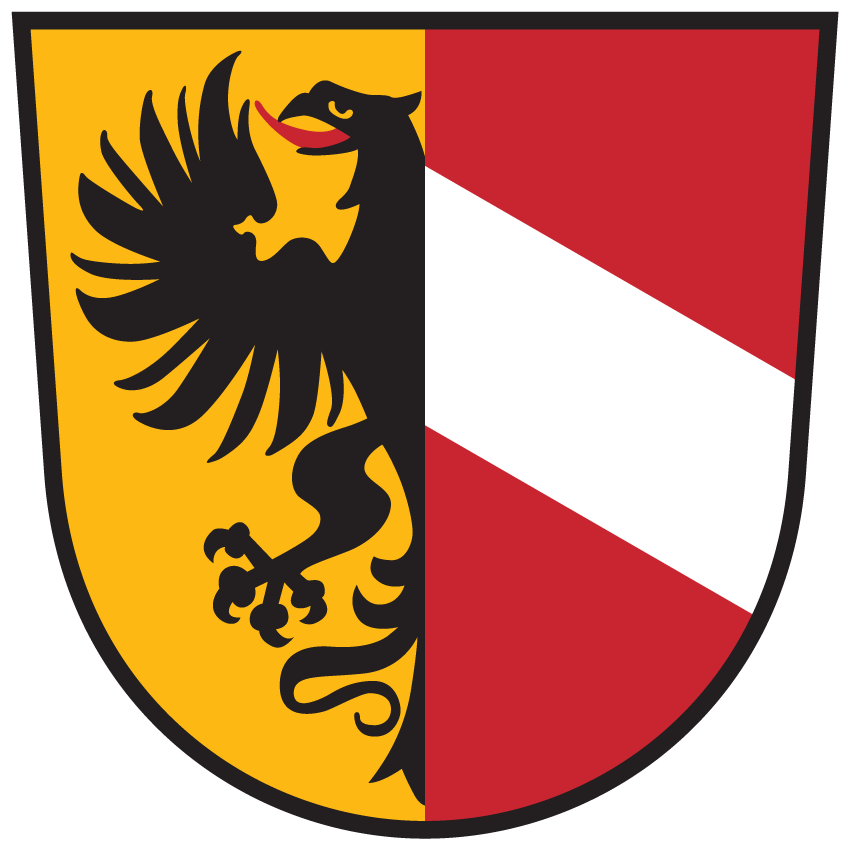
Himmelberg
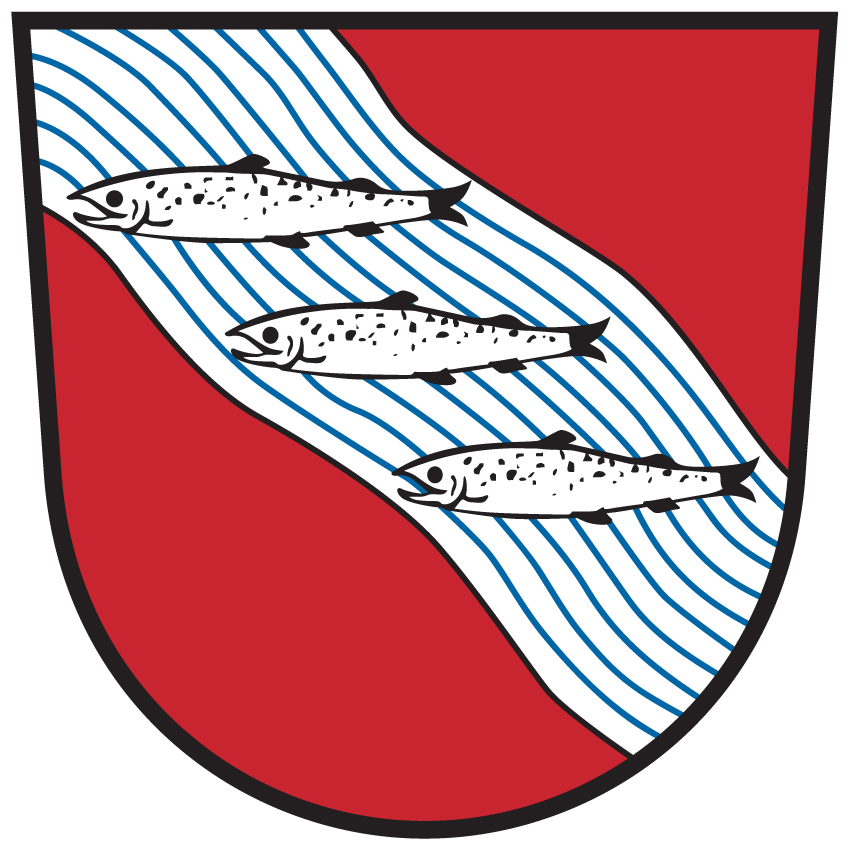
Ossiach
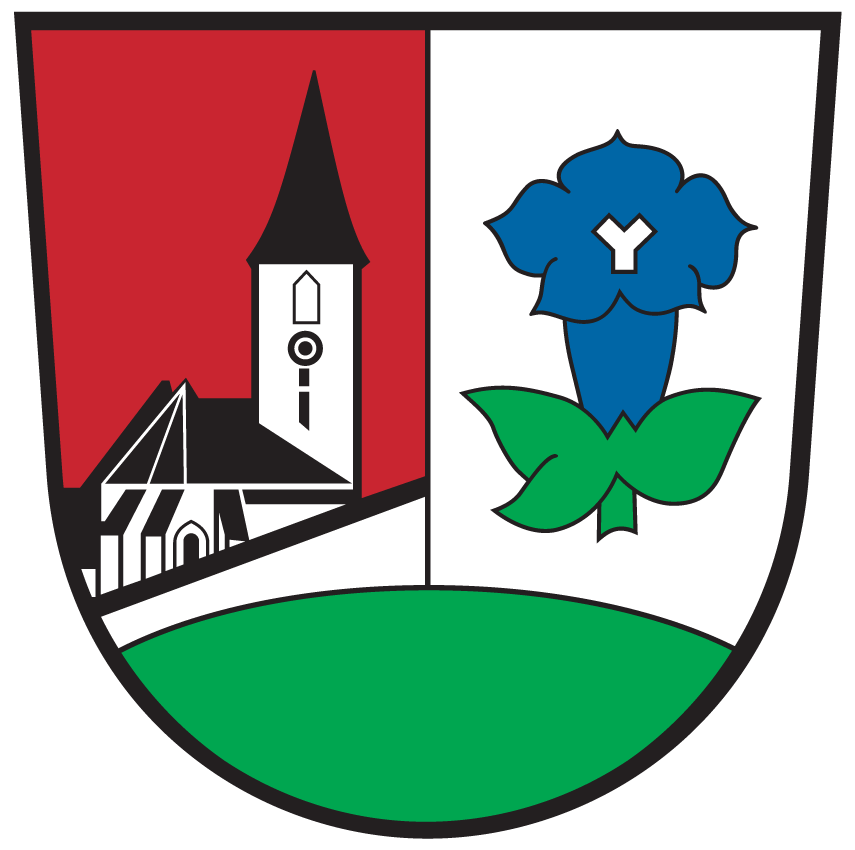
Reichenau
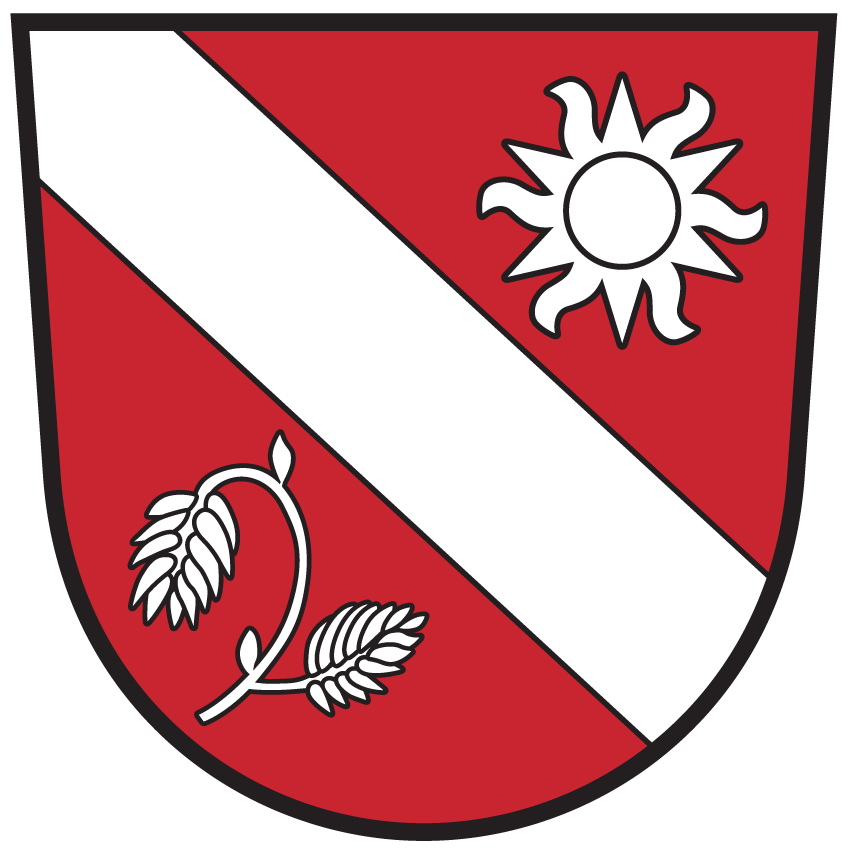
St. Urban
Steindorf am Ossiacher See
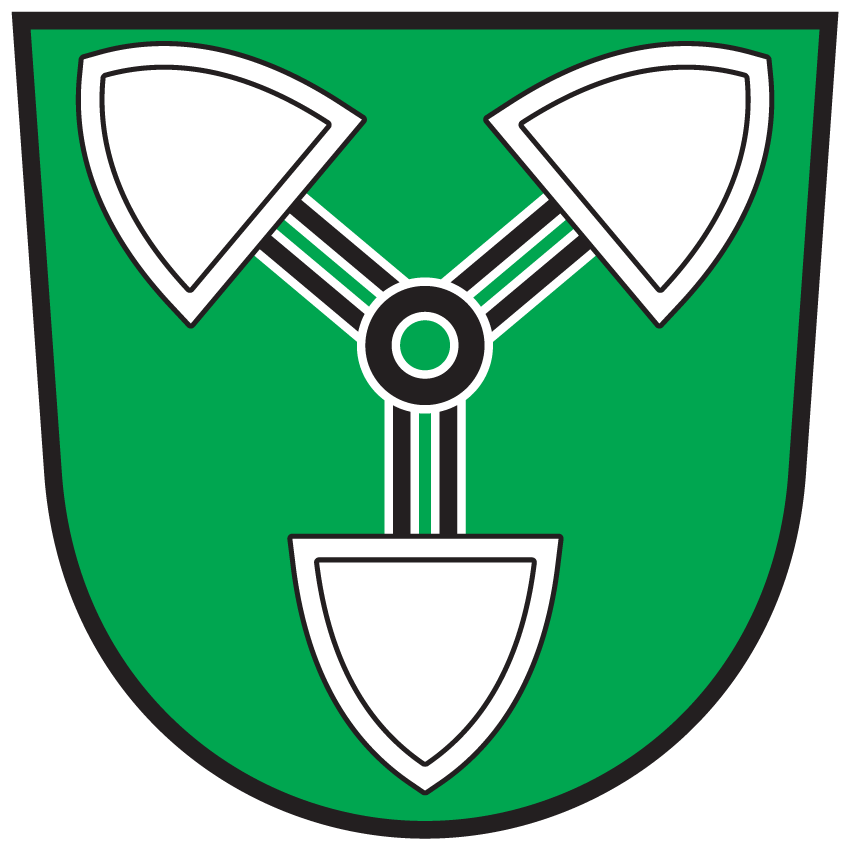
Steuerberg

## Bezirk Hermagor

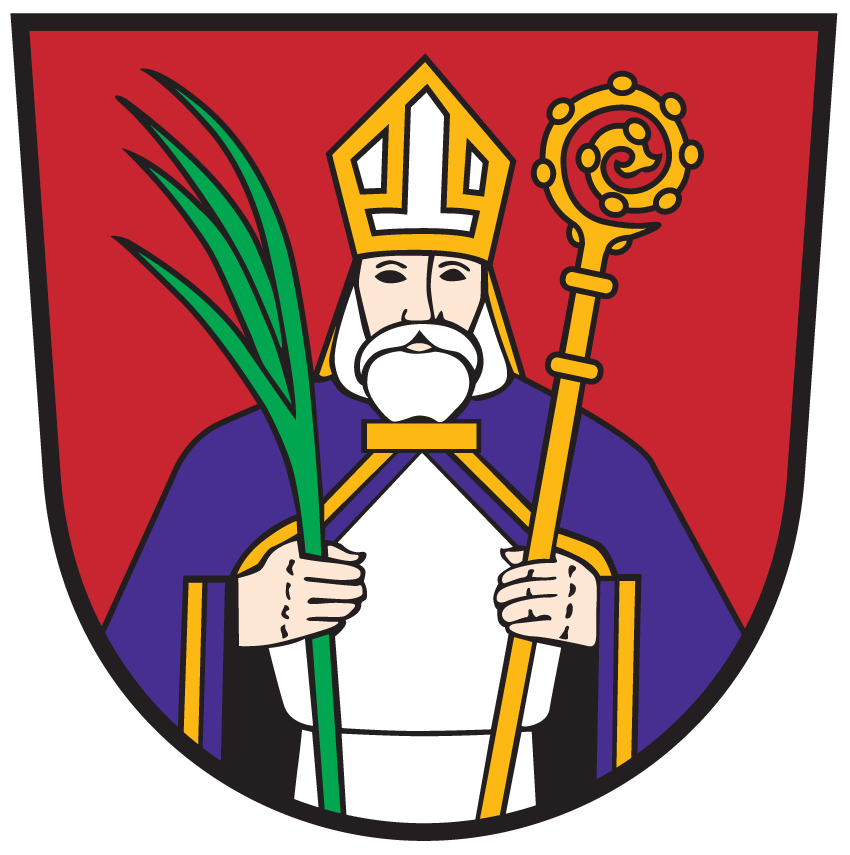
Hermagor-Pressegger See
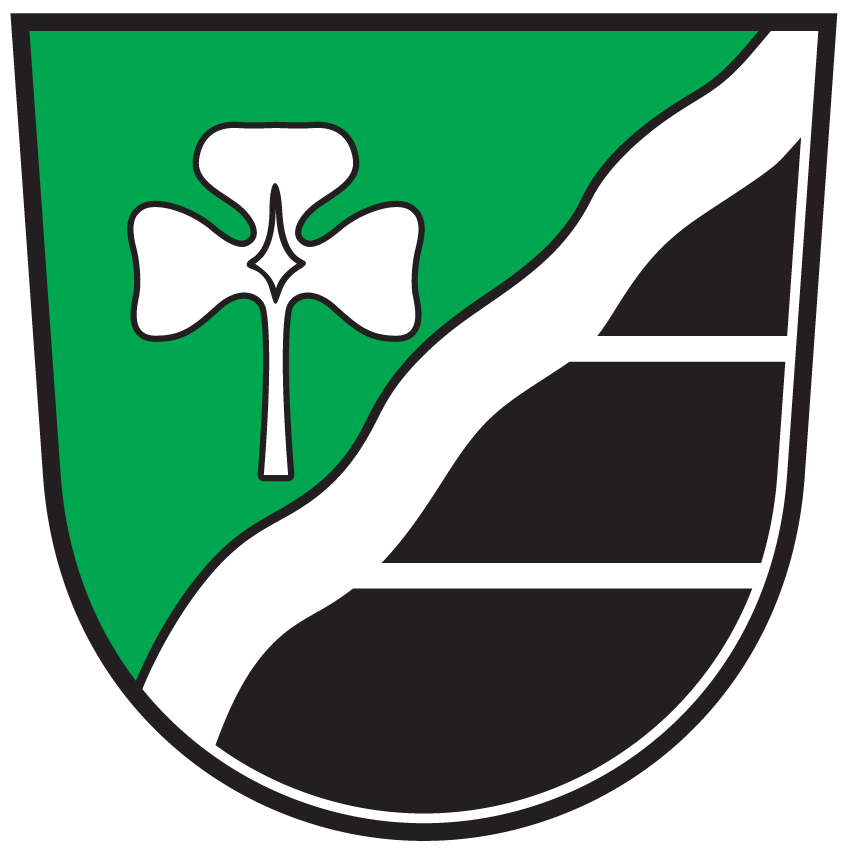
Kirchbach
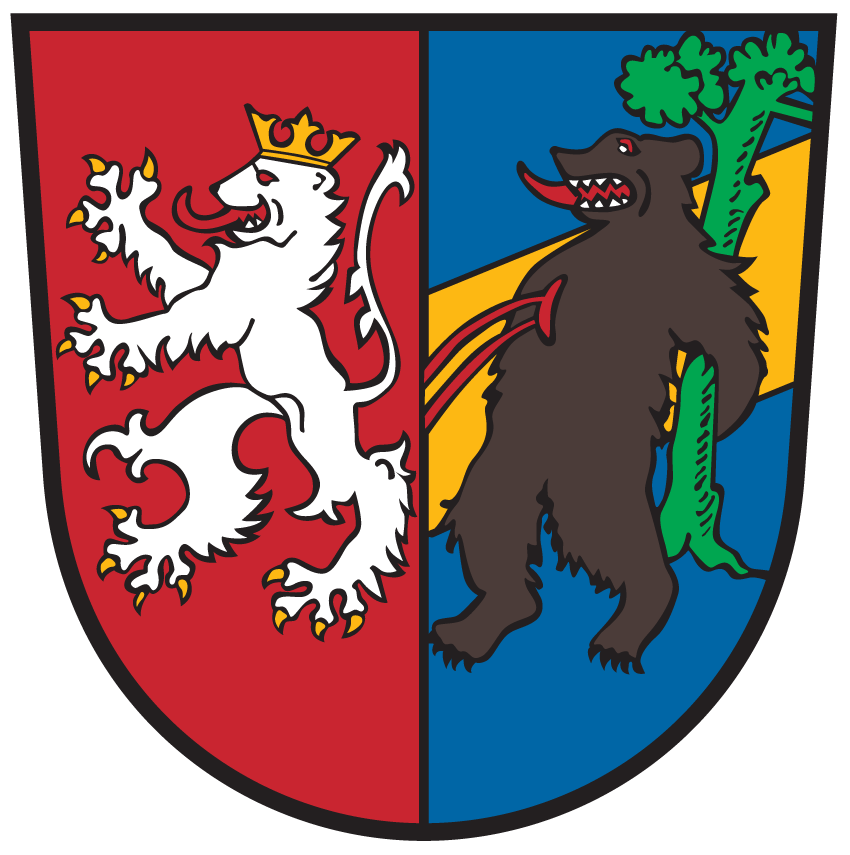
Kötschach-Mauthen
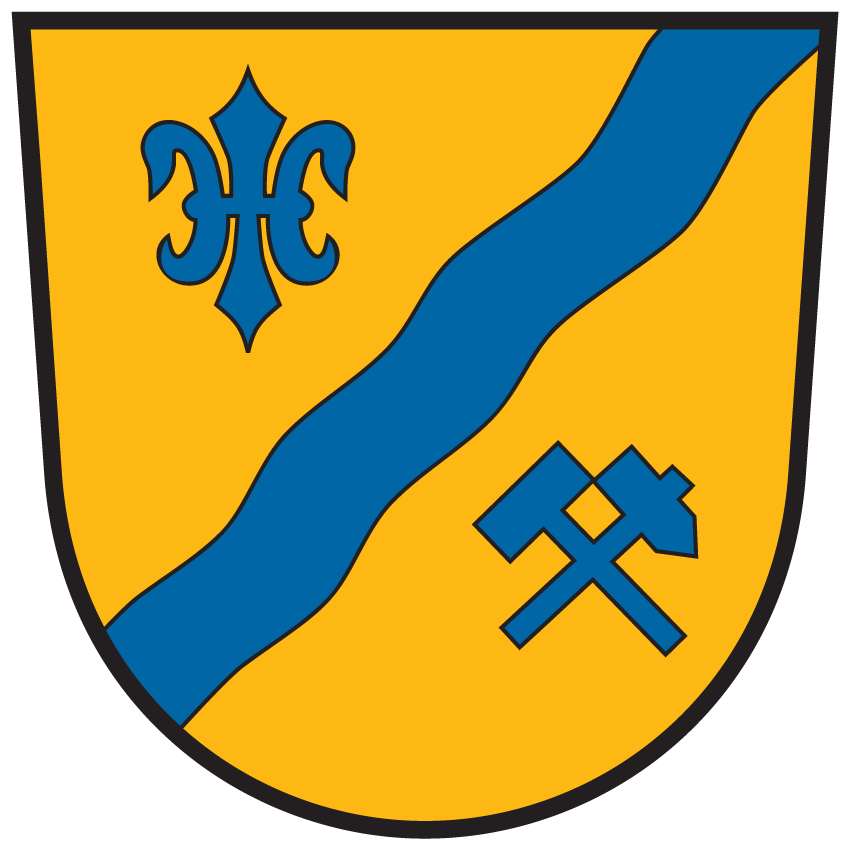
Dellach
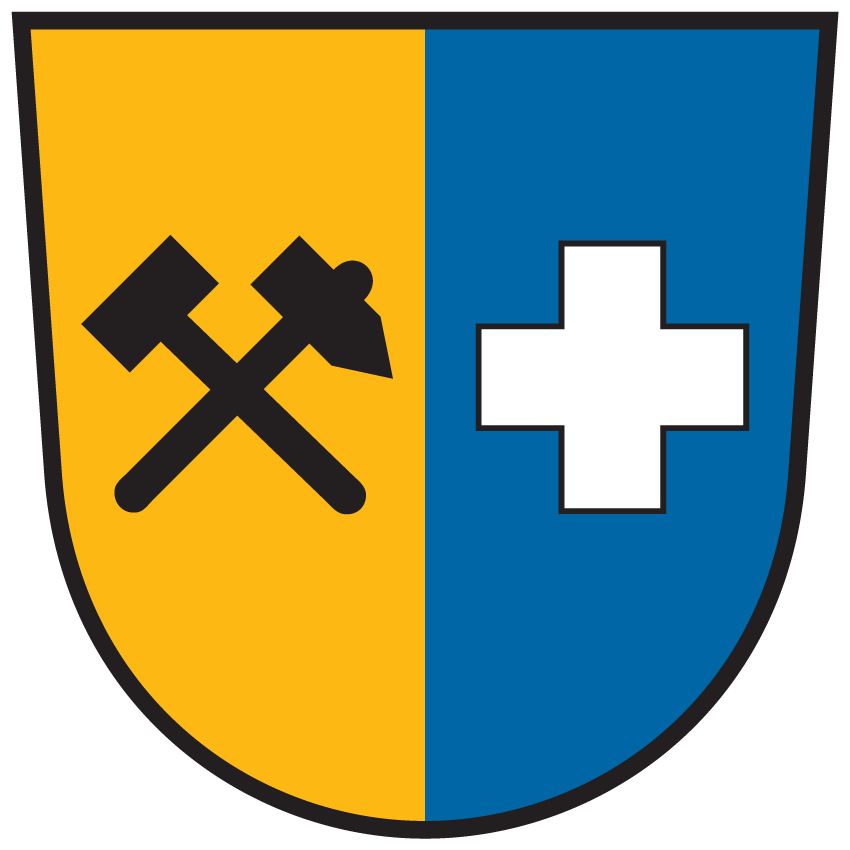
Gitschtal
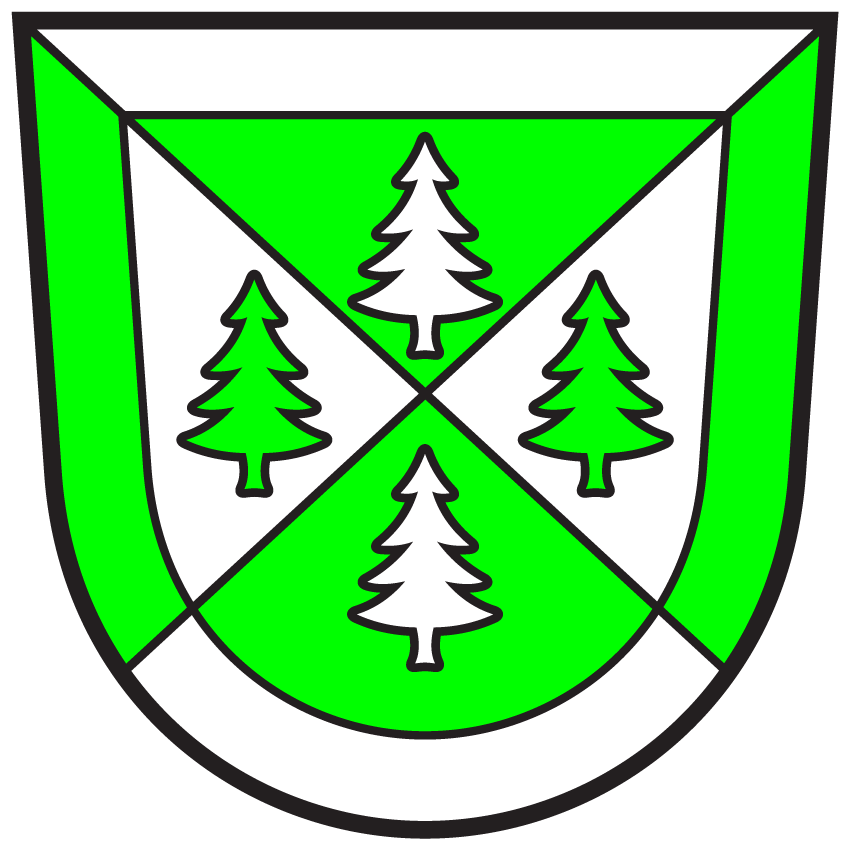
Lesachtal
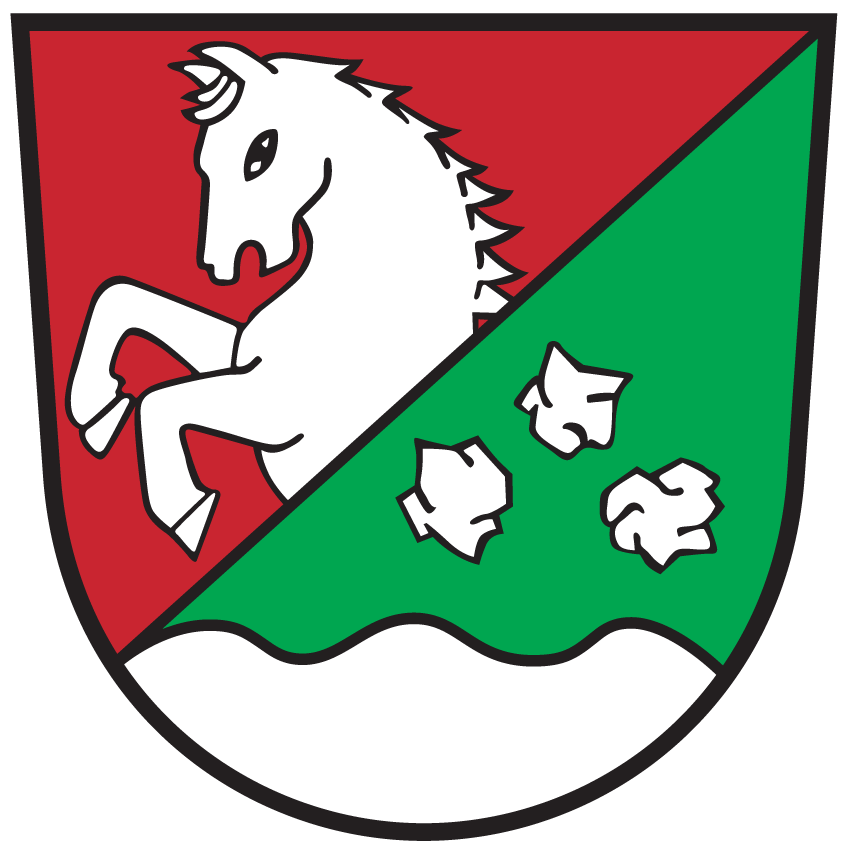
Sankt Stefan im Gailtal

## Klagenfurt am Wörthersee

Klagenfurt am Wörthersee

## Bezirk Klagenfurt-Land

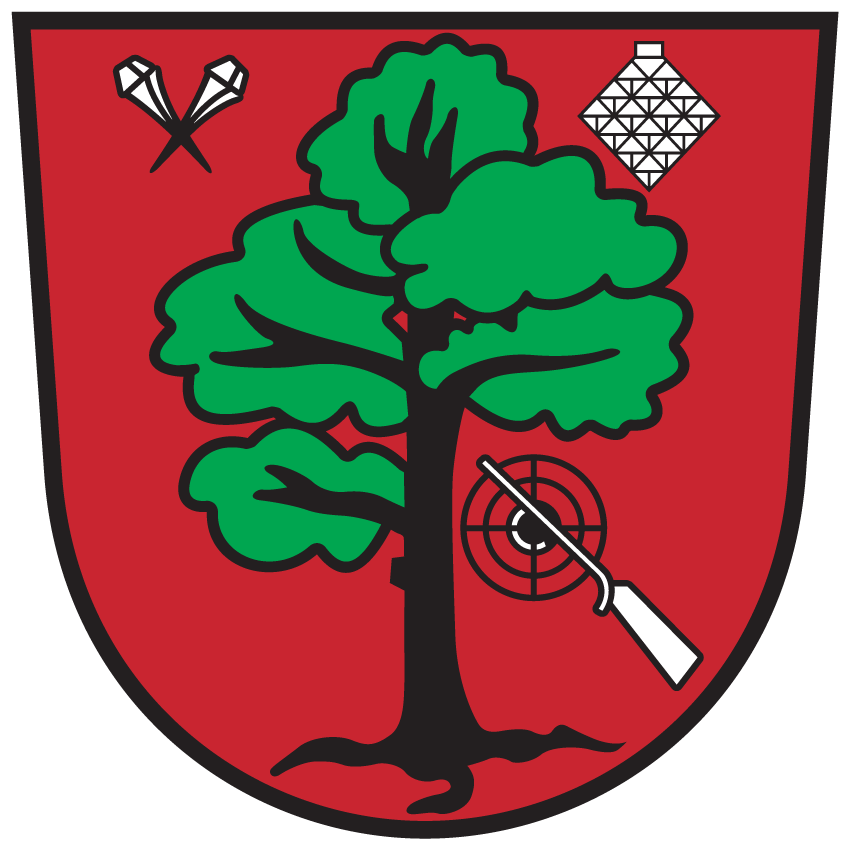
Ferlach
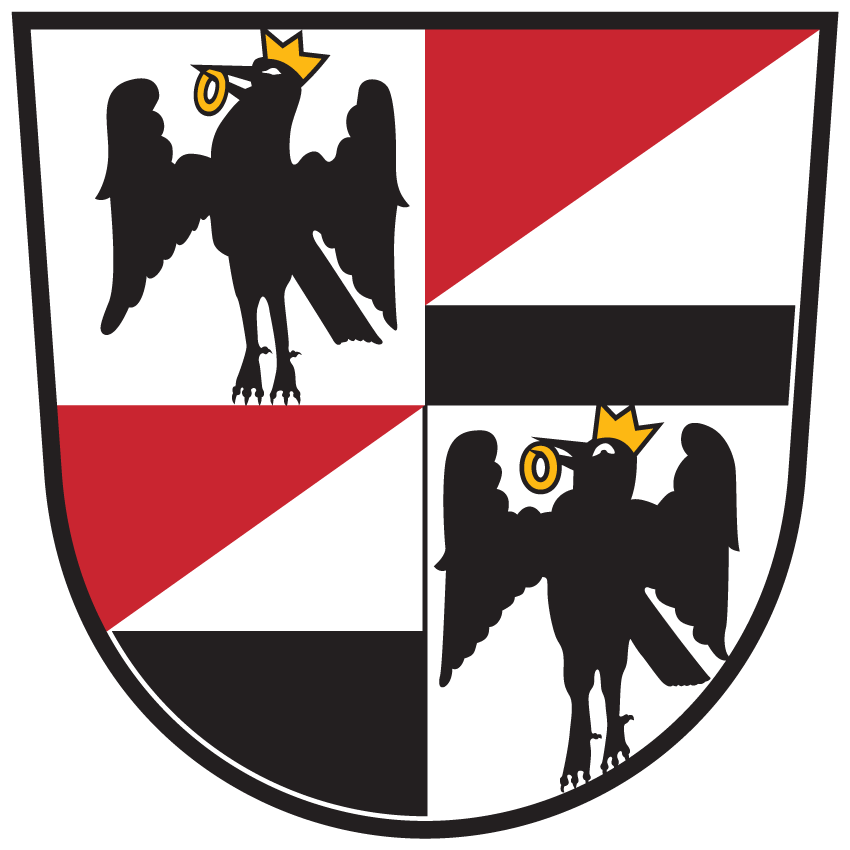
Ebenthal in Kärnten
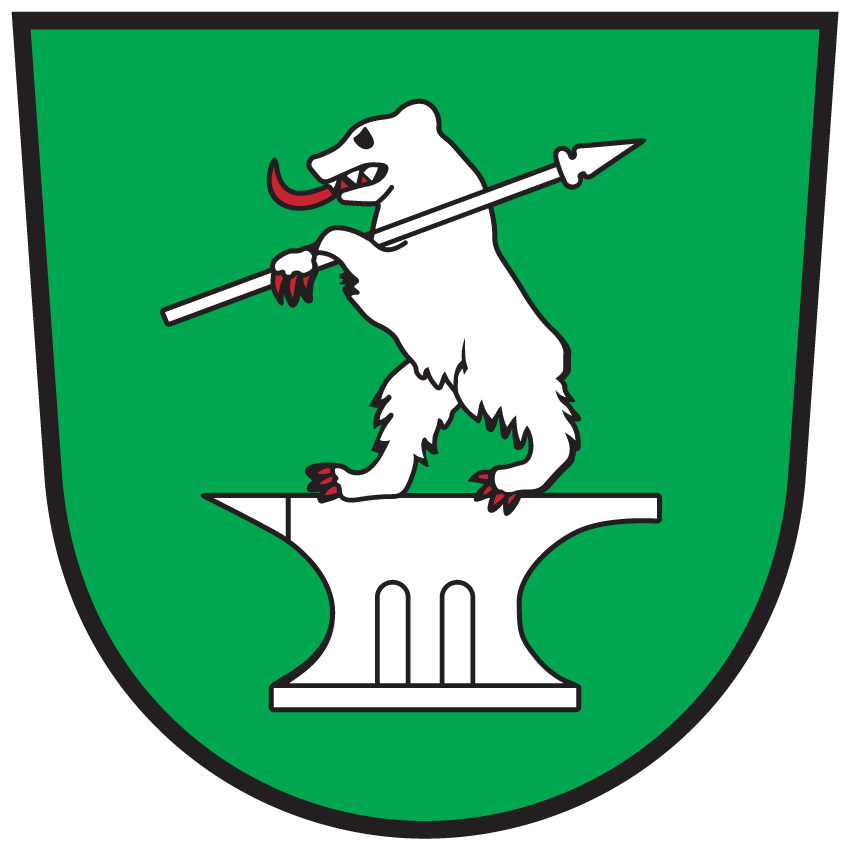
Feistritz im Rosental
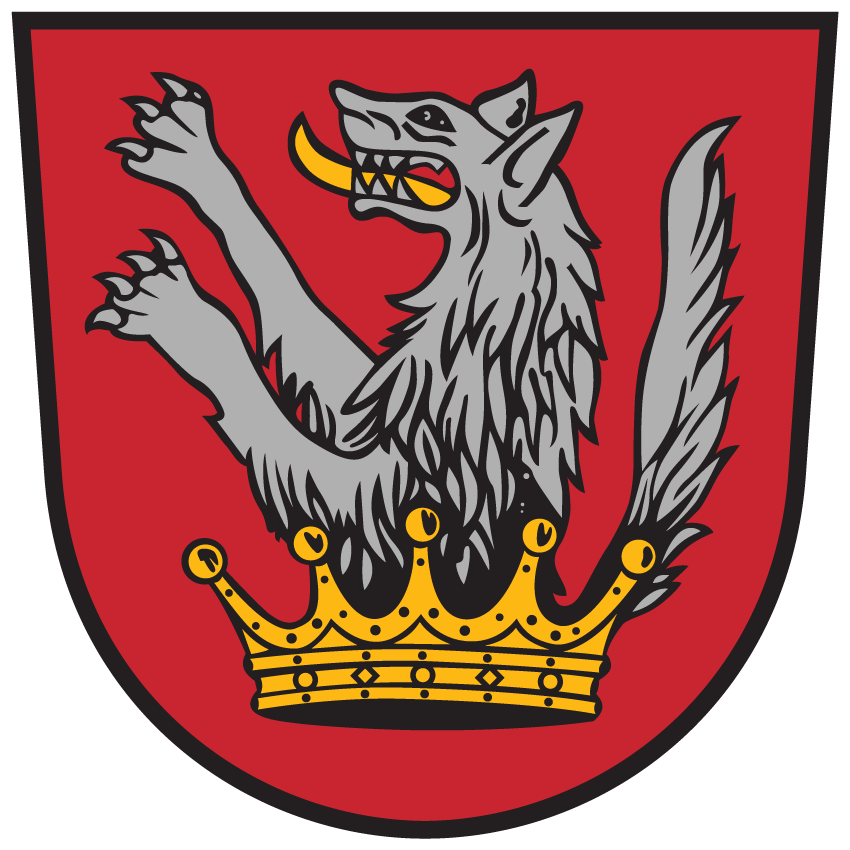
Grafenstein
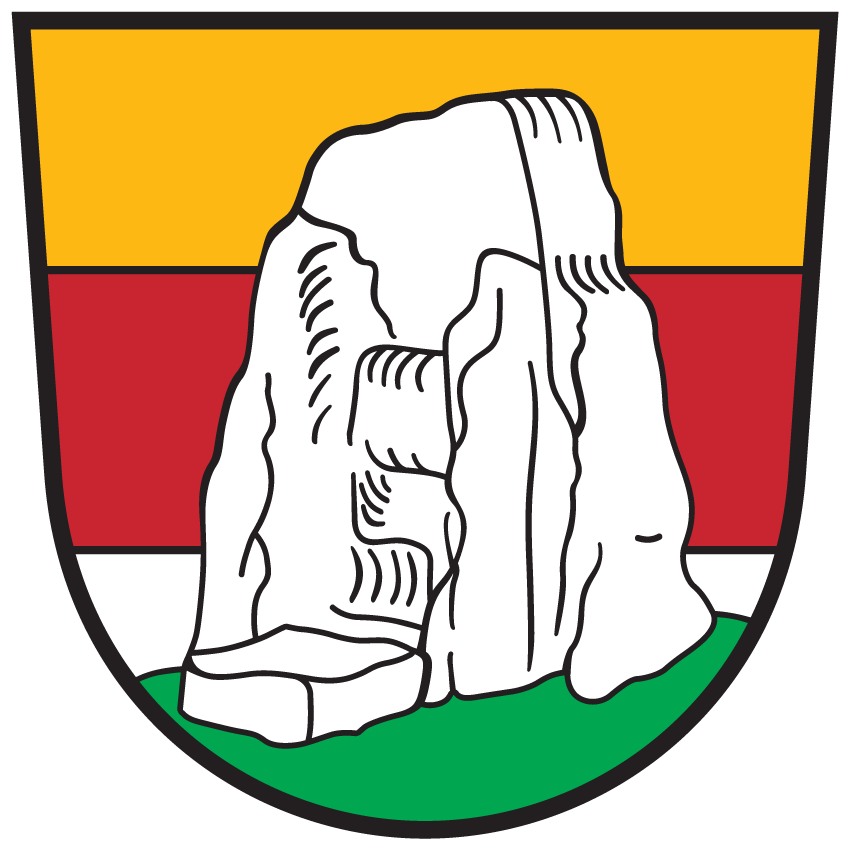
Maria Saal
Moosburg
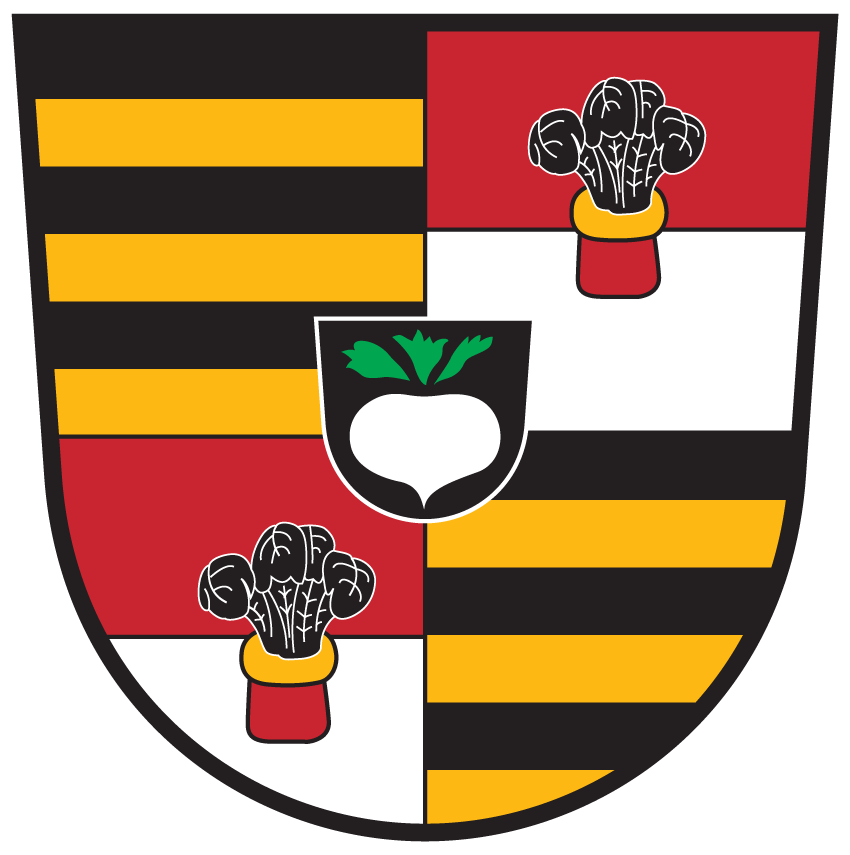
Keutschach am See
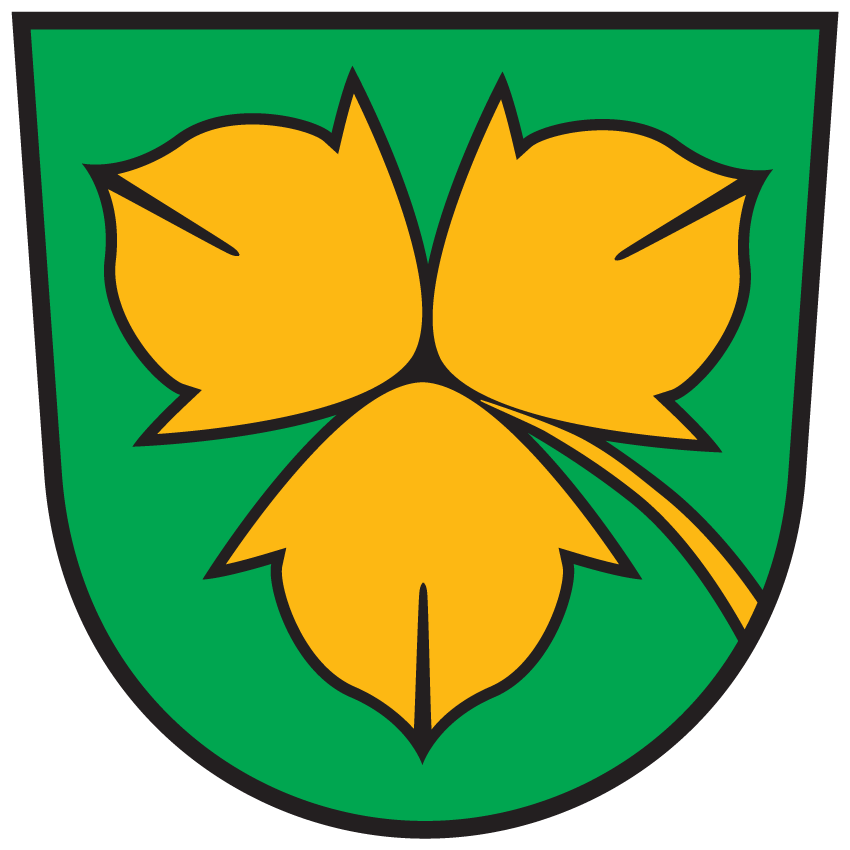
Köttmannsdorf
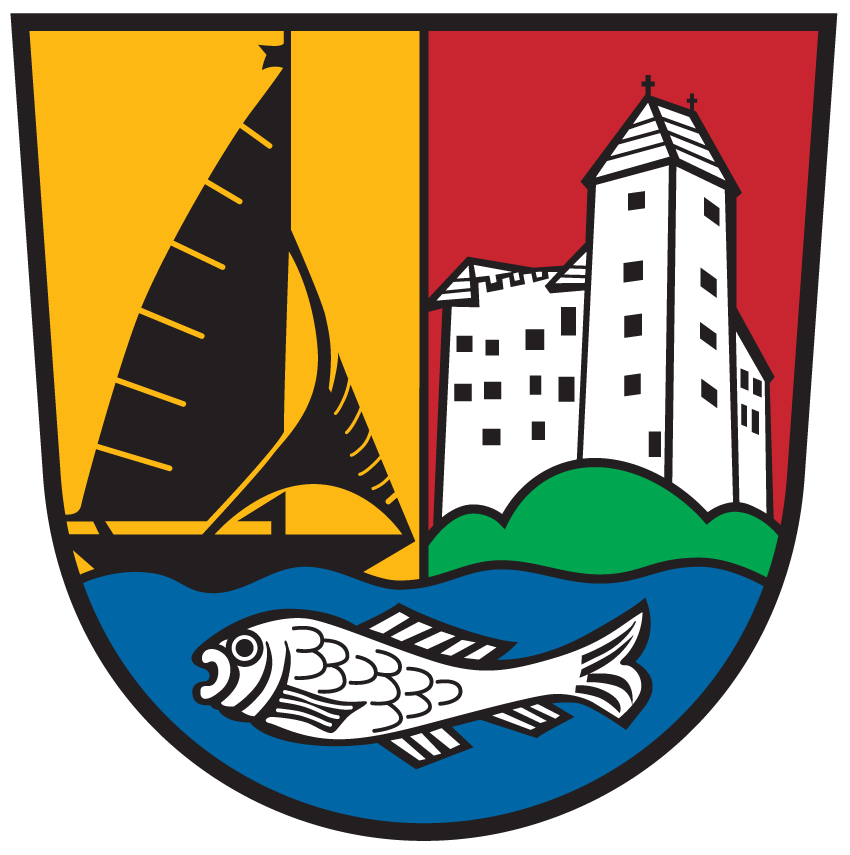
Krumpendorf am Wörthersee
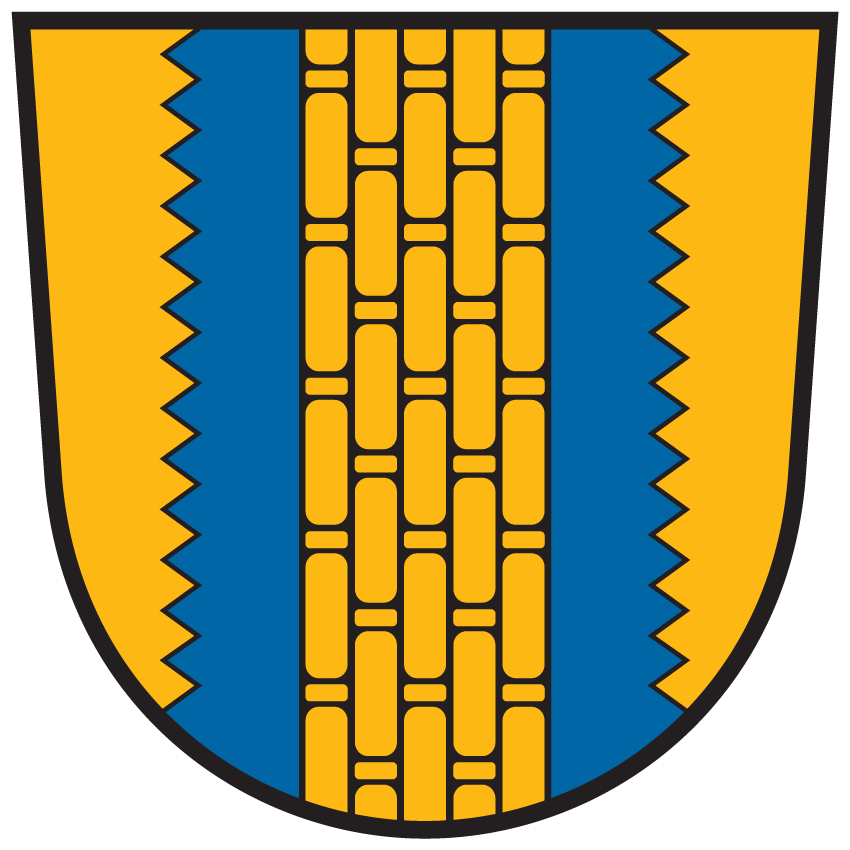
Ludmannsdorf
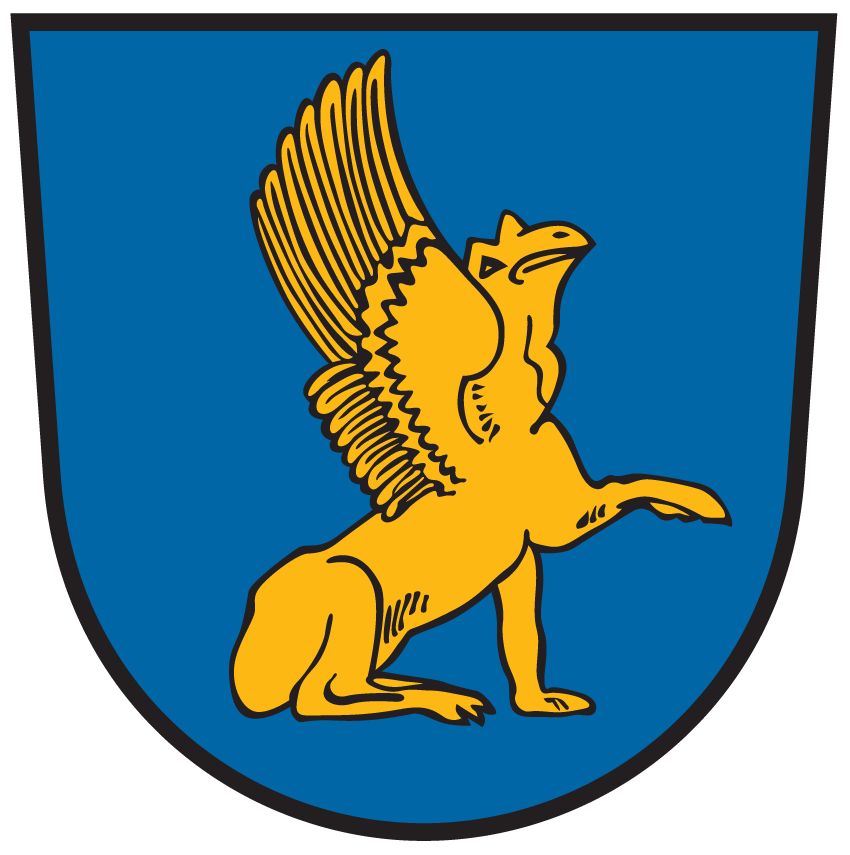
Magdalensberg
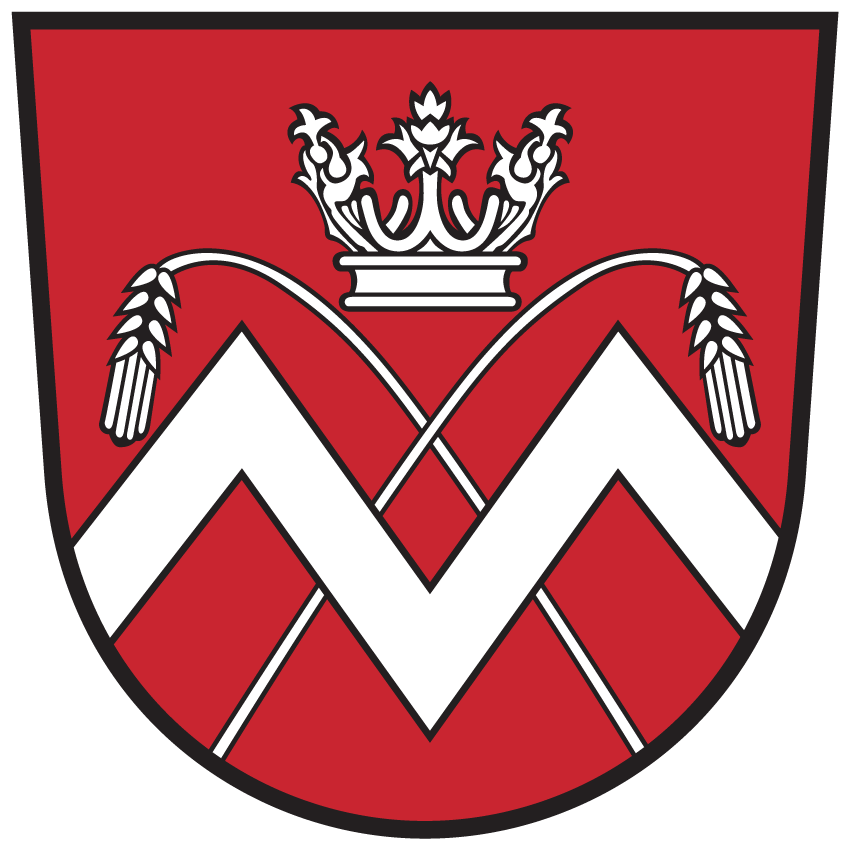
Maria Rain
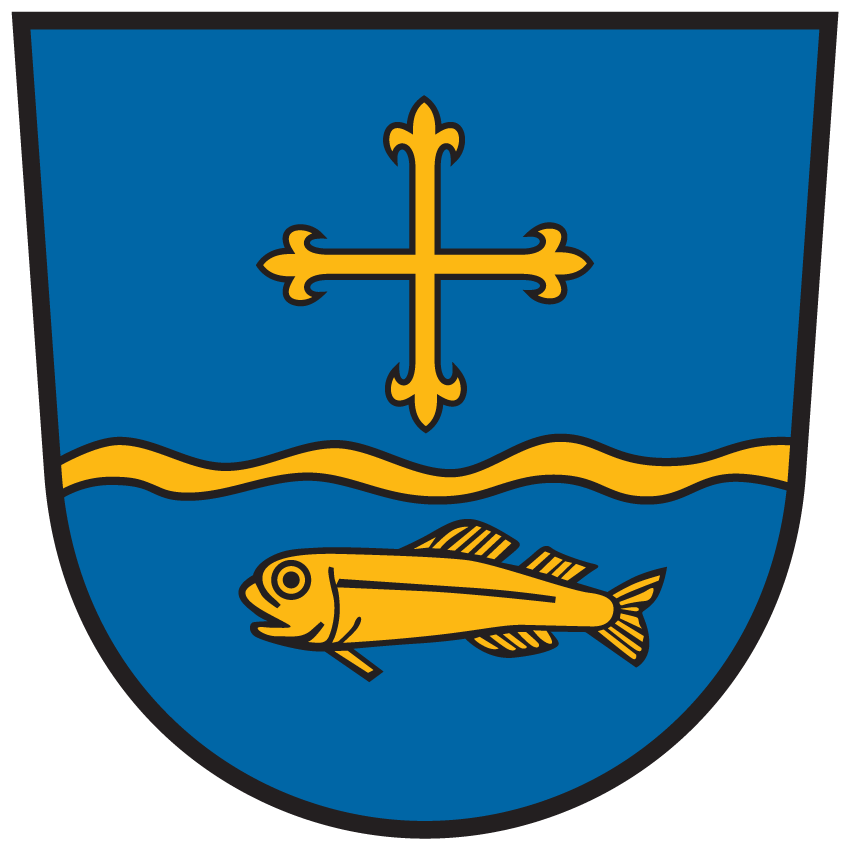
Maria Wörth
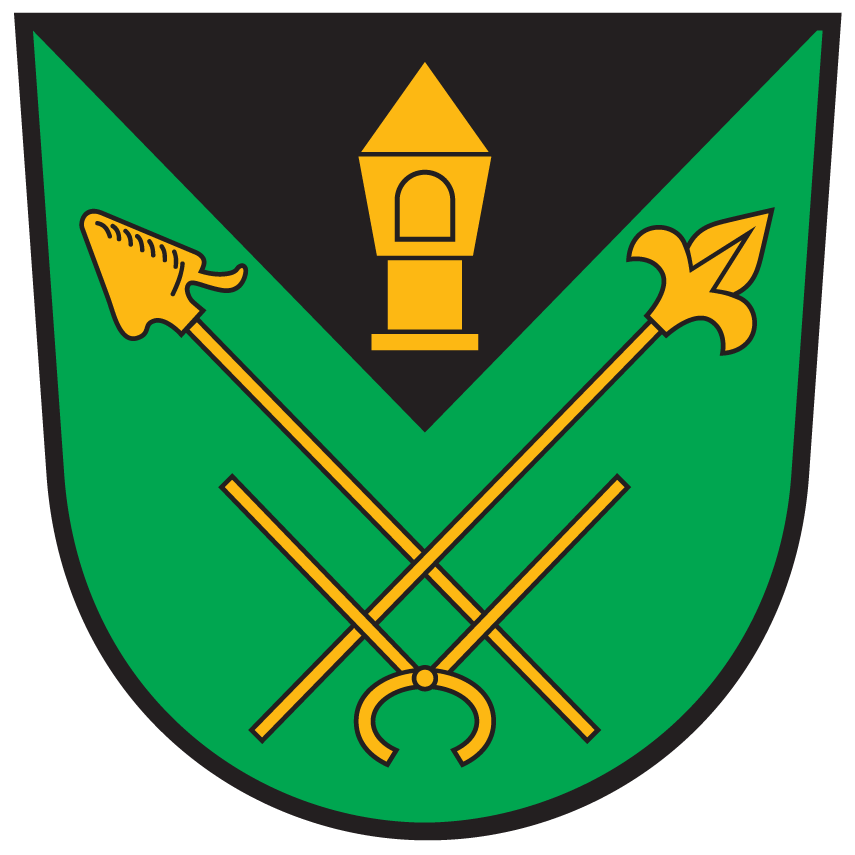
Poggersdorf
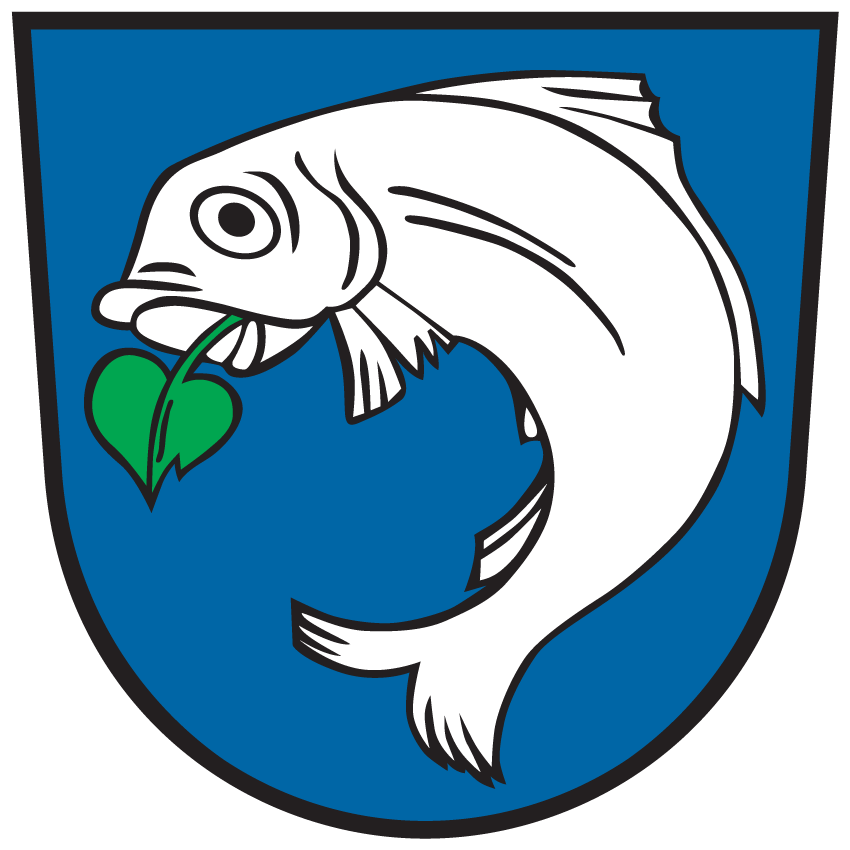
Pörtschach am Wörther See
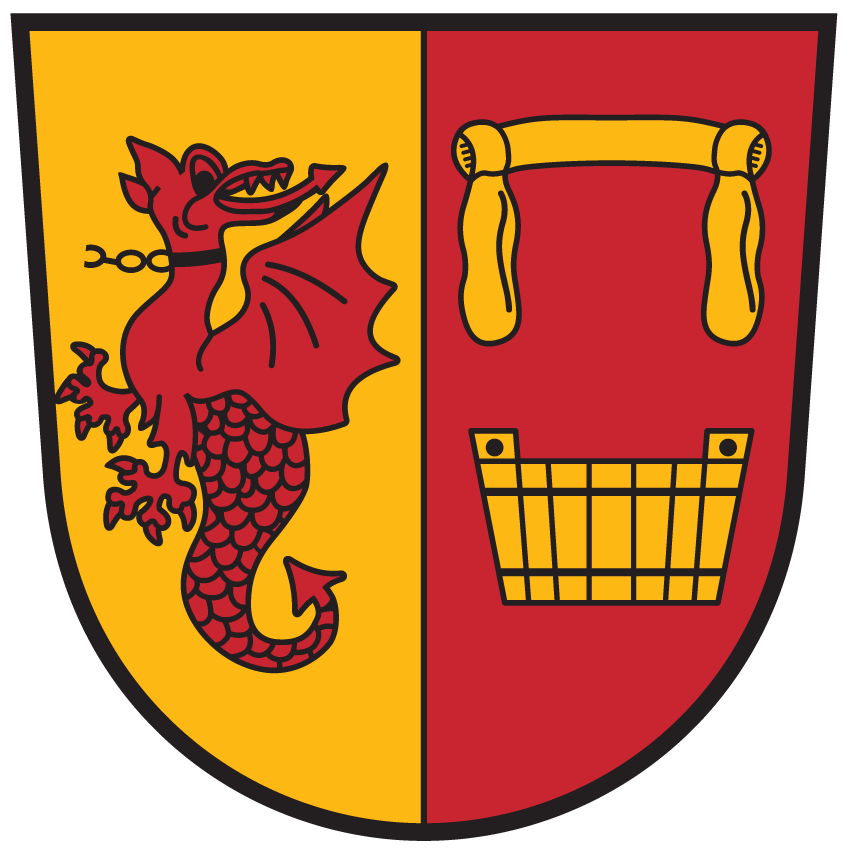
Sankt Margareten im Rosental
Schiefling am Wörthersee
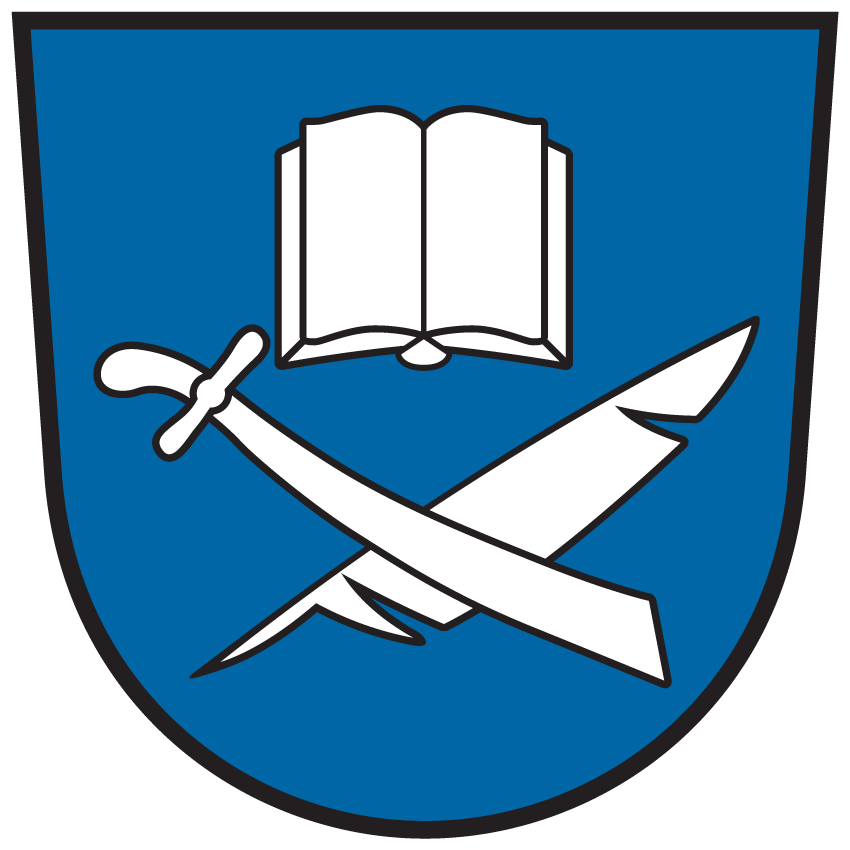
Techelsberg am Wörther See
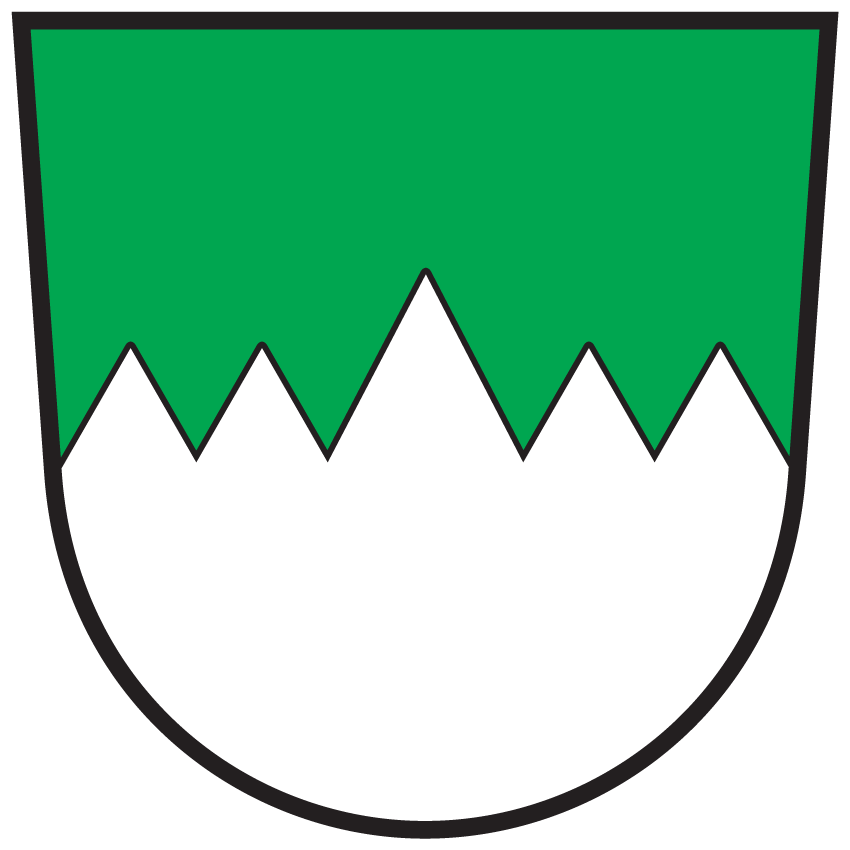
Zell

## Bezirk Sankt Veit an der Glan

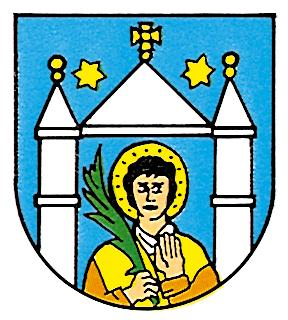
Sankt Veit an der Glan

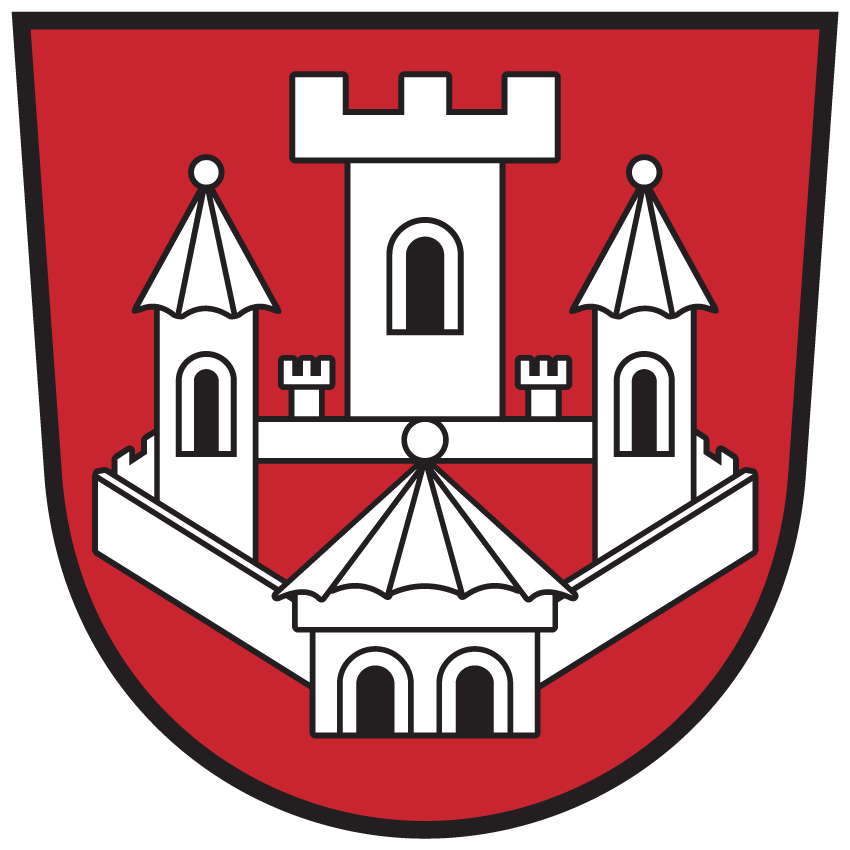
Friesach
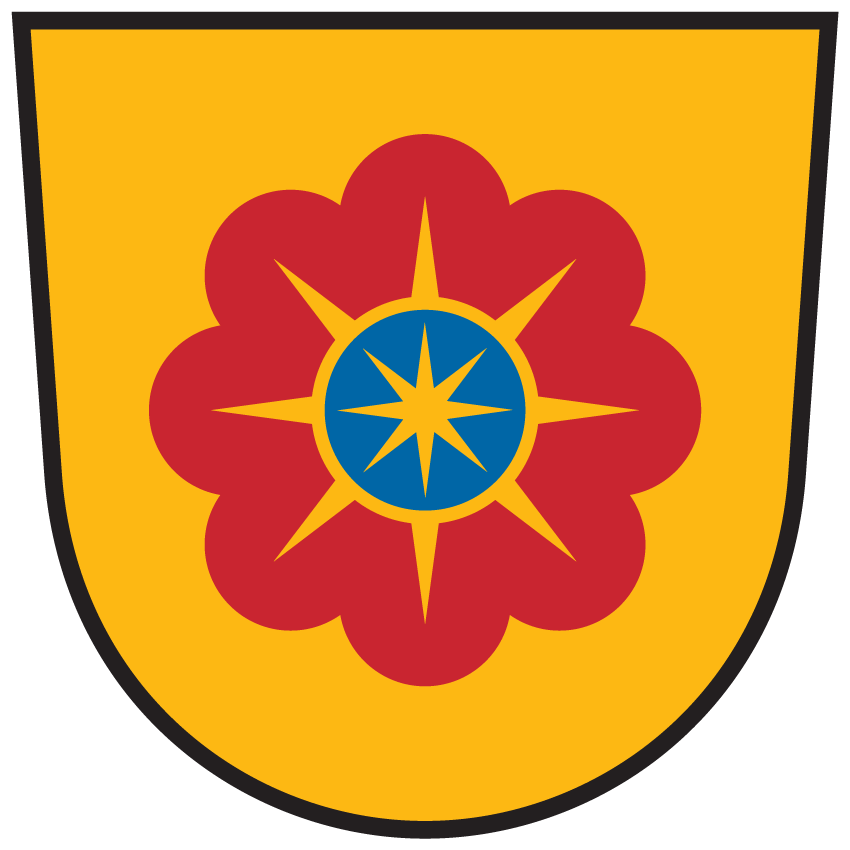
Straßburg
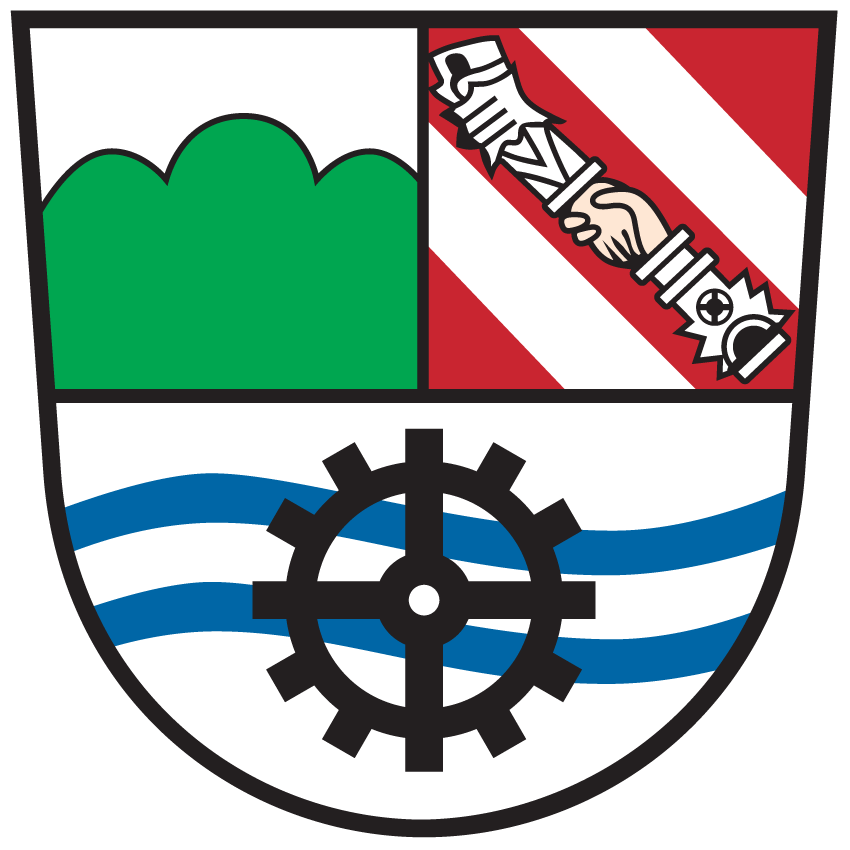
Brückl
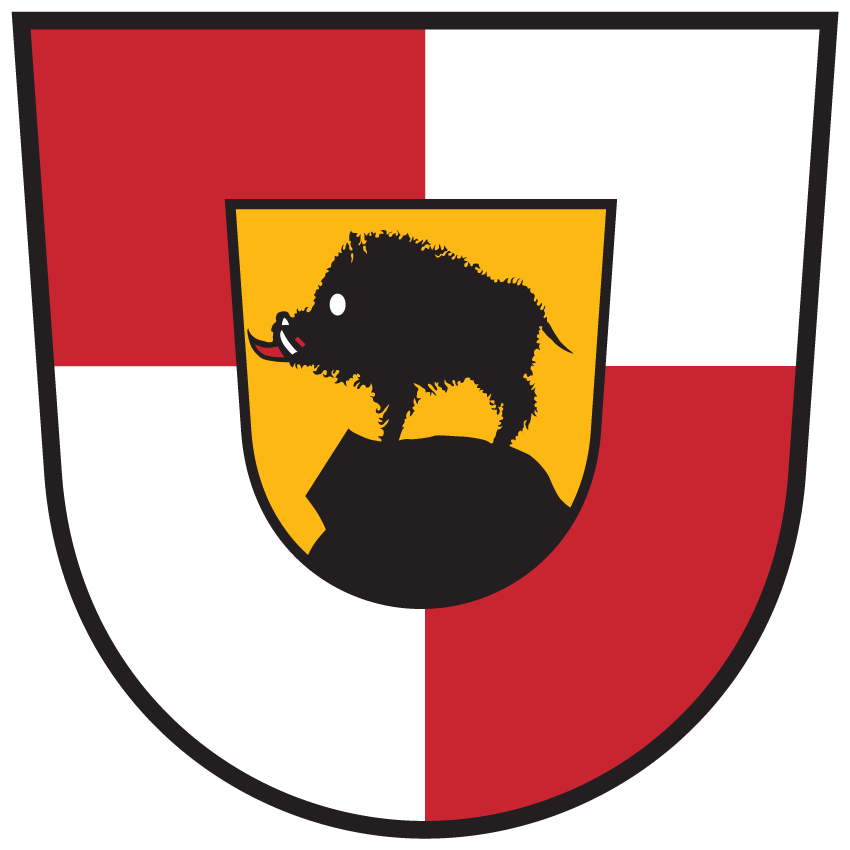
Eberstein
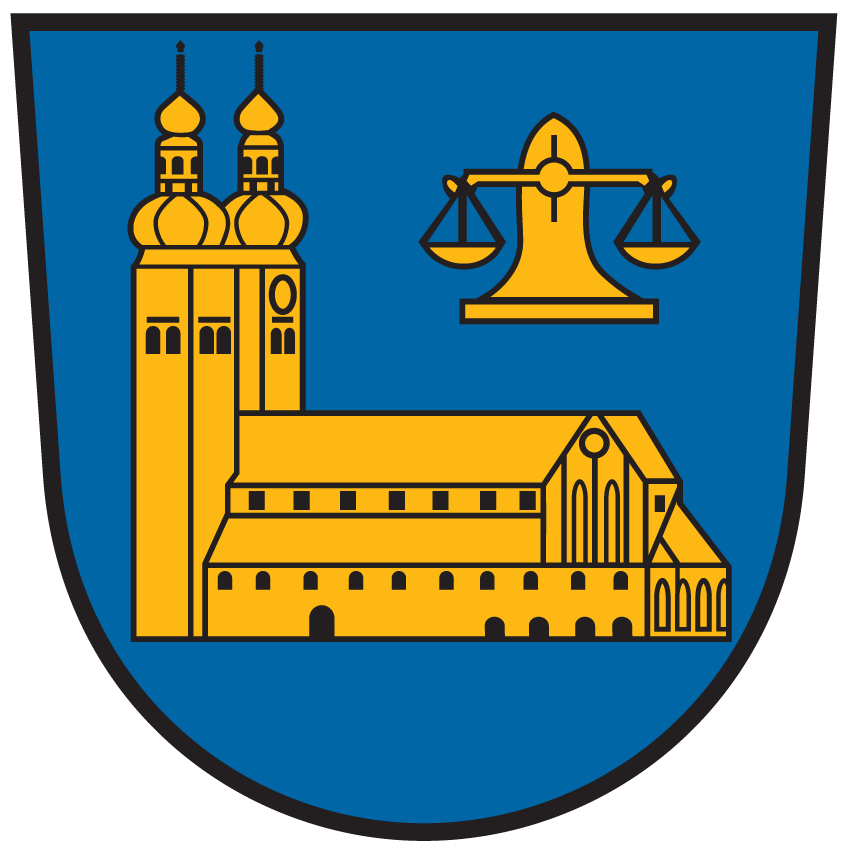
Gurk
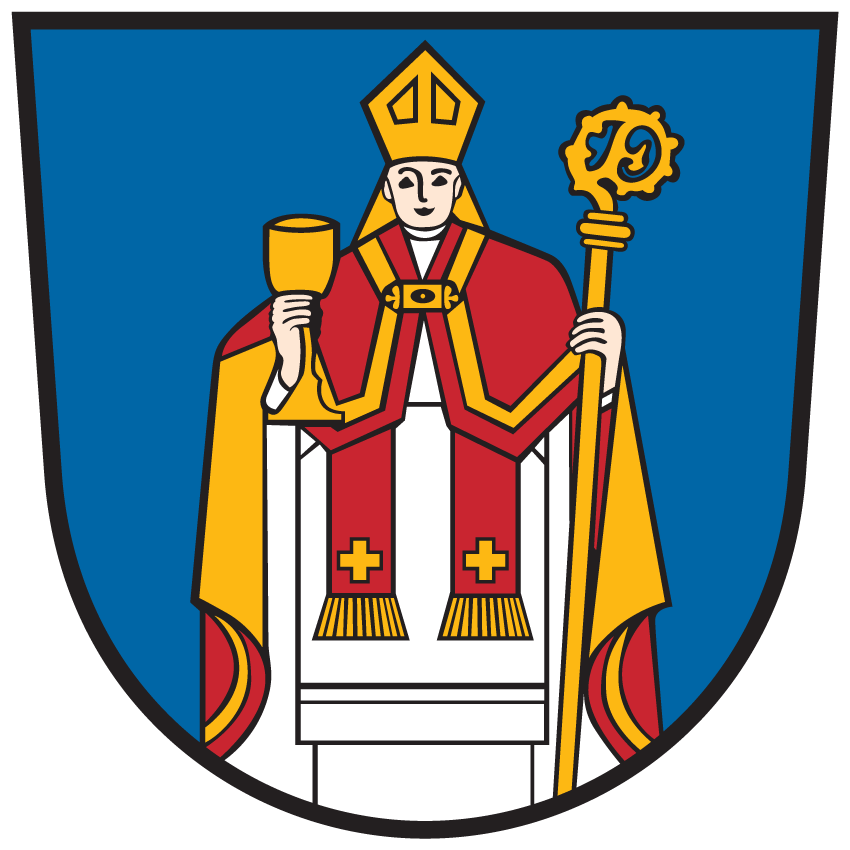
Guttaring
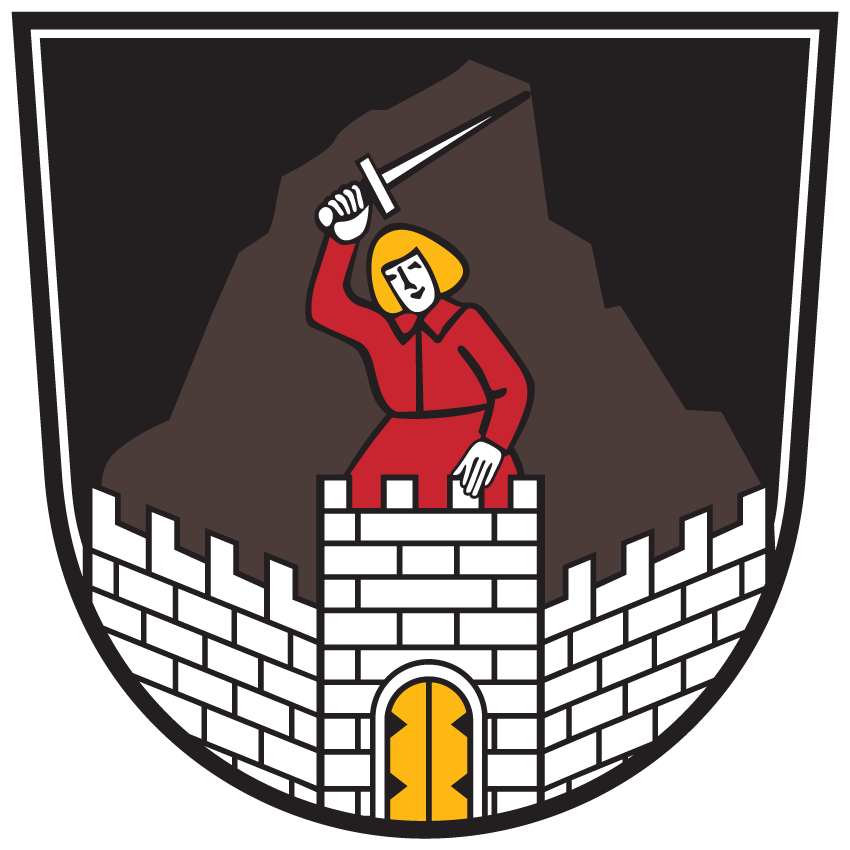
Hüttenberg
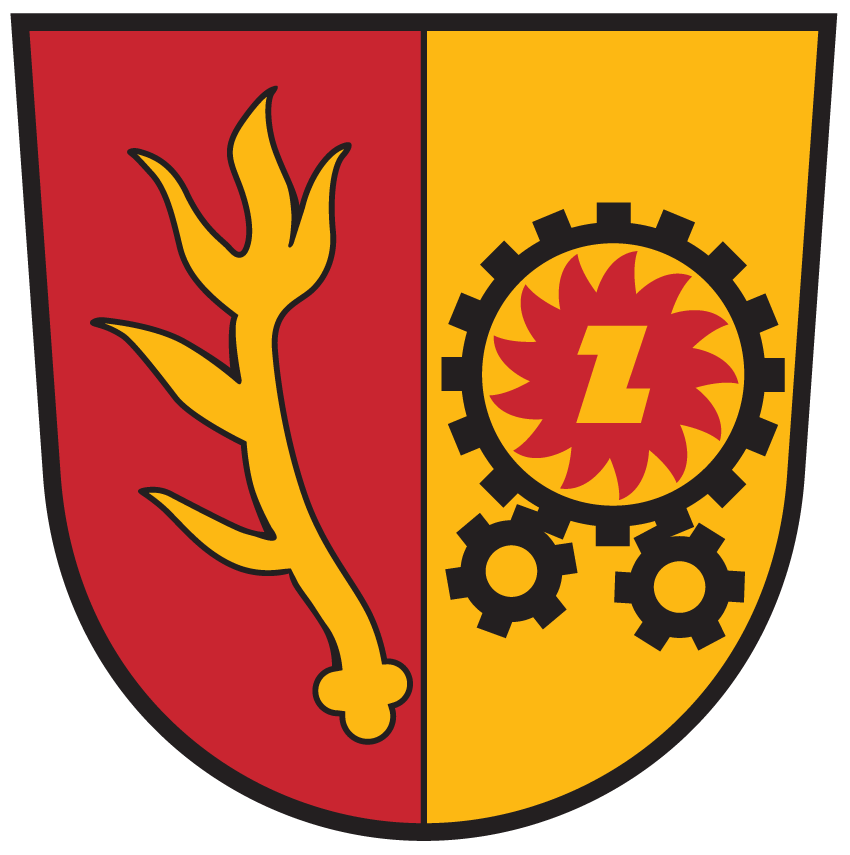
Klein Sankt Paul
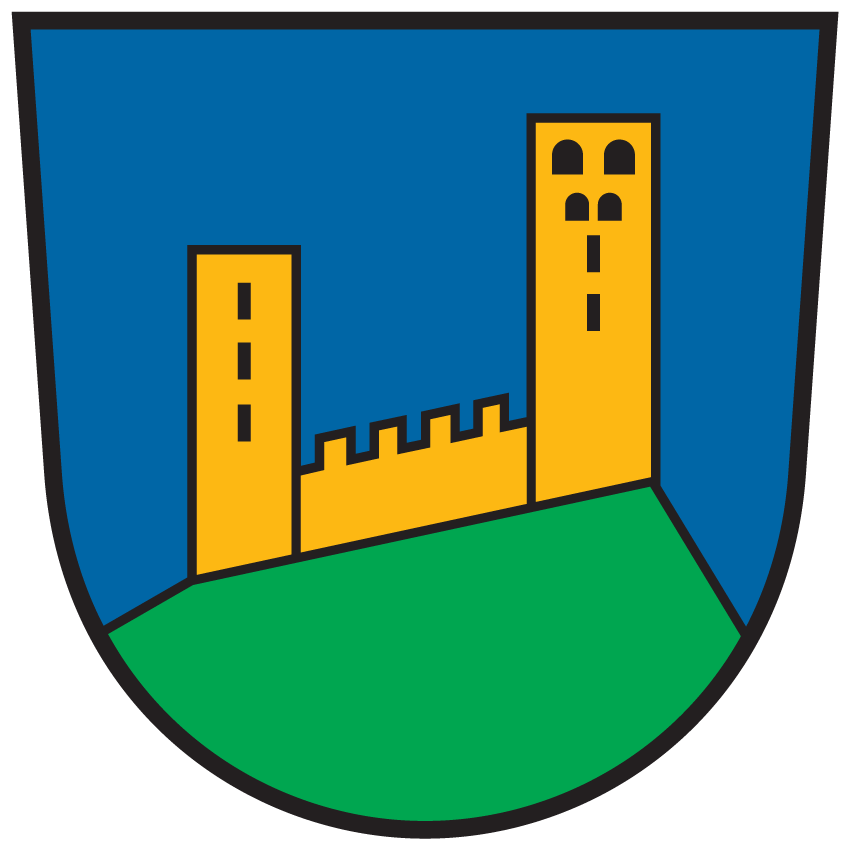
Liebenfels
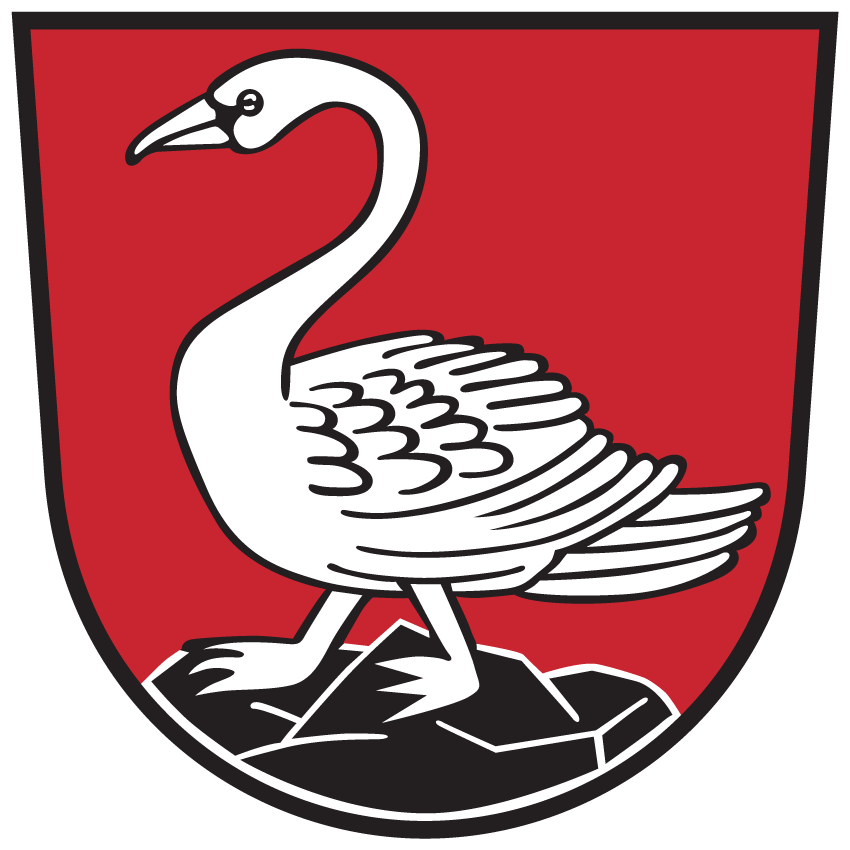
Metnitz
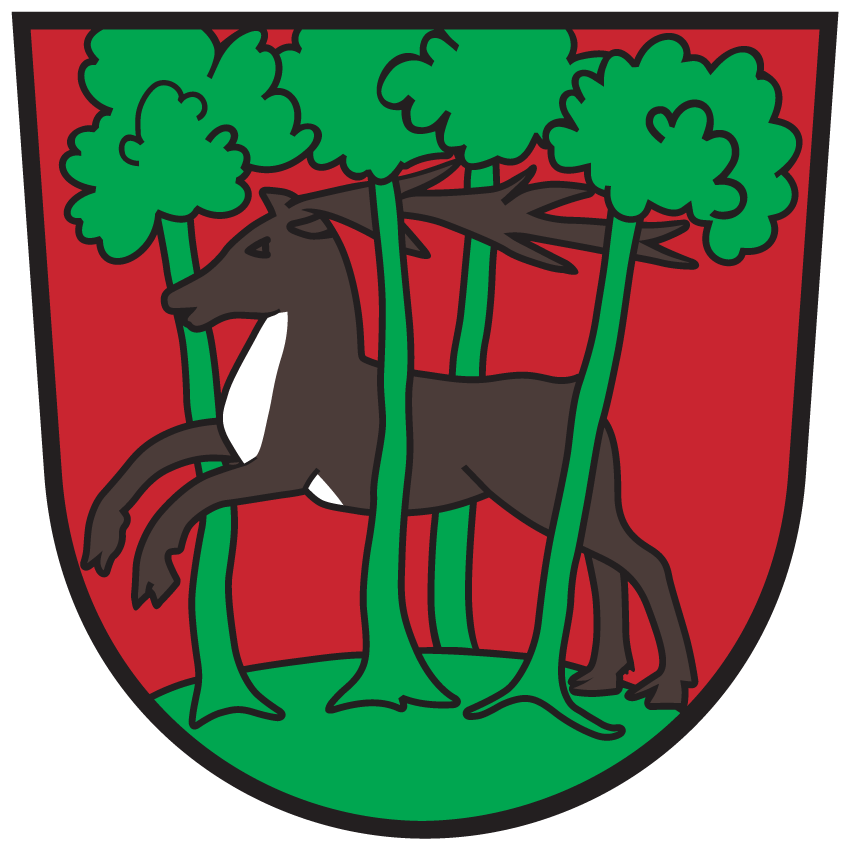
Weitensfeld im Gurktal
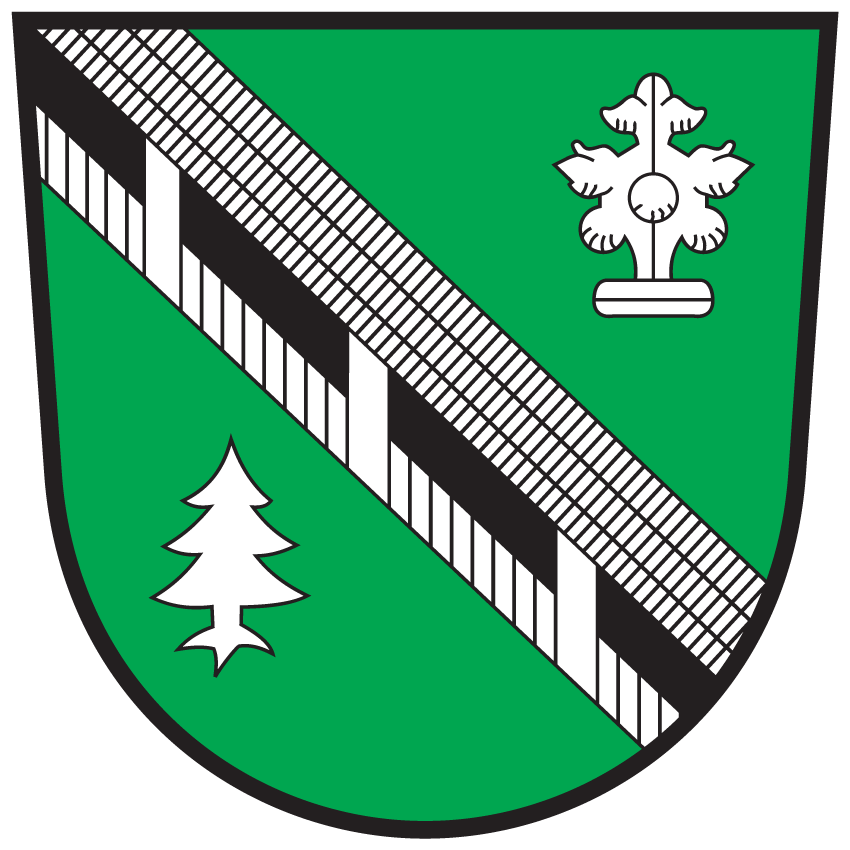
Deutsch-Griffen
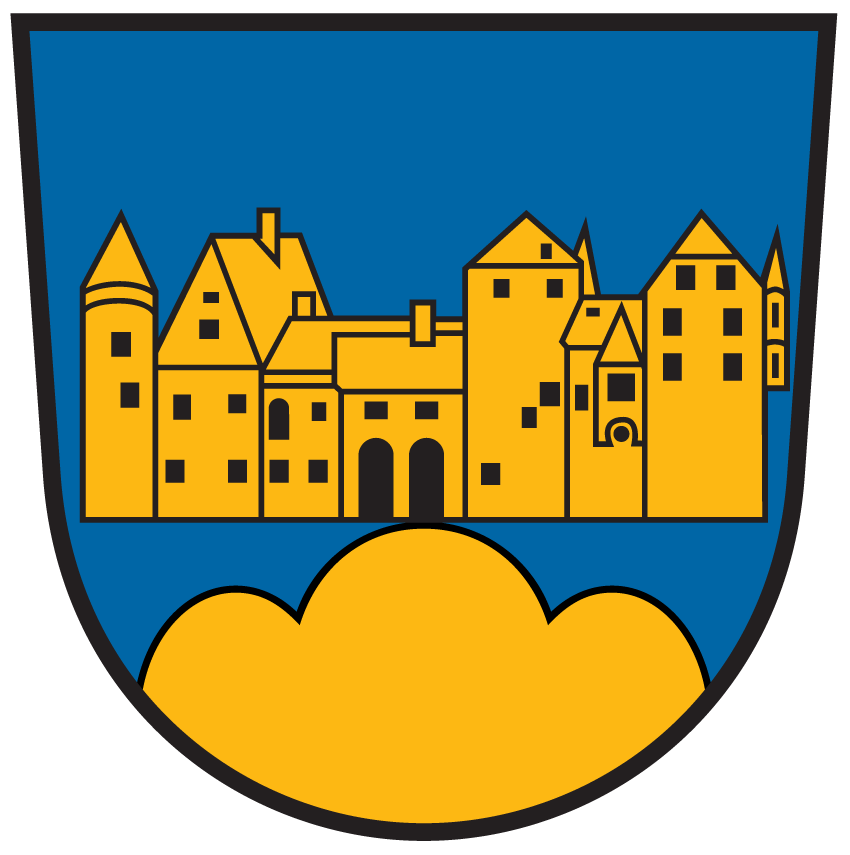
Frauenstein
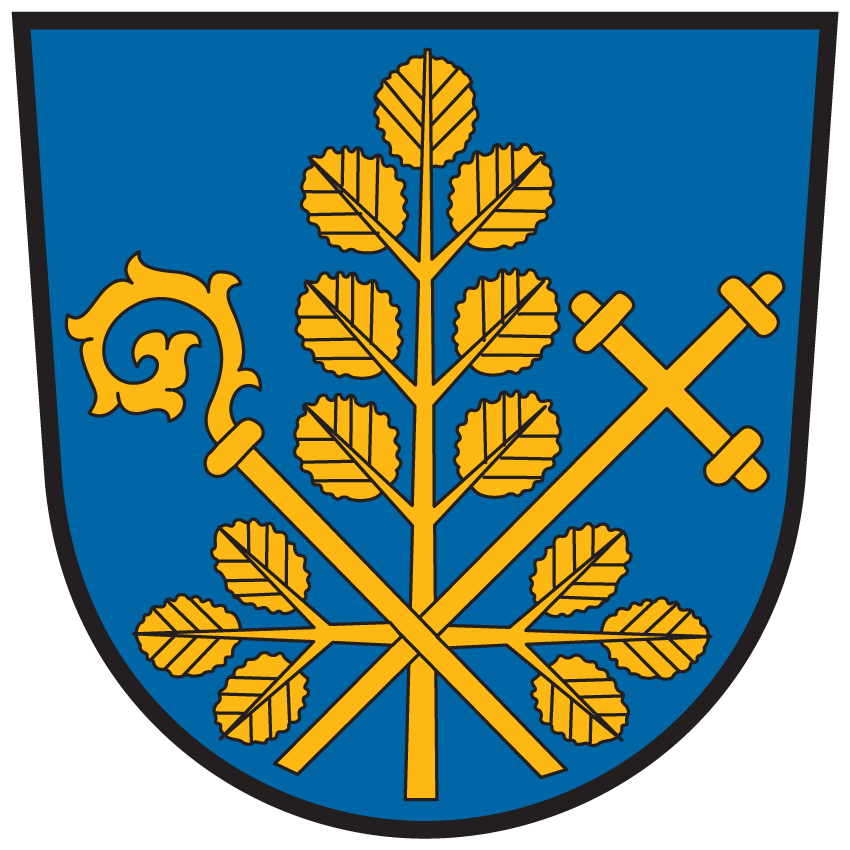
Glödnitz
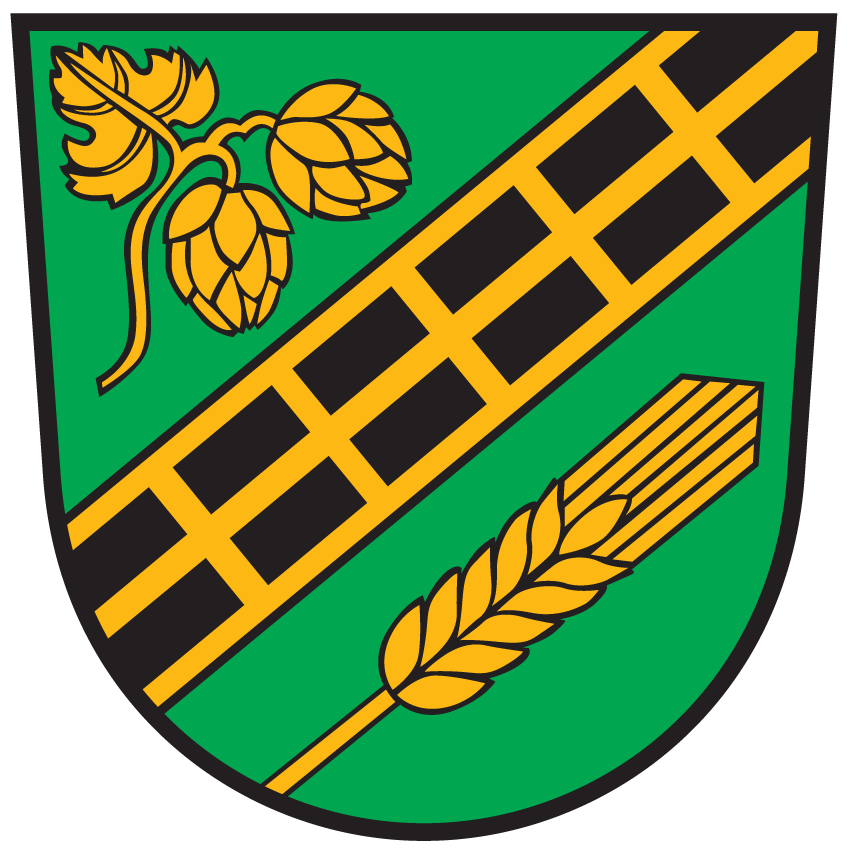
Micheldorf
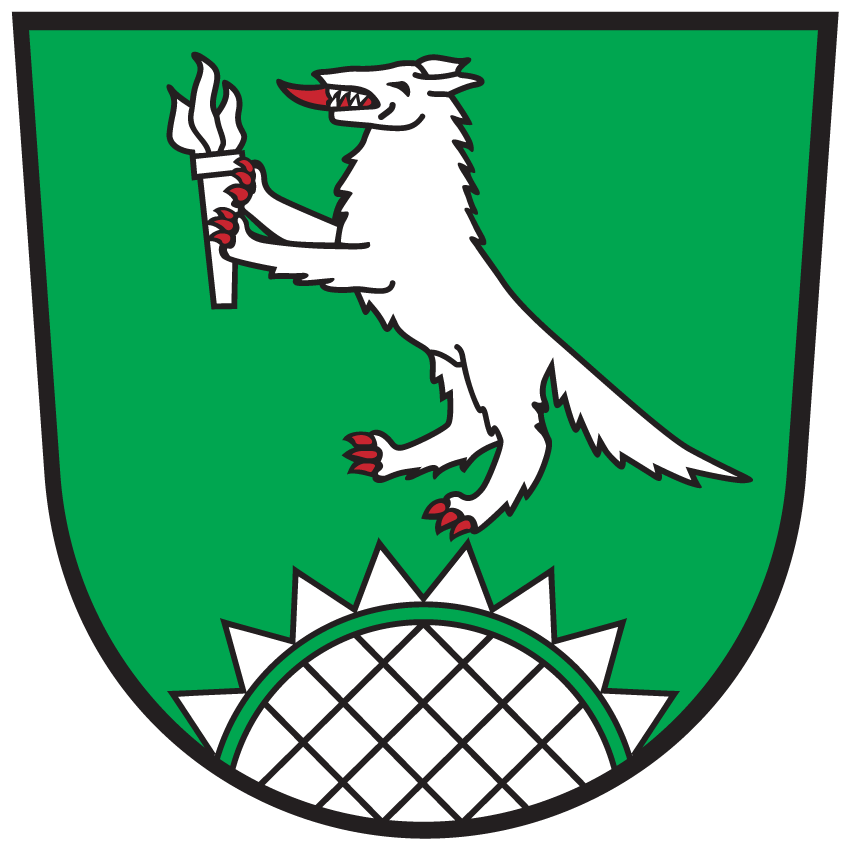
Mölbling
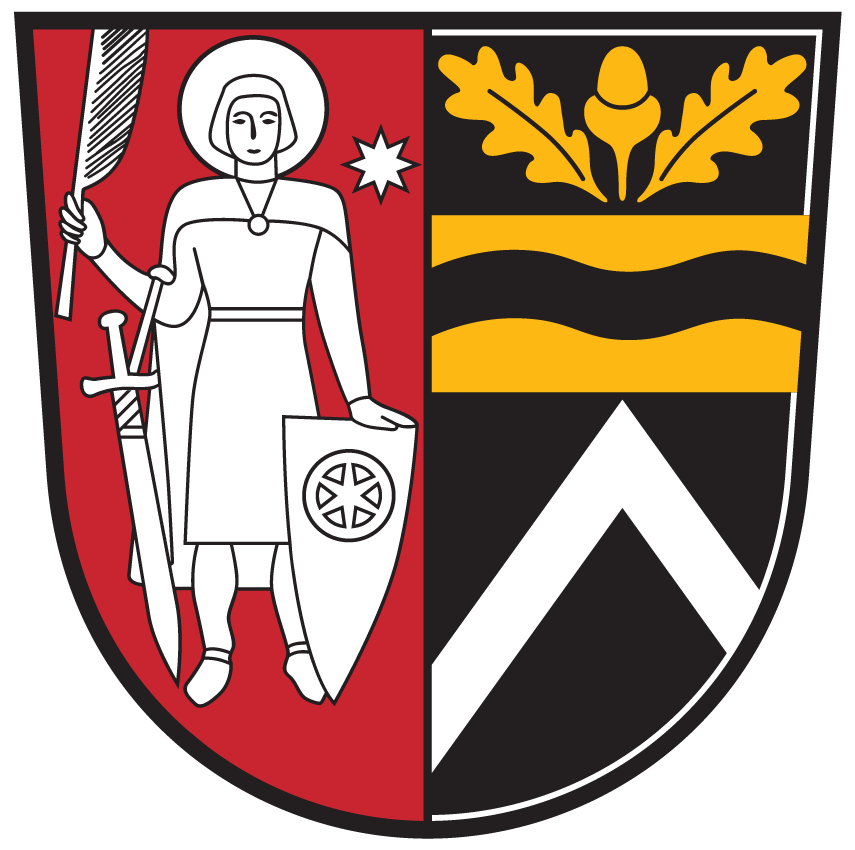
Sankt Georgen am Längsee

## Bezirk Spittal an der Drau

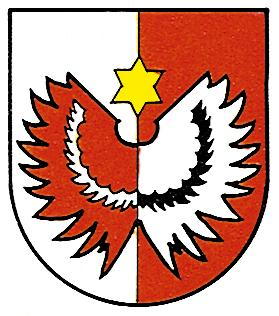
Spittal an der Drau

Gmünd in Kärnten
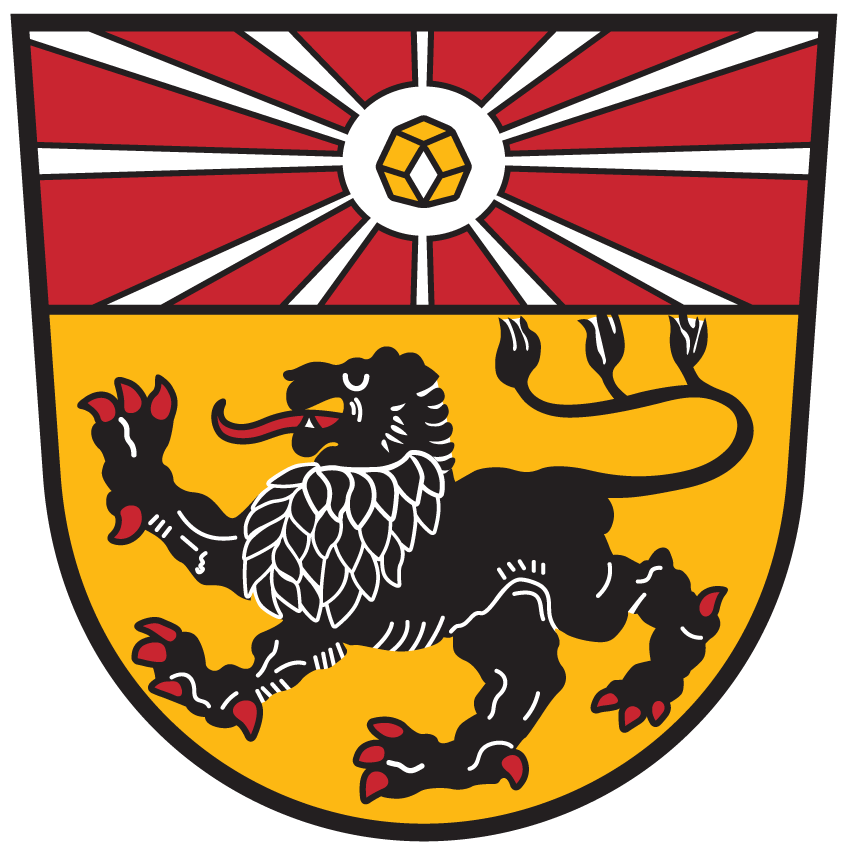
Radenthein
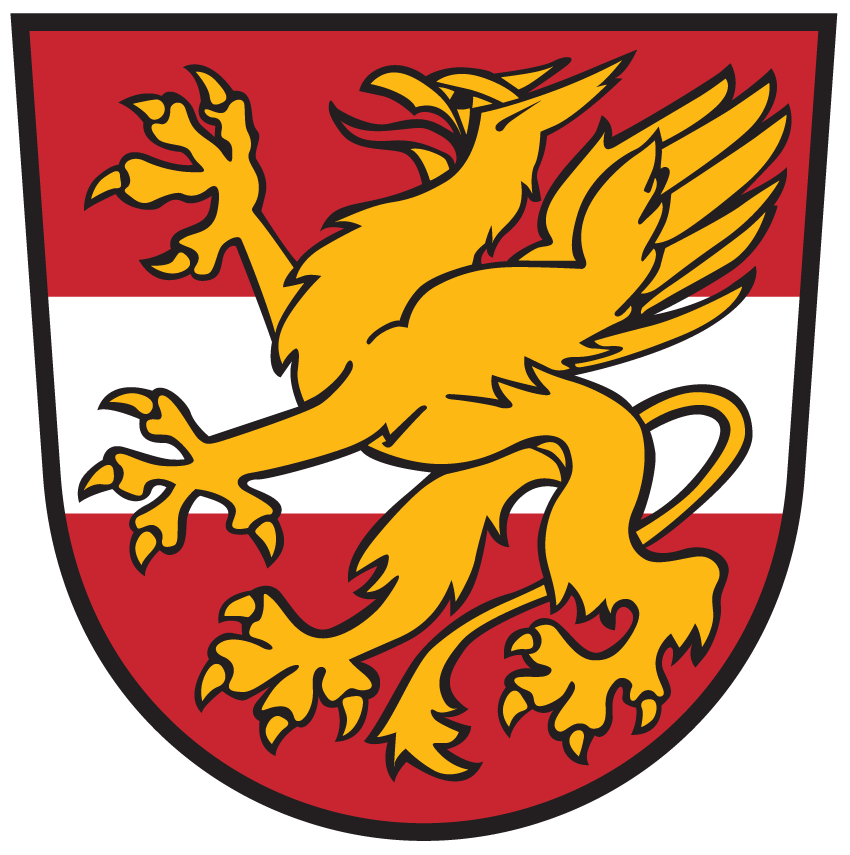
Greifenburg
Lurnfeld
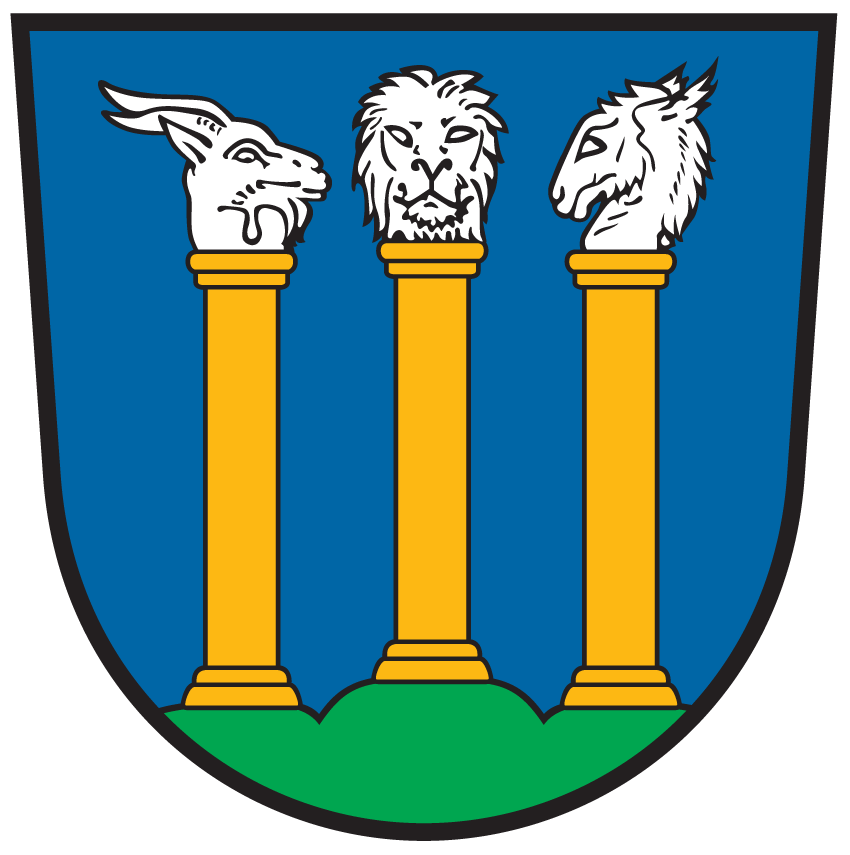
Millstatt am See
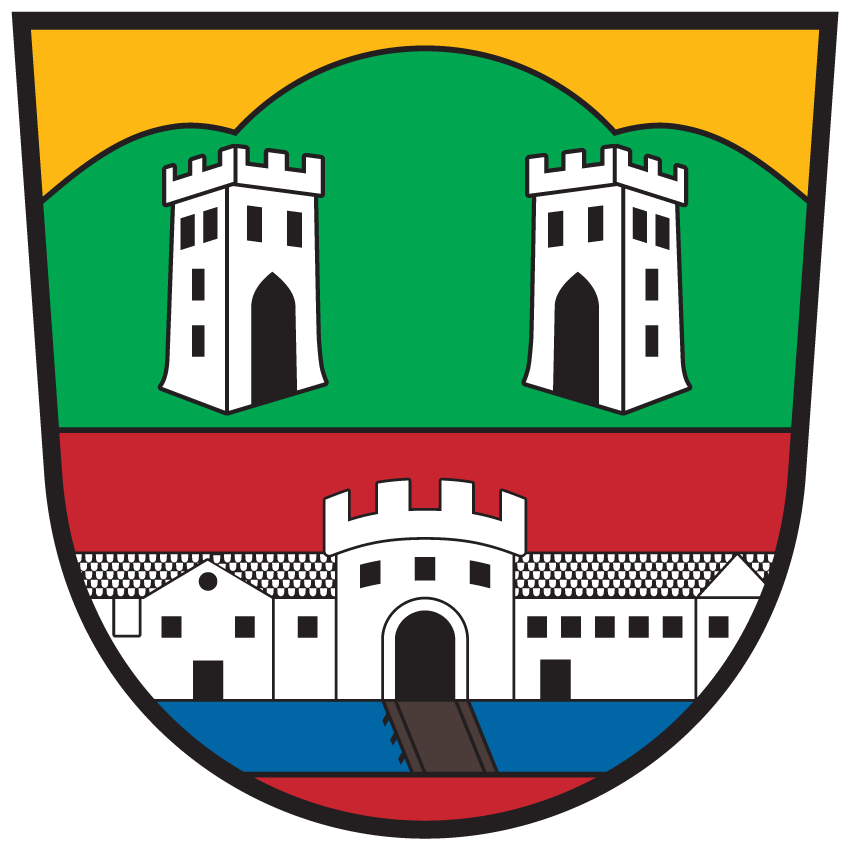
Oberdrauburg
Obervellach
Sachsenburg
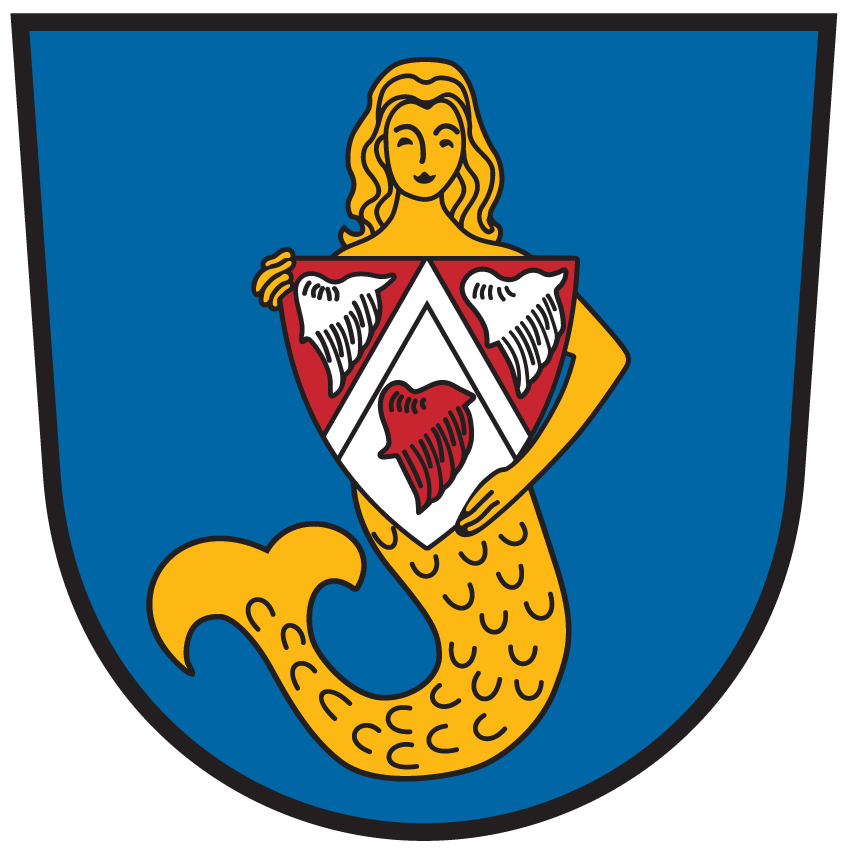
Seeboden am Millstätter See
Steinfeld
Winklern
Bad Kleinkirchheim
Baldramsdorf
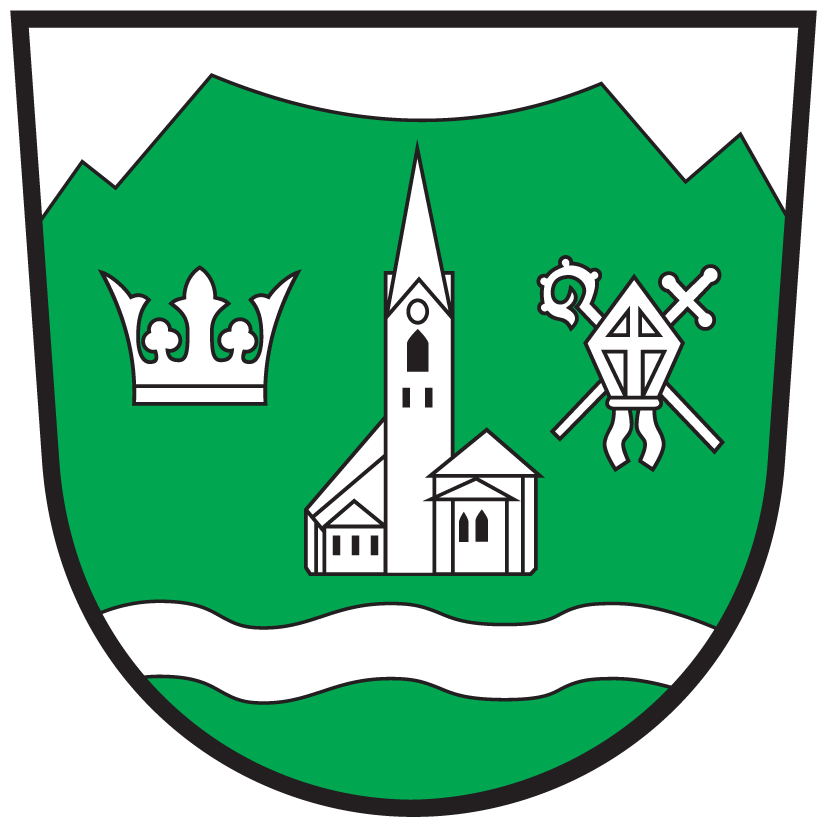
Berg im Drautal
Dellach im Drautal
Flattach
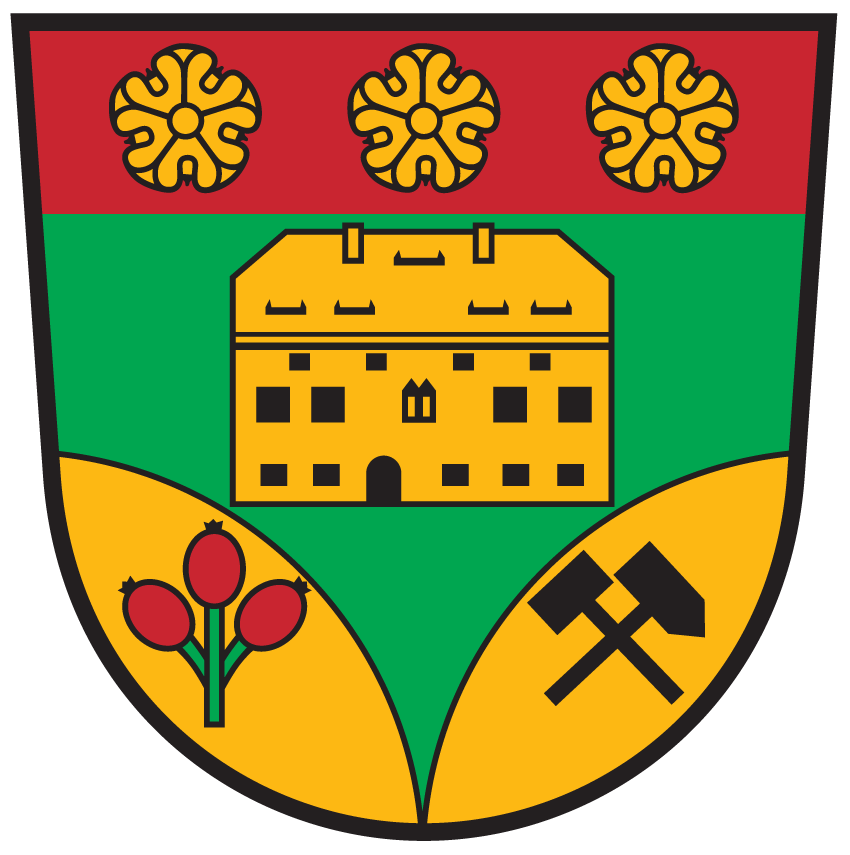
Großkirchheim
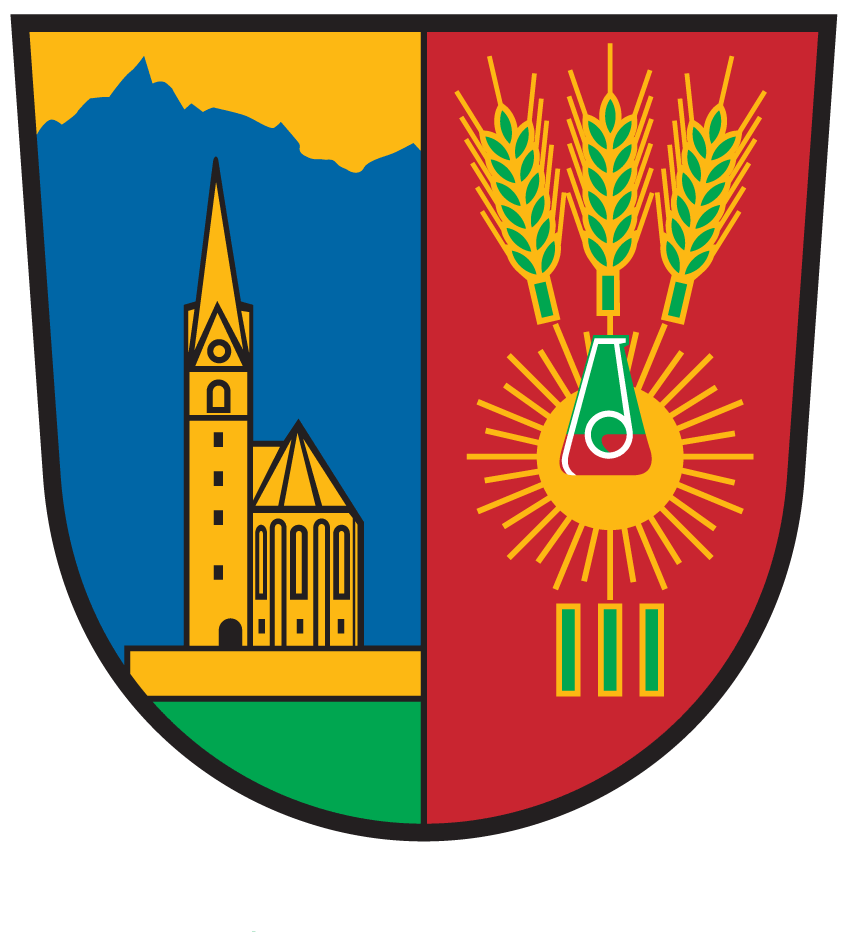
Heiligenblut am Großglockner
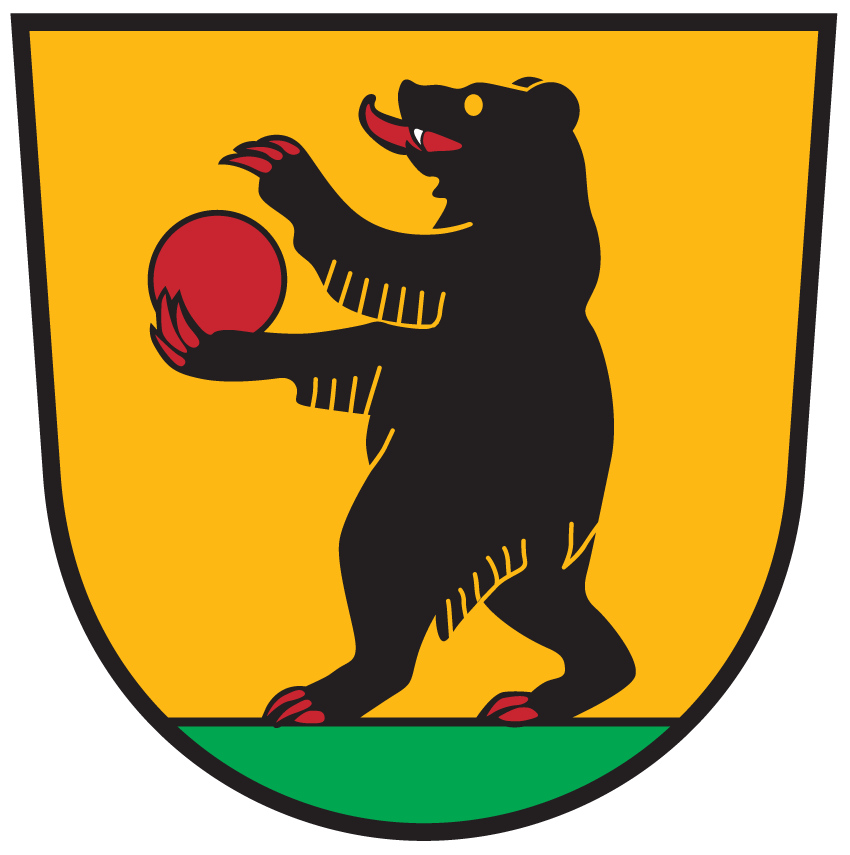
Irschen
Kleblach-Lind
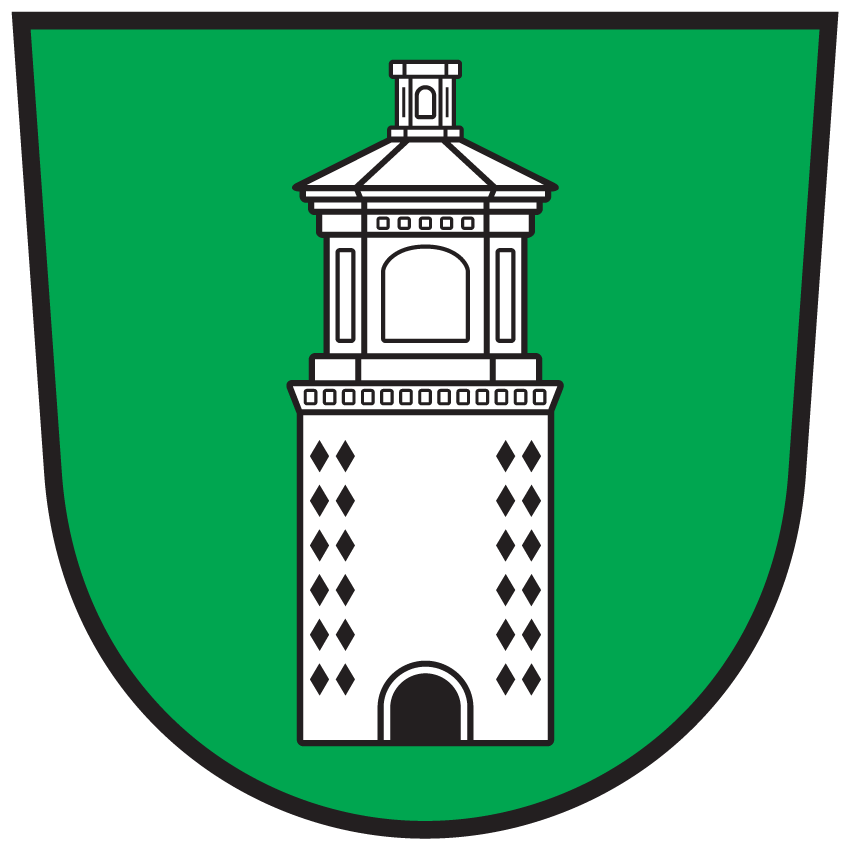
Krems in Kärnten
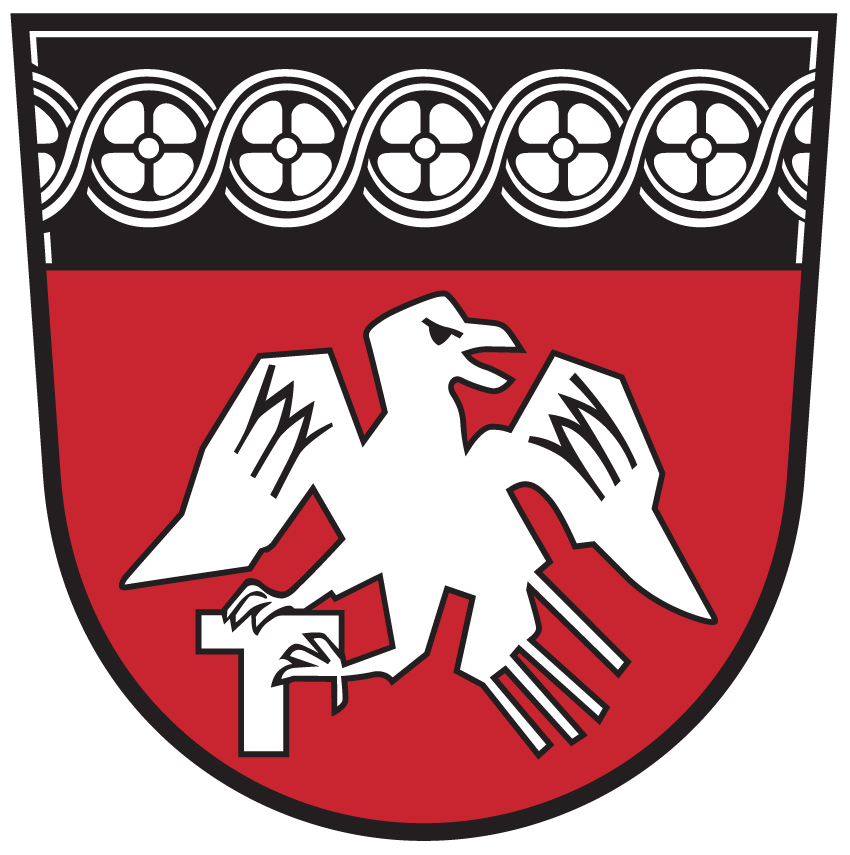
Lendorf
Mallnitz
Malta
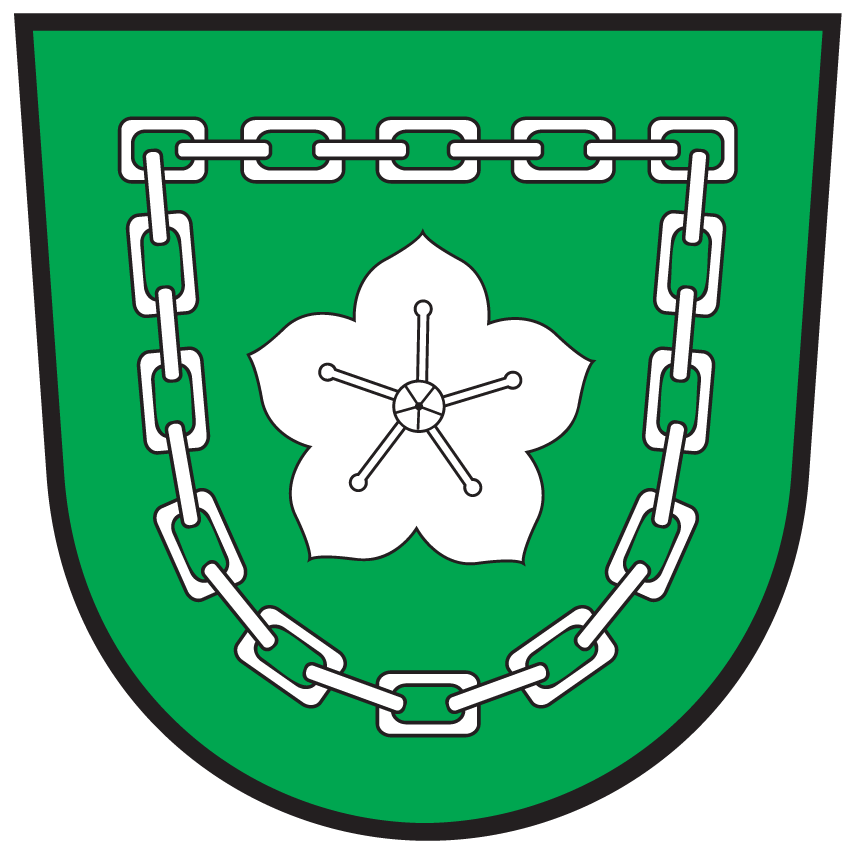
Mörtschach
Mühldorf
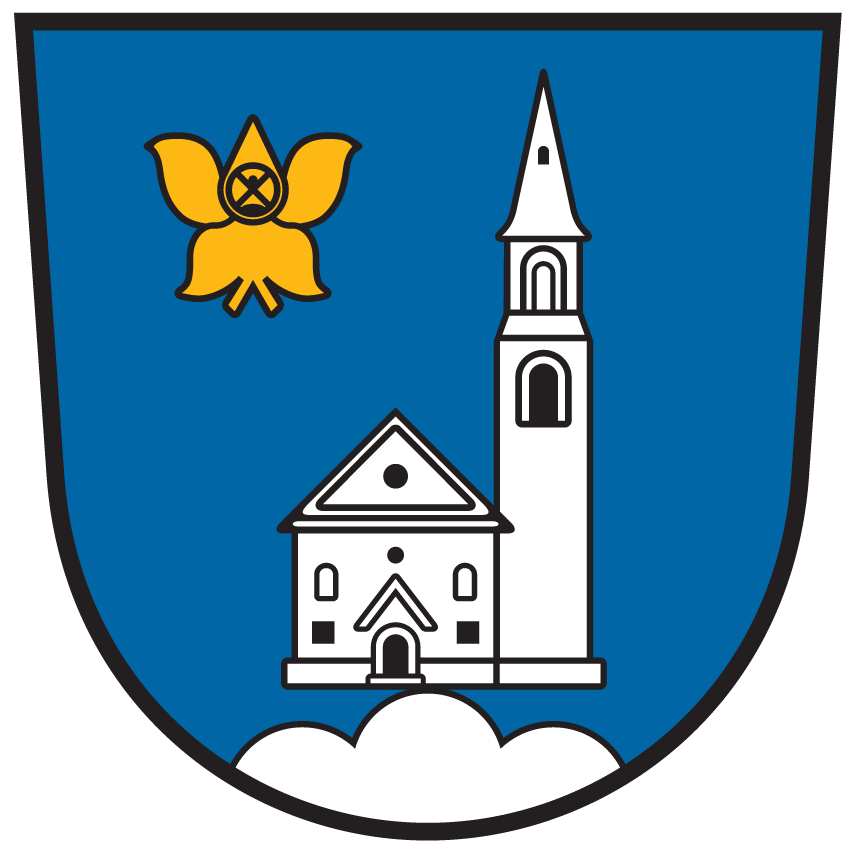
Rangersdorf
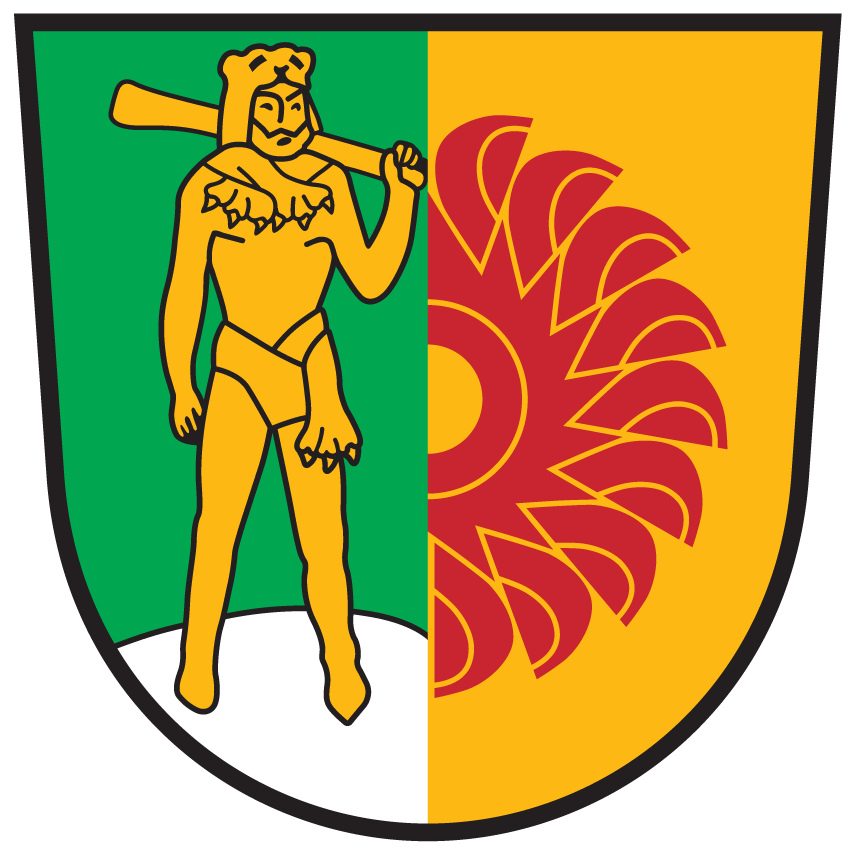
Reißeck
Rennweg am Katschberg
Stall
Trebesing
Weißensee

## Villach

Villach

## Bezirk Villach-Land

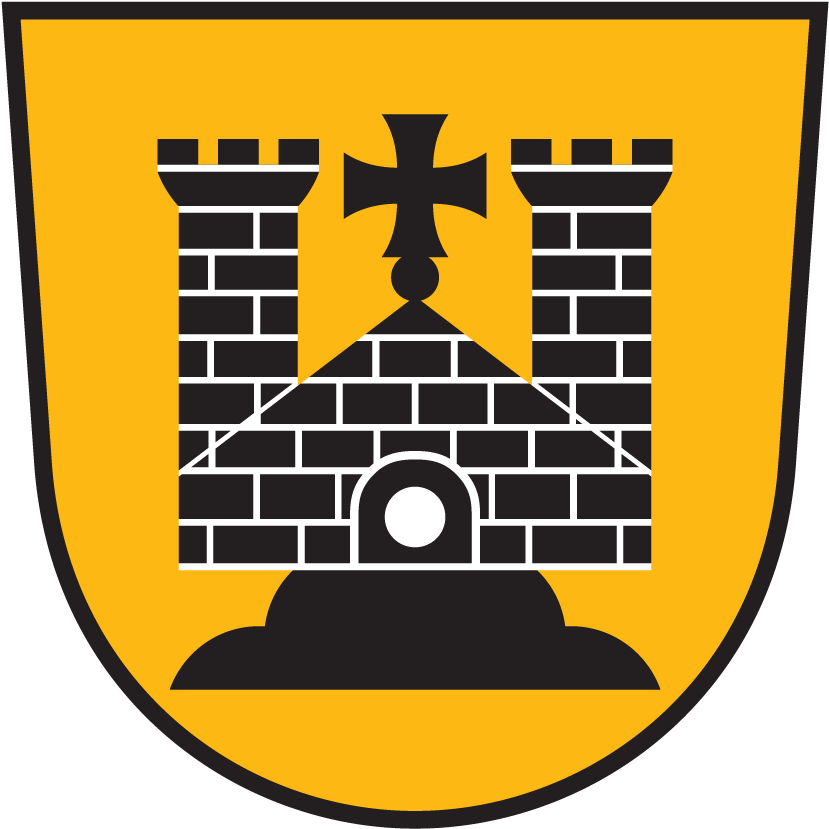
Arnoldstein
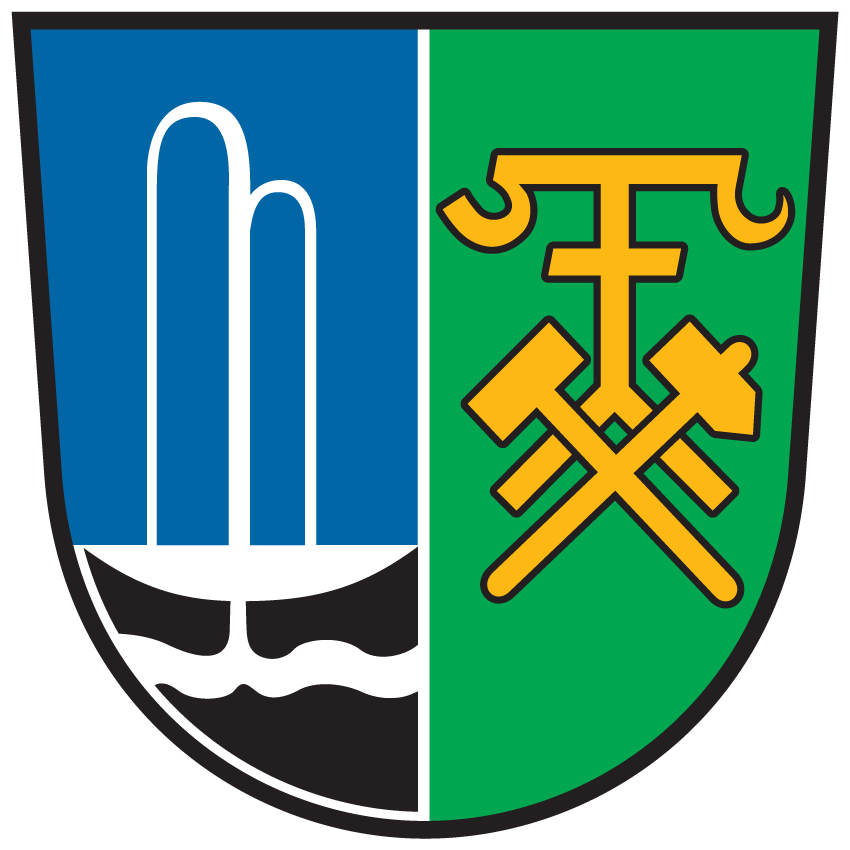
Bad Bleiberg
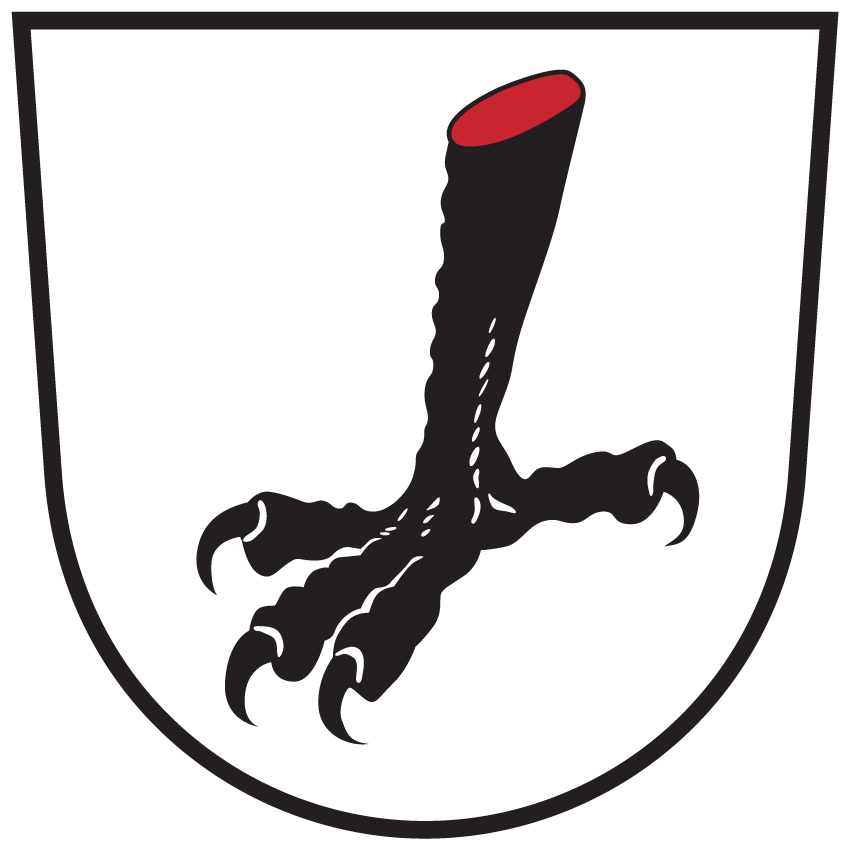
Finkenstein am Faaker See
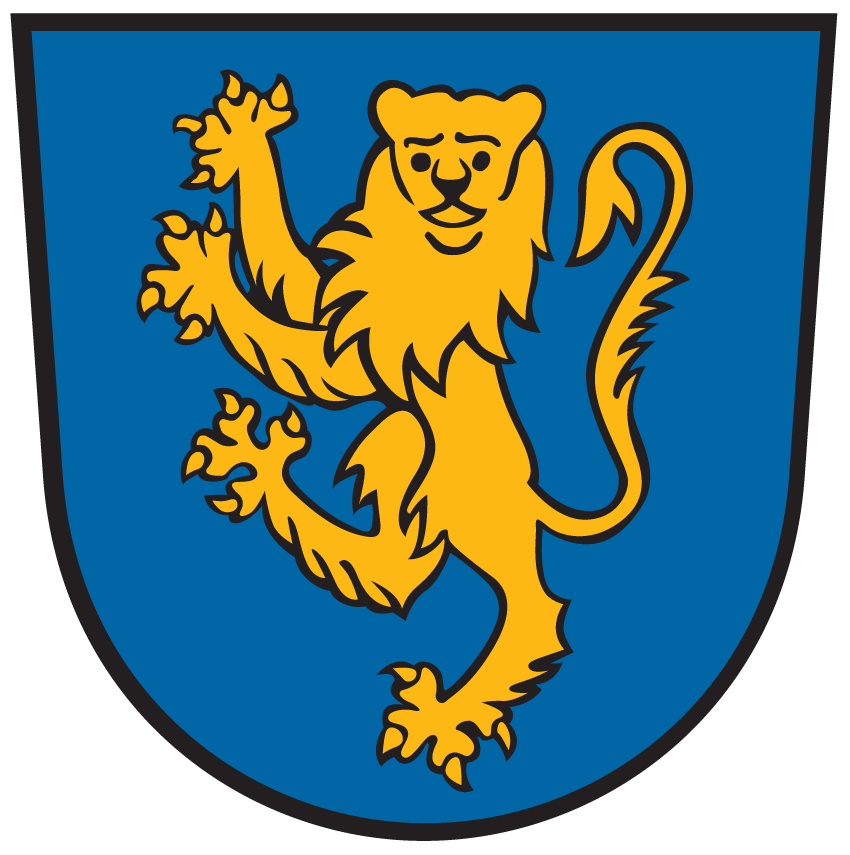
Nötsch im Gailtal
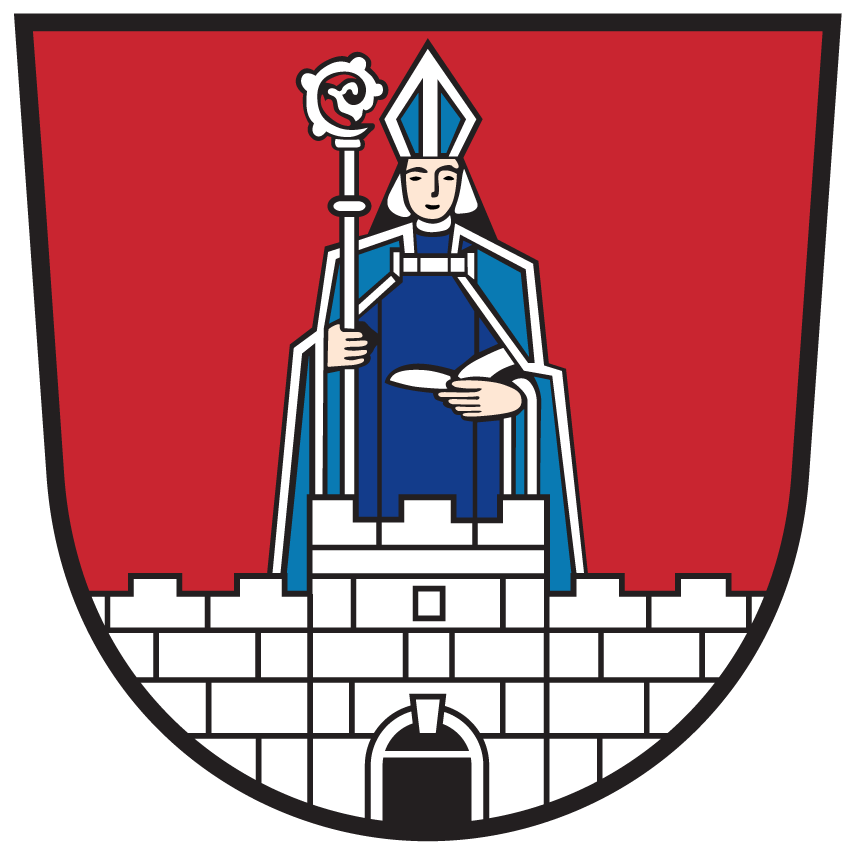
Paternion
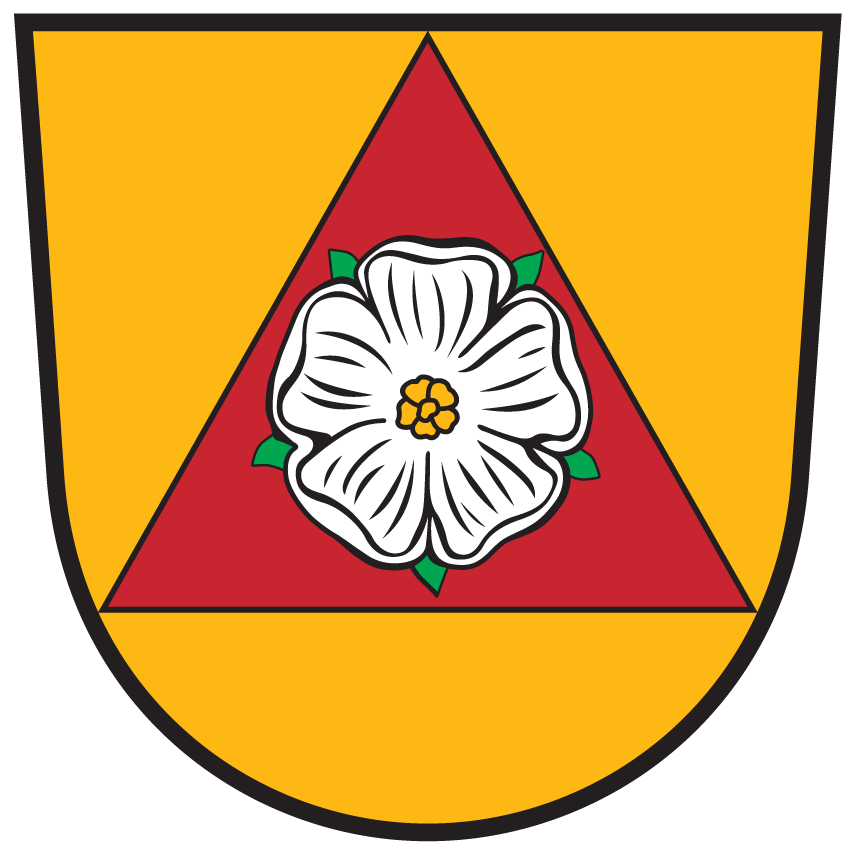
Rosegg
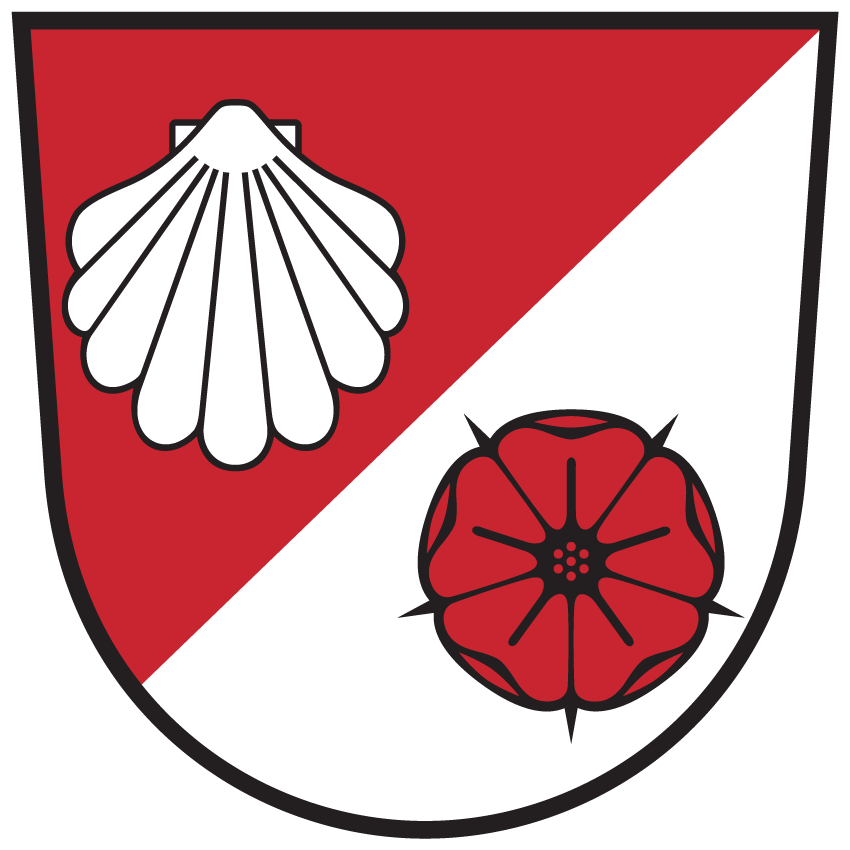
St. Jakob im Rosental
Treffen am Ossiacher See
Velden
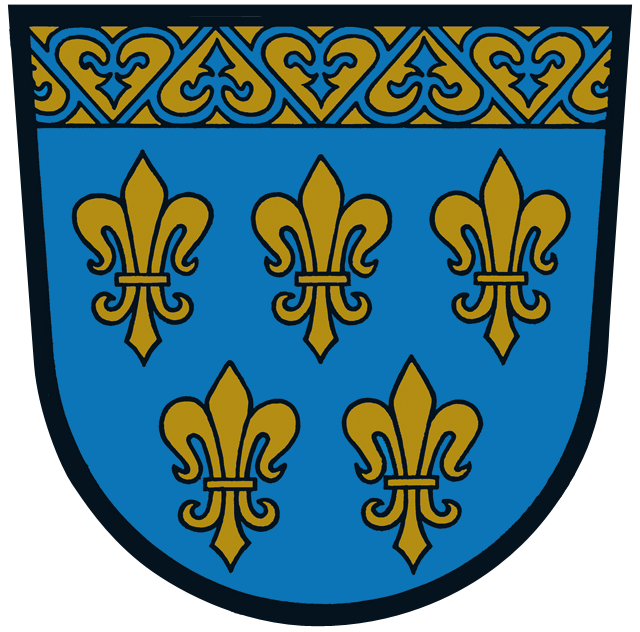
Afritz am See
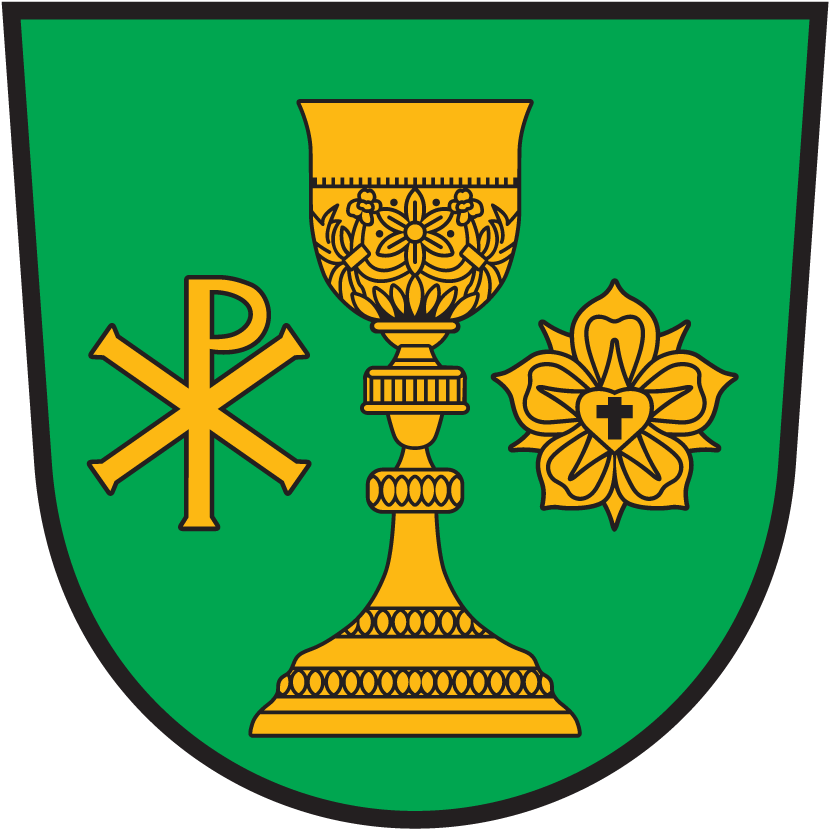
Arriach
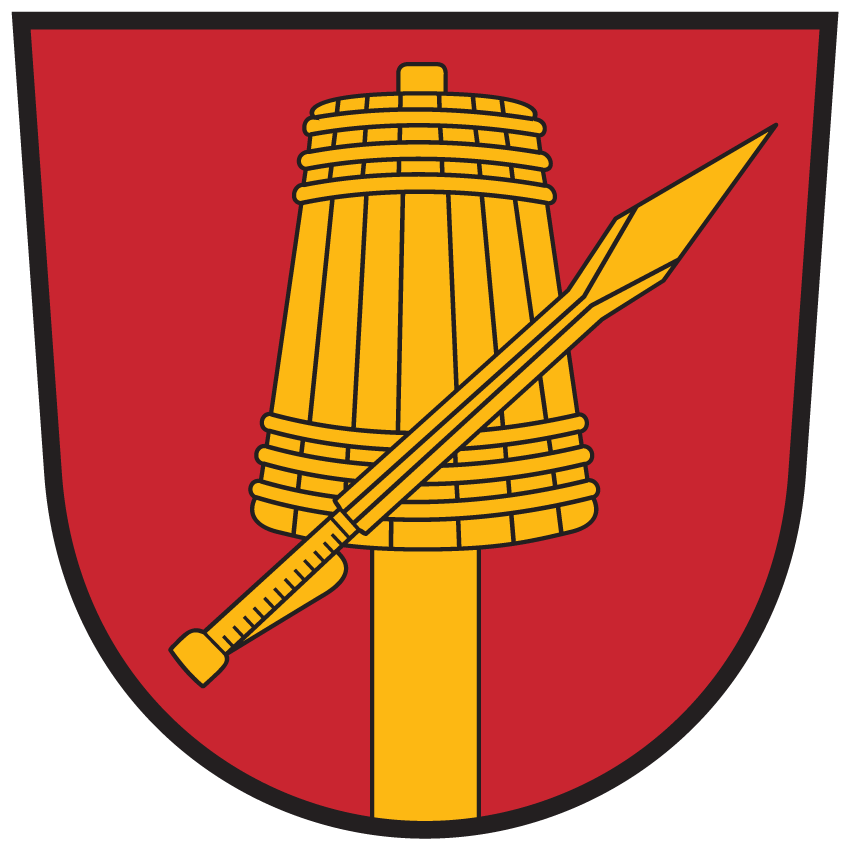
Feistritz an der Gail
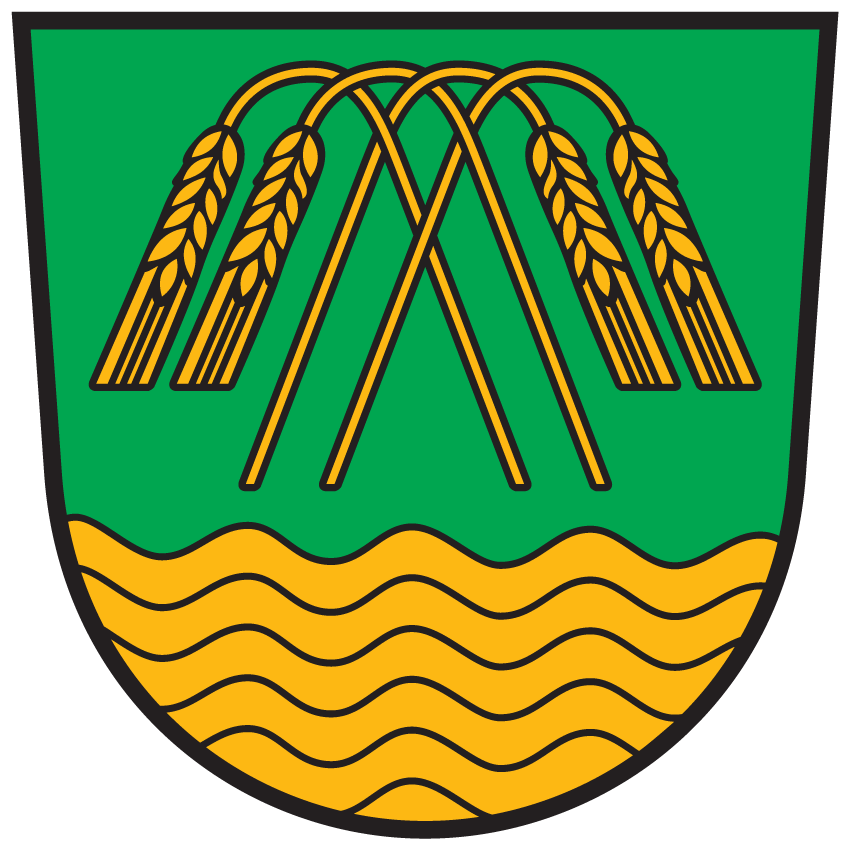
Feld am See
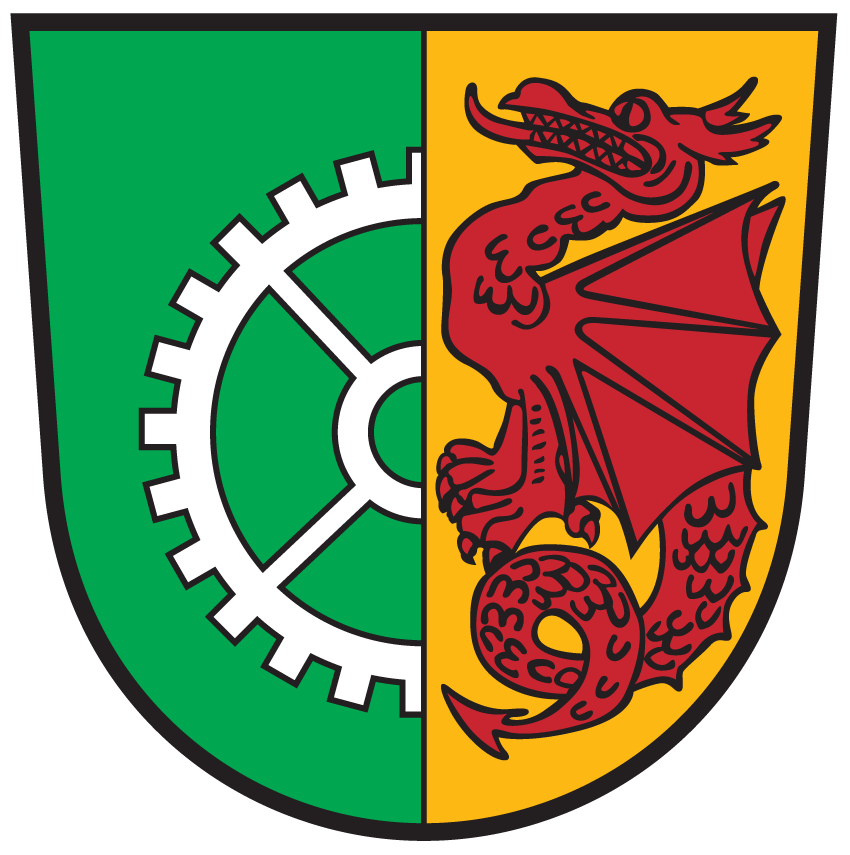
Ferndorf
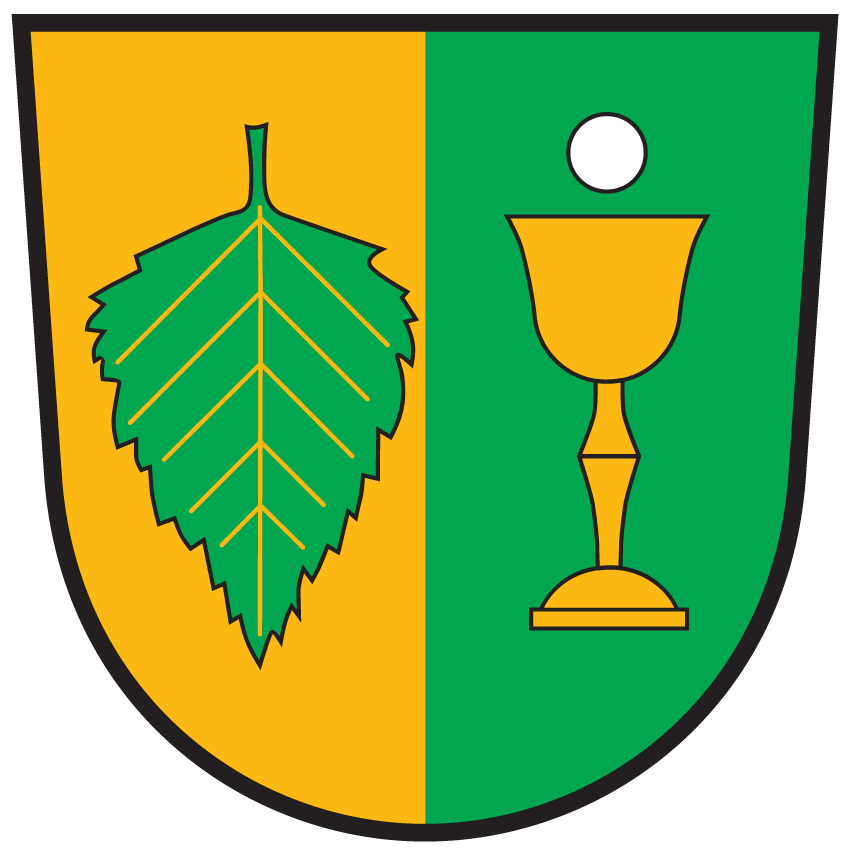
Fresach
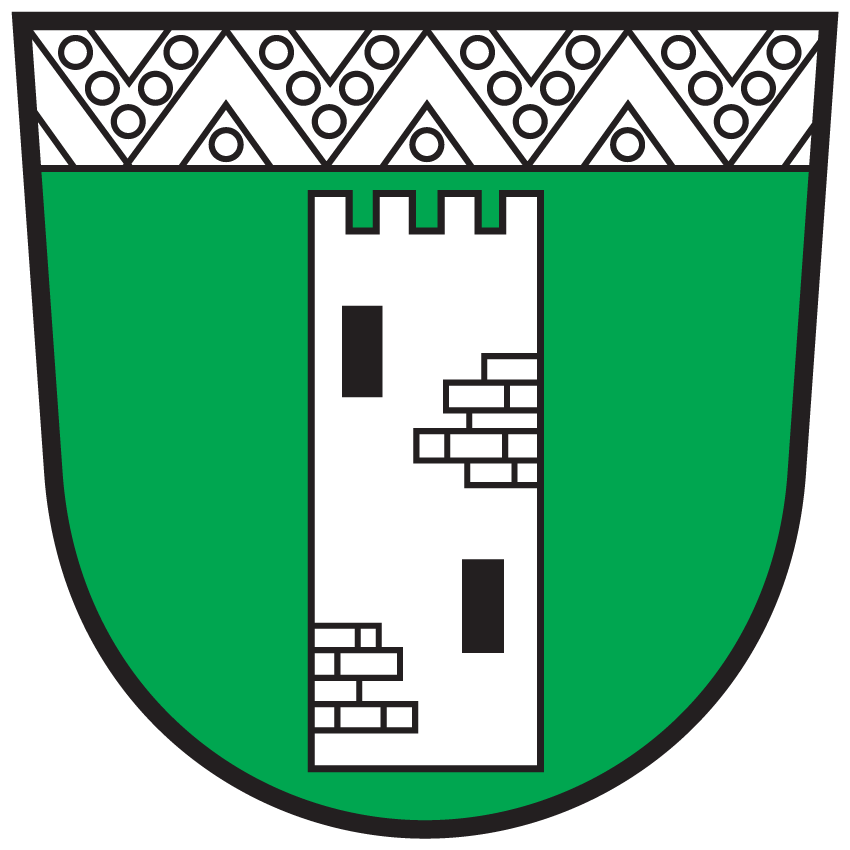
Hohenthurn
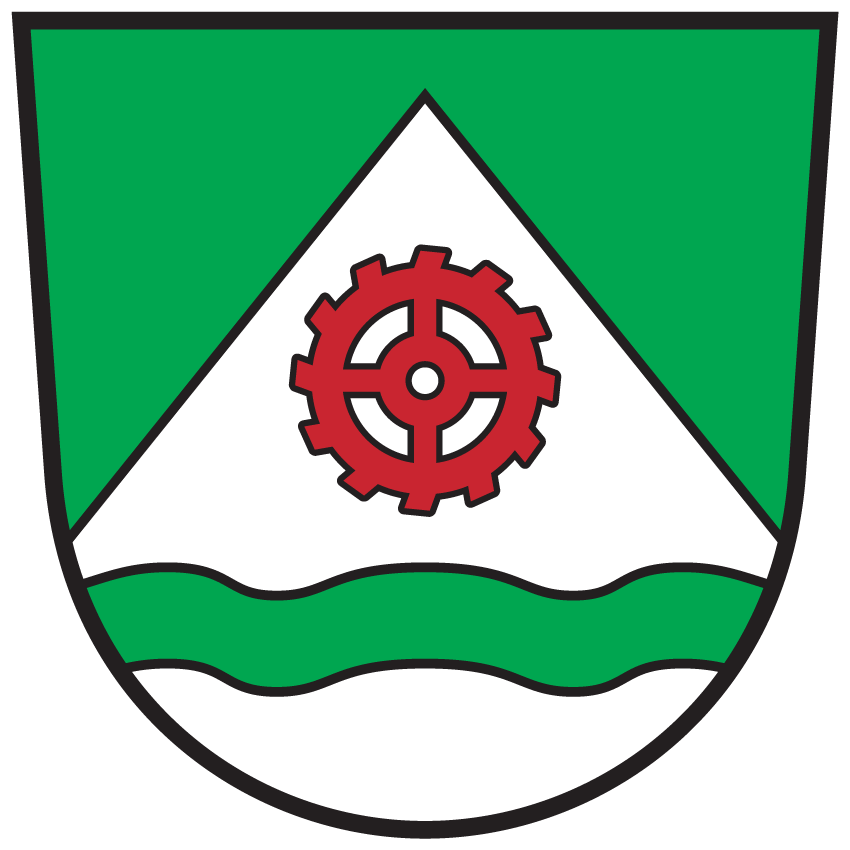
Stockenboi
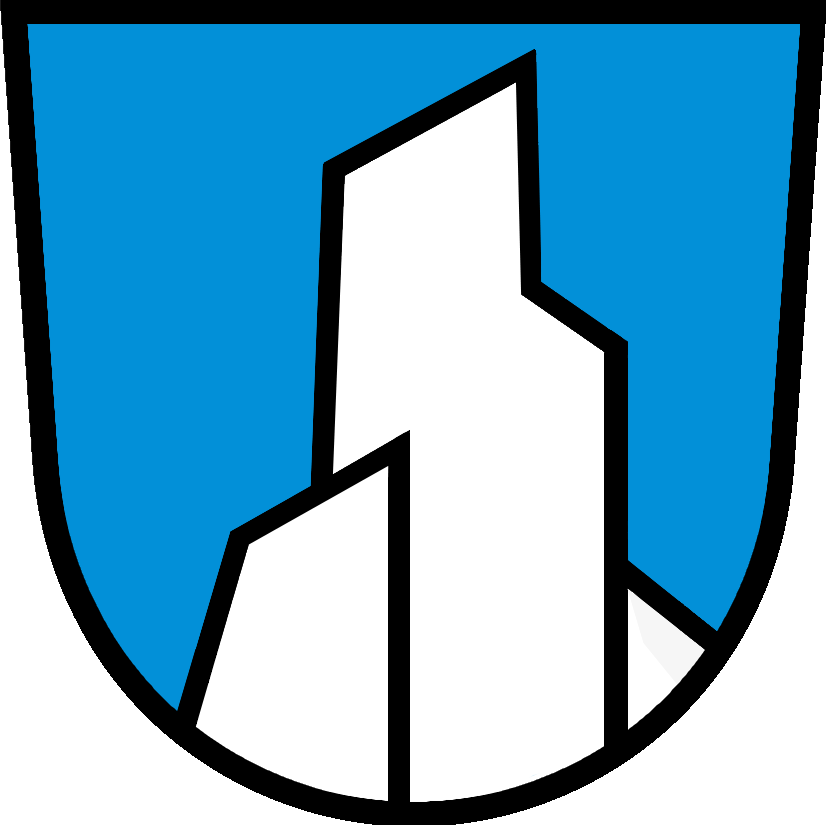
Weißenstein
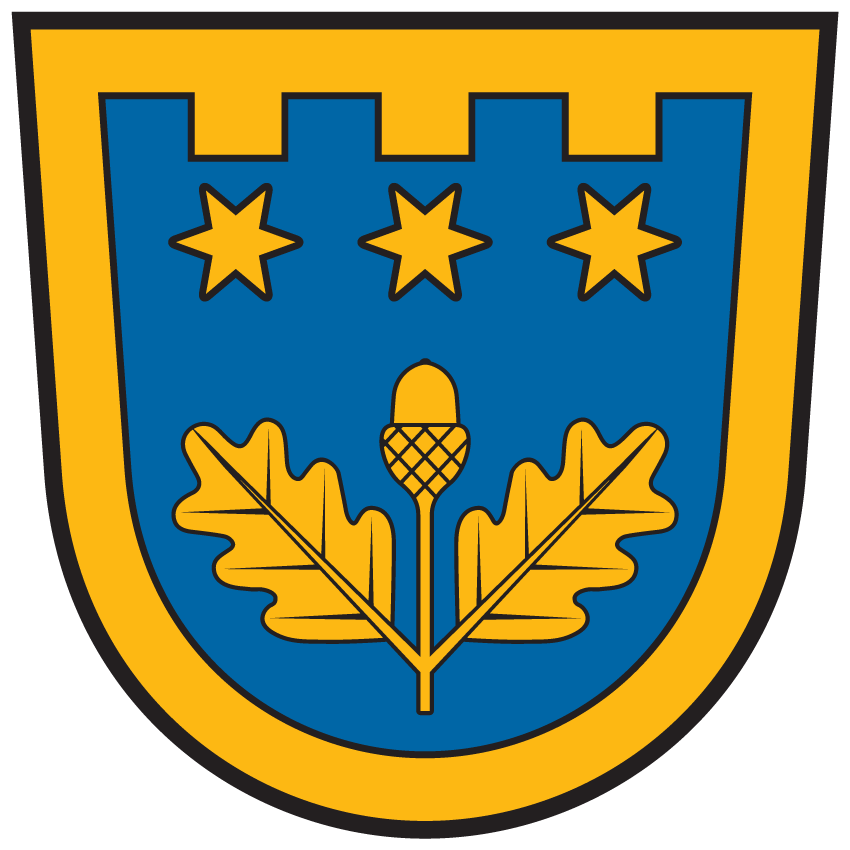
Wernberg

## Bezirk Völkermarkt

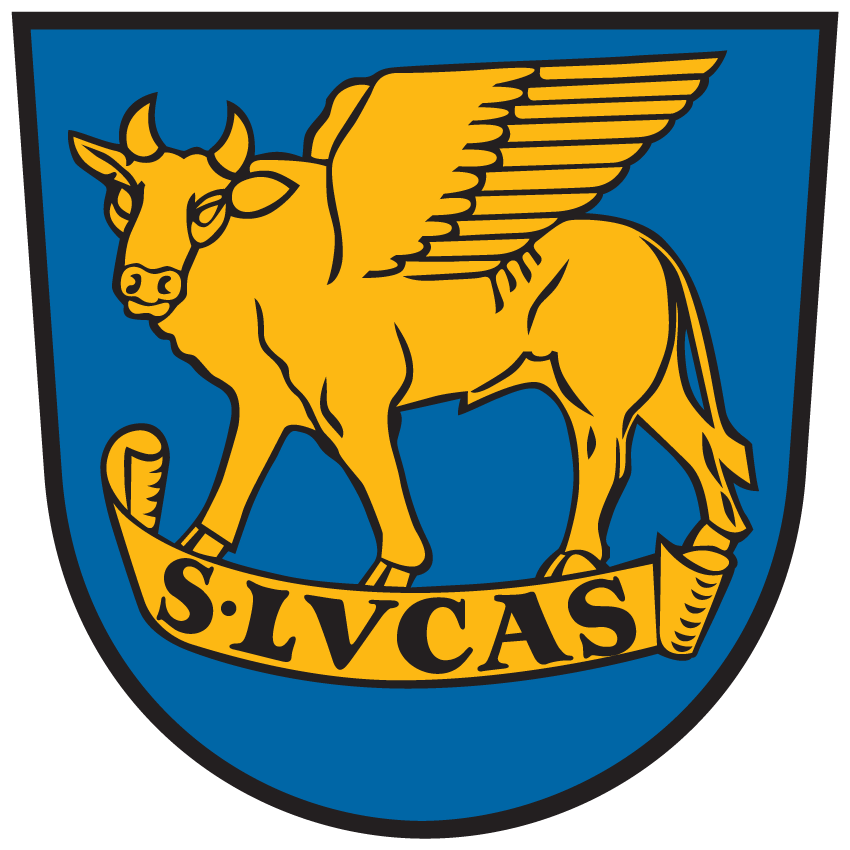
Bleiburg
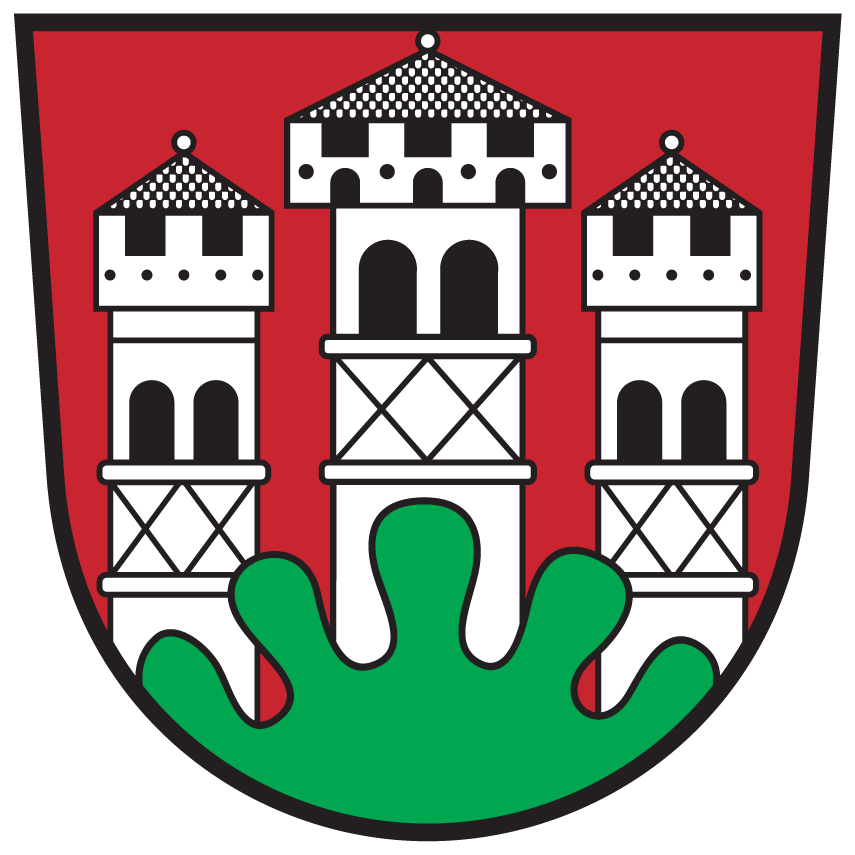
Völkermarkt
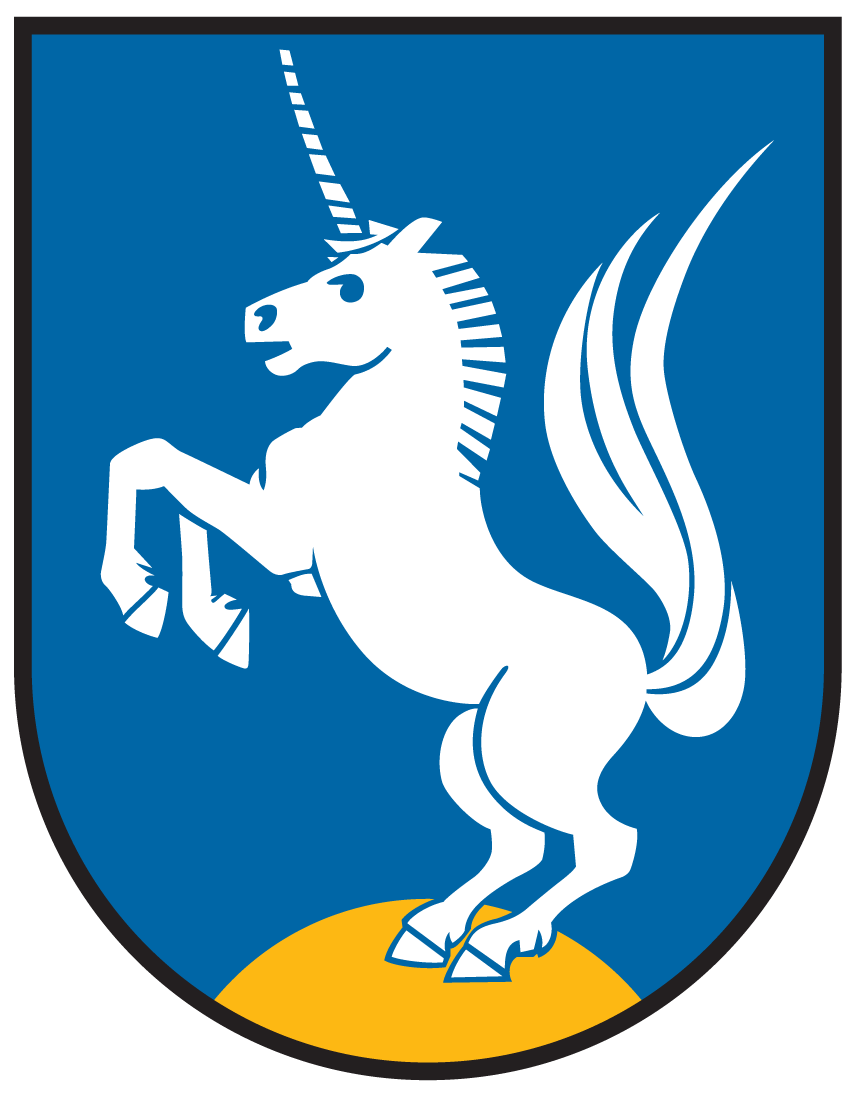
Eberndorf
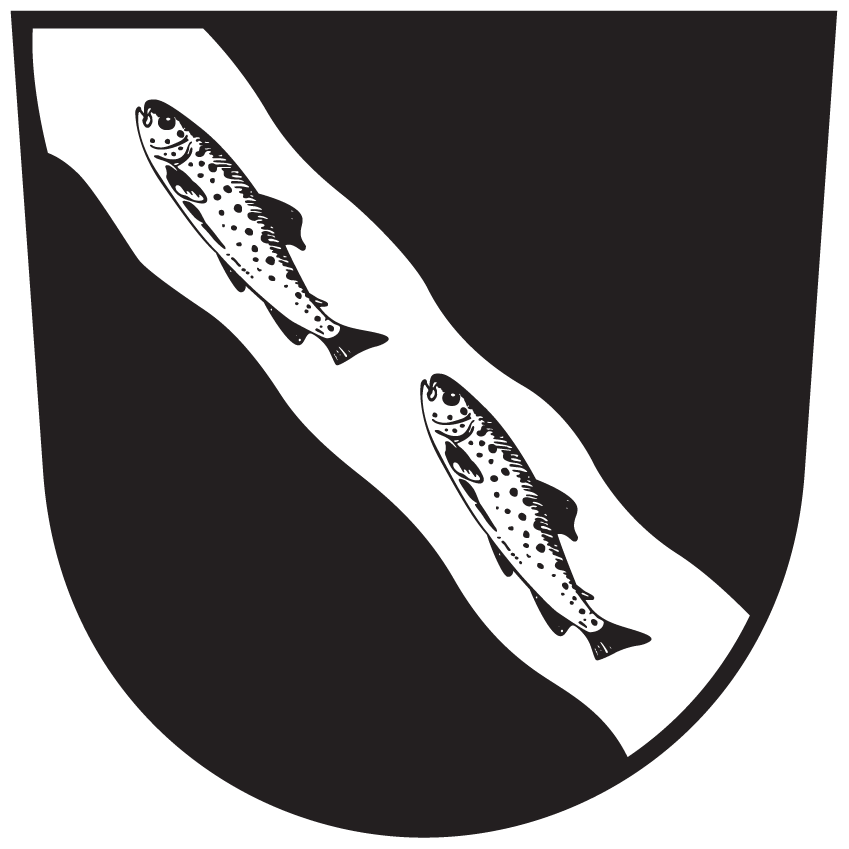
Eisenkappel-Vellach
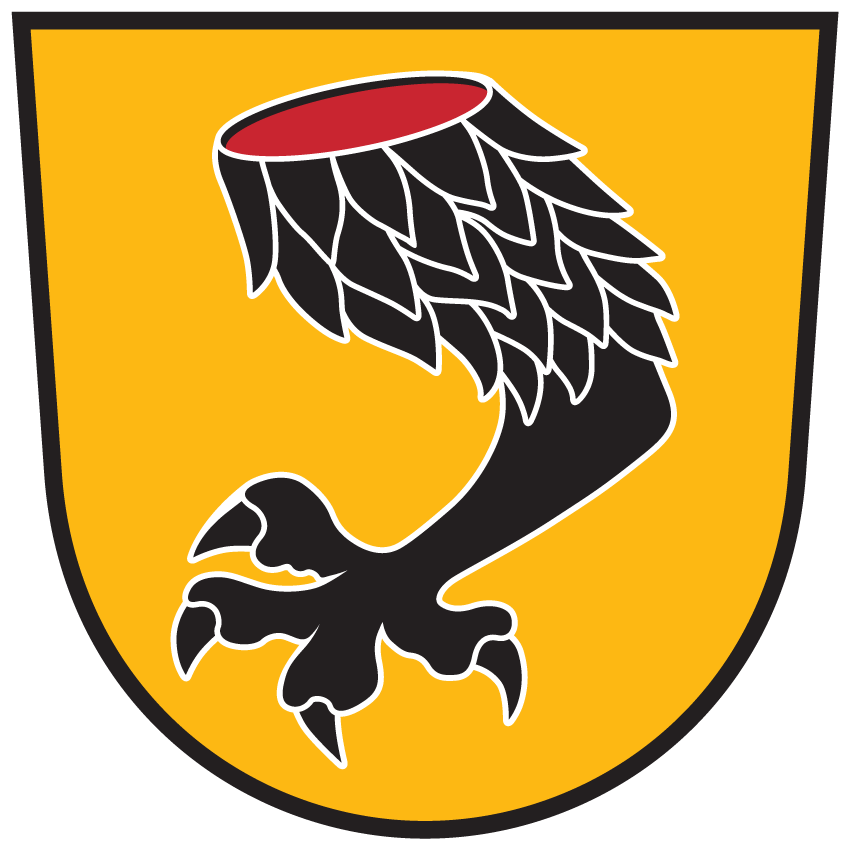
Griffen
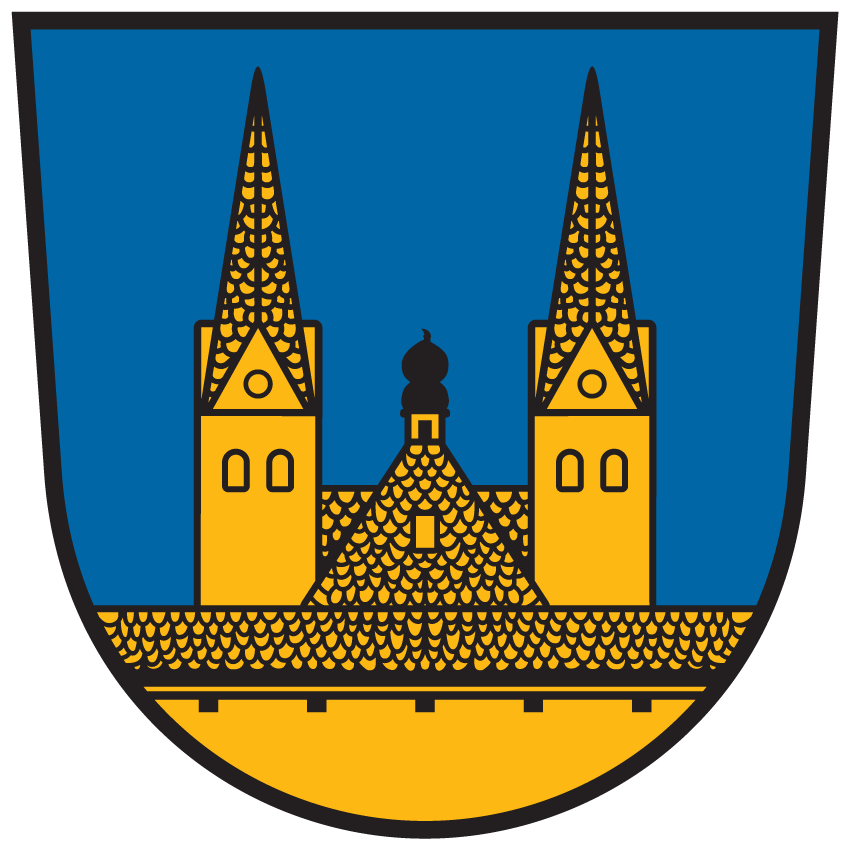
Diex
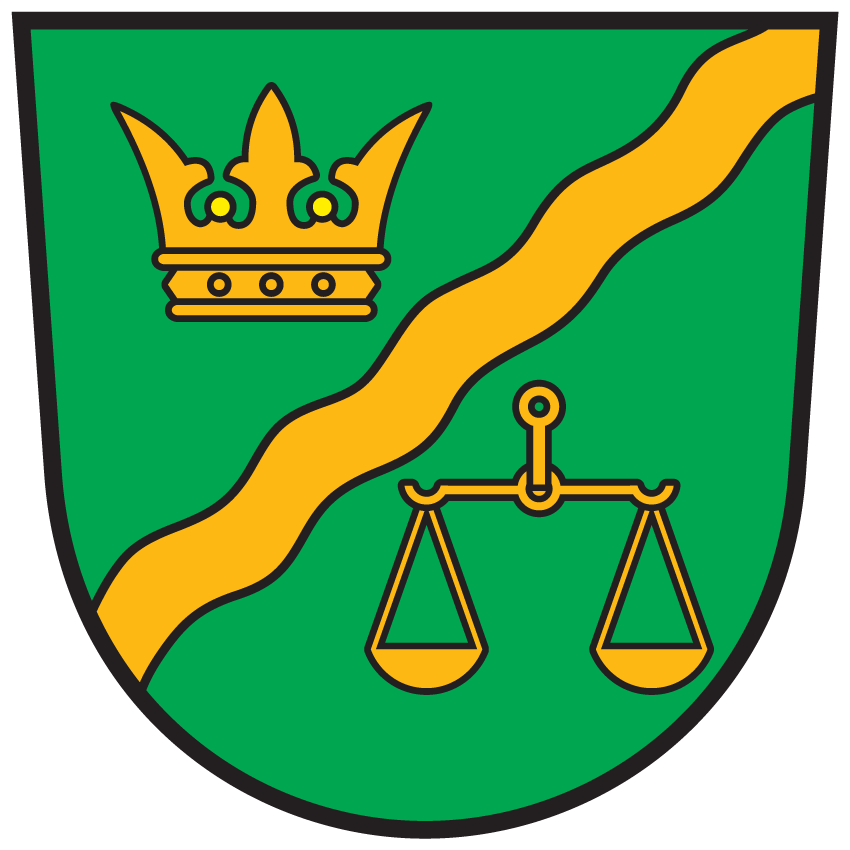
Feistritz ob Bleiburg
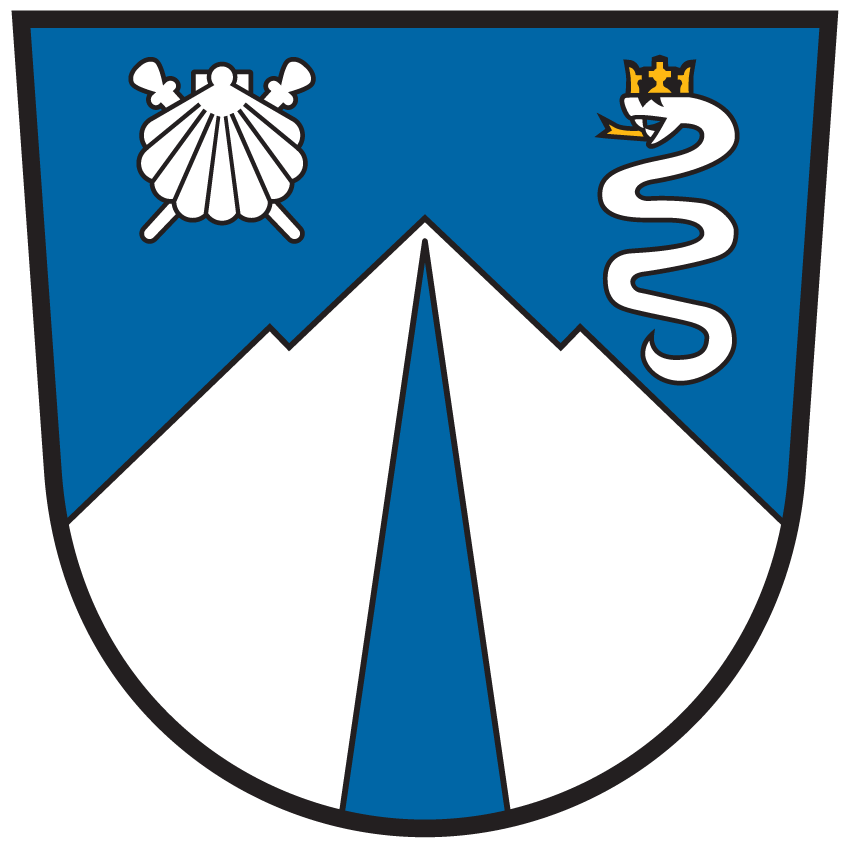
Gallizien
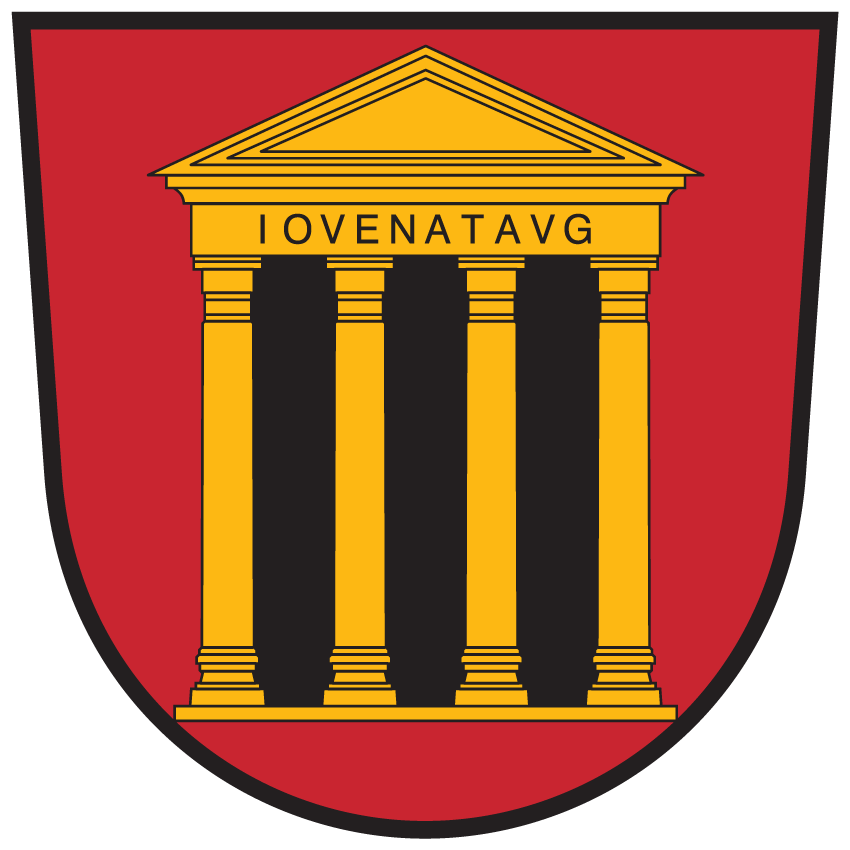
Globasnitz
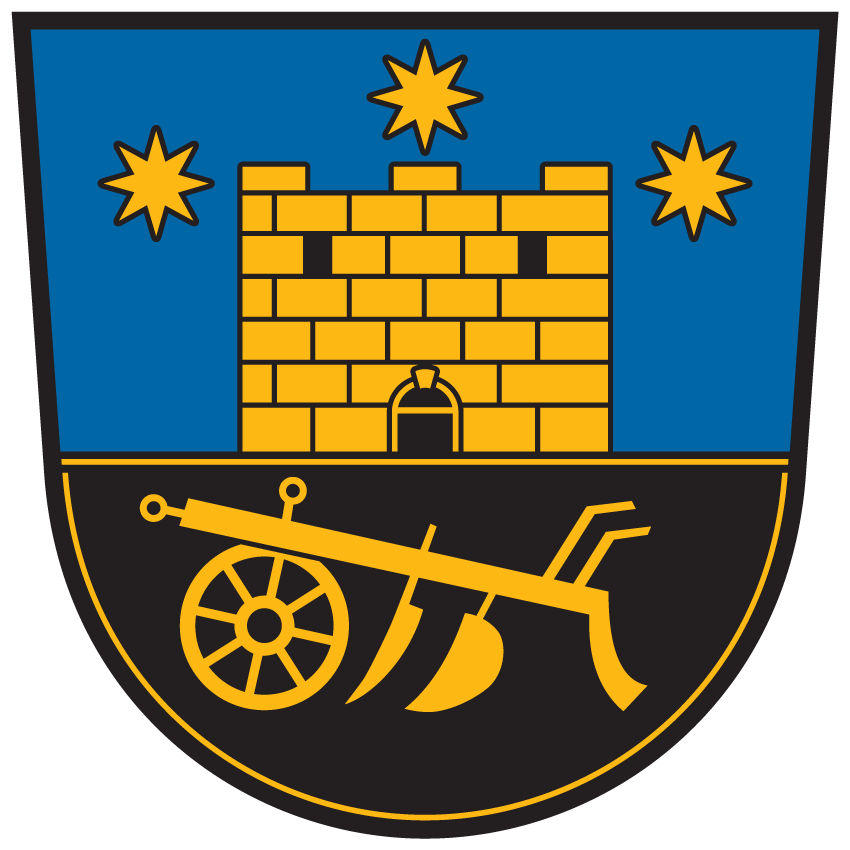
Neuhaus
Ruden
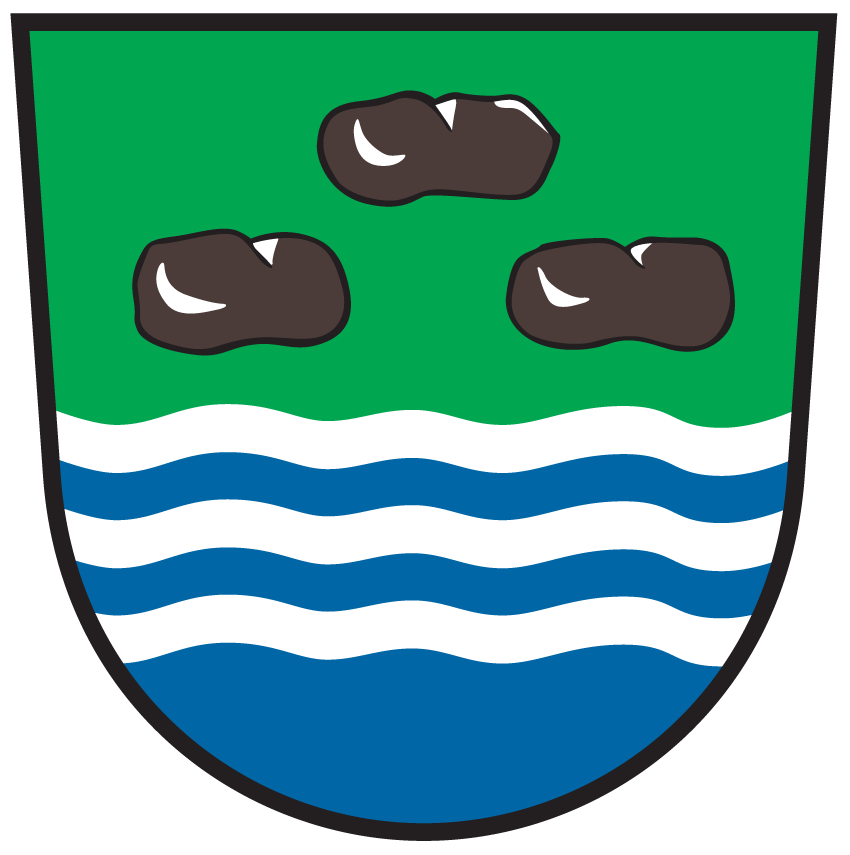
Sankt Kanzian am Klopeiner See
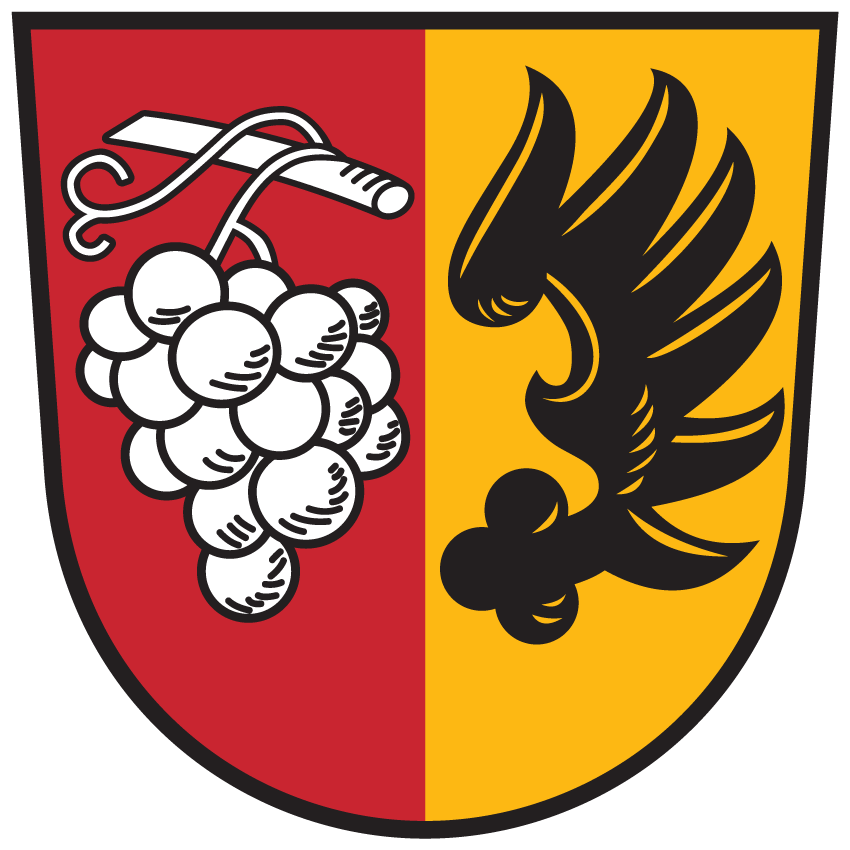
Sittersdorf

## Bezirk Wolfsberg

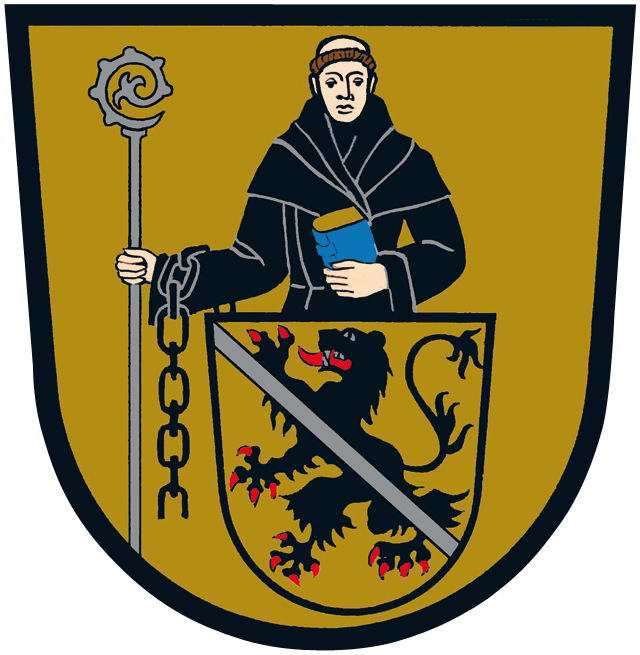
Bad St. Leonhard im Lavanttal
Sankt Andrä
Wolfsberg
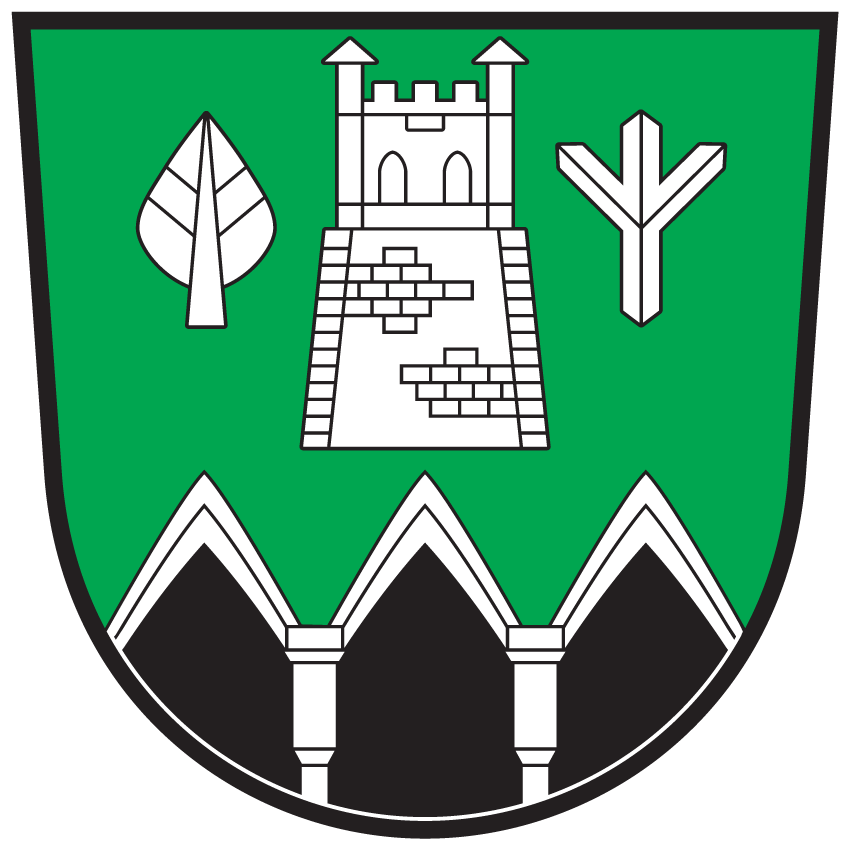
Frantschach-Sankt Gertraud
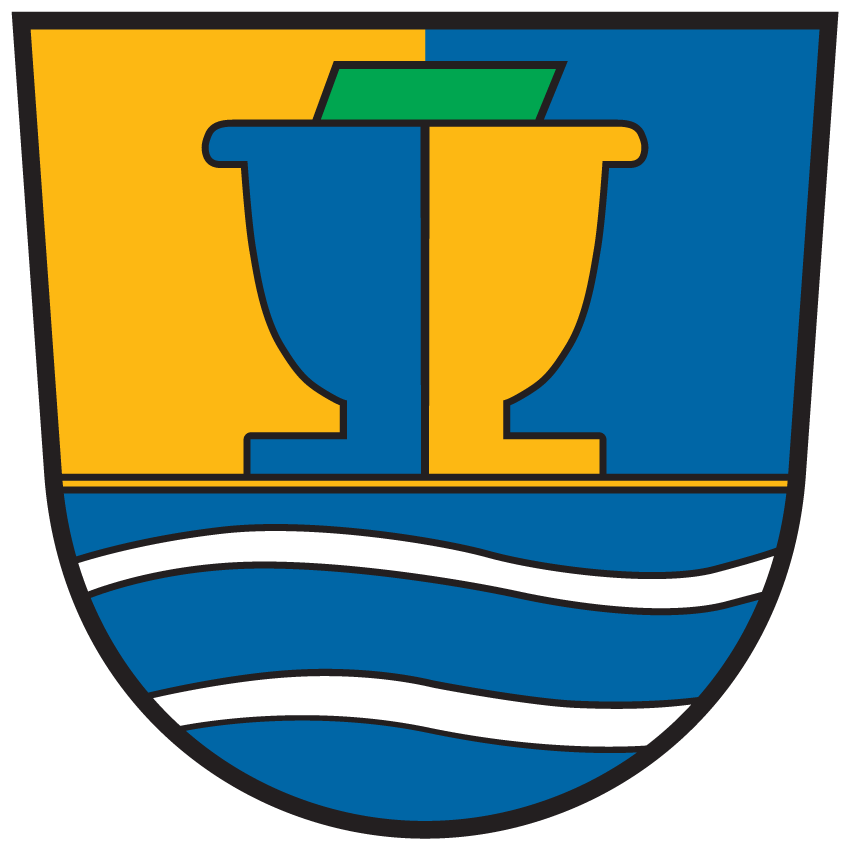
Lavamünd
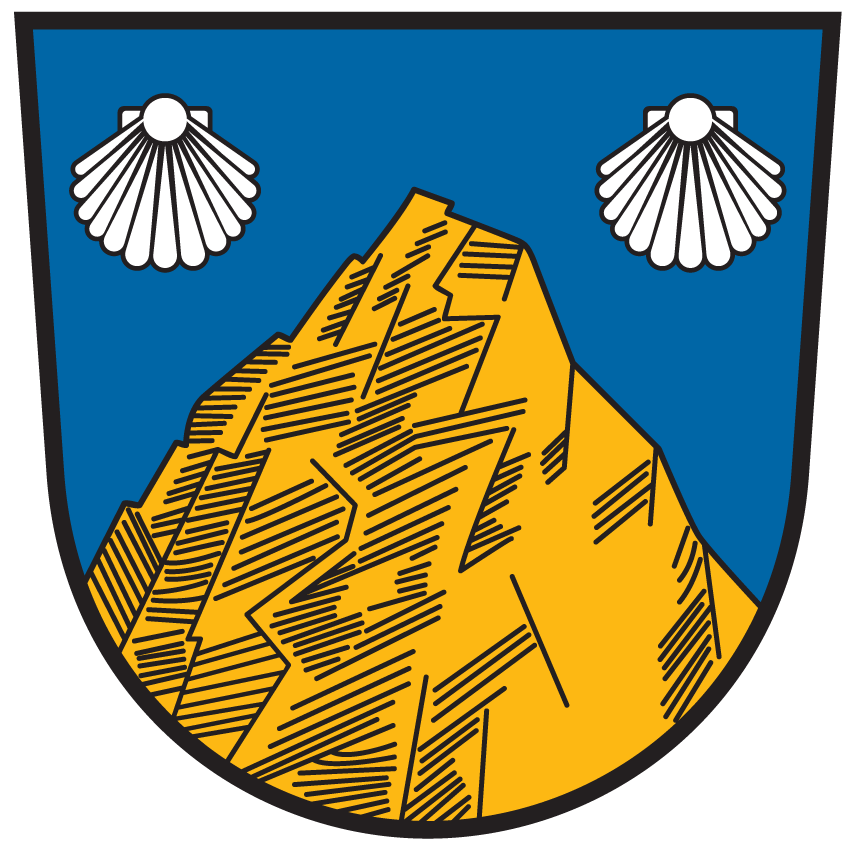
Reichenfels
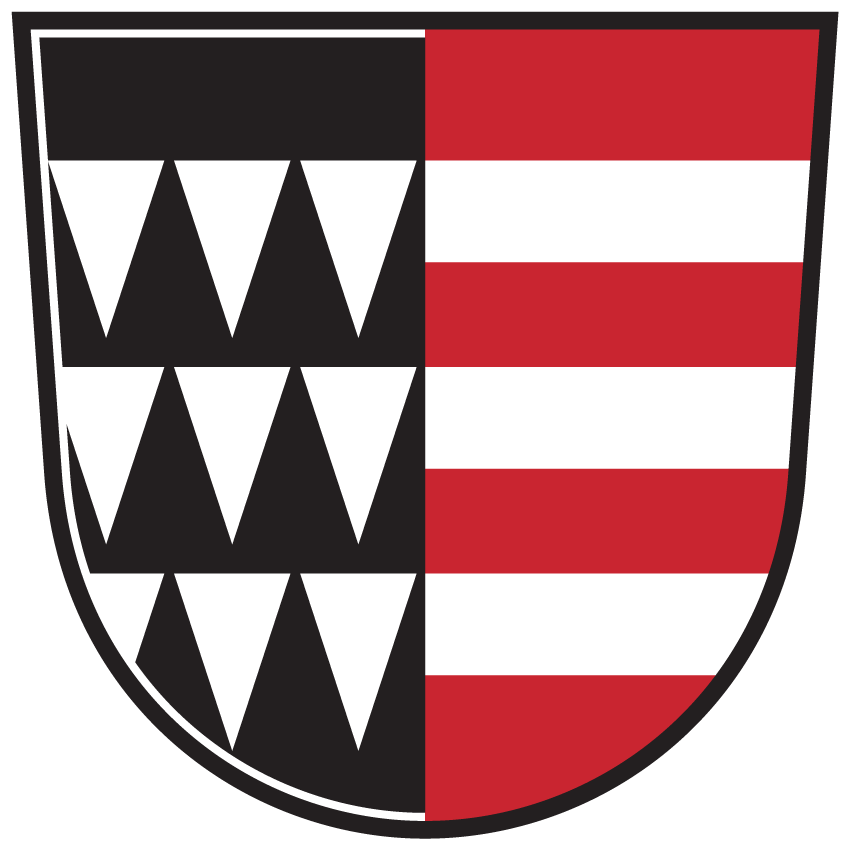
Sankt Paul im Lavanttal
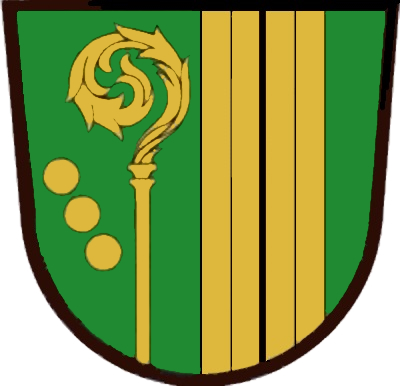
Preitenegg
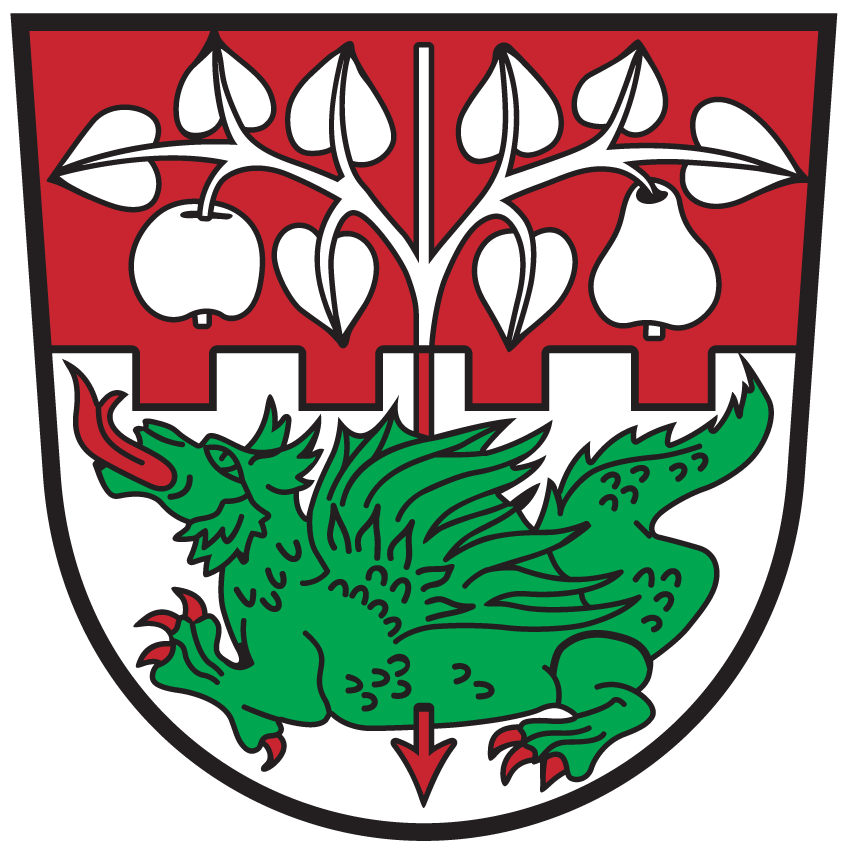
Sankt Georgen im Lavanttal